# 蒙吕松
蒙吕松（法語發音：[mɔ̃lysɔ̃] ⓘ），法国中部城市，奥弗涅-罗讷-阿尔卑斯大区阿列省的一个市镇，同时也是该省的一个副省会，下辖蒙吕松区，其市镇面积为20.67平方公里，2022年1月1日时人口数量为33,317人，是该省人口最多的市镇，也是原奥弗涅大区内人口第二多的市镇，在法国城市中排名第243位。
蒙吕松位于阿列省西部，谢尔河畔，法國中央高原西北部边缘，波旁、奥弗涅、马尔什和贝里四个传统区域之间，是距离法国本土地理几何中心最近的三万以上人口的市镇。
蒙吕松城市建于中世纪，该地曾为波旁家族的一处领地，位于镇中心的波旁公爵城堡是当地的地标性建筑物；近代蒙吕松因贝里运河航运而得到发展成为一座工业城市，鼎盛时期当地人口数量接近六万。自20世纪70年代以来，受能源和经济危机等因素的影响，蒙吕松的工业规模大幅下降，当地多数工厂破产重组或外迁，其常住居民数量亦逐年减少。现代蒙吕松是一个区域性的经济、科教、医疗、文化中心，A71高速公路和欧洲大西洋中央公路由此通过，另有多个方向的铁路在此交汇。

## 地名来源
“Montluçon”一名最初以“Monslucii”的形式被记载，该名称转写自拉丁语“Mons Lucii”，意为“有光亮的山”，对应的现代法语为“Mont de lumière”。
蒙吕松所处区域历史上曾通行马尔舒瓦语，后者为一种介于奥依语和奥克语之间的新月方言，有时也被认为是波旁方言的一个小片。“Montluçon”在奥克语维基百科中对应的拼写与法语相同，在奥克语版本的Openstreetmap中对应的拼写则为“Montleçon”。

## 历史

### 起源至中世纪中期

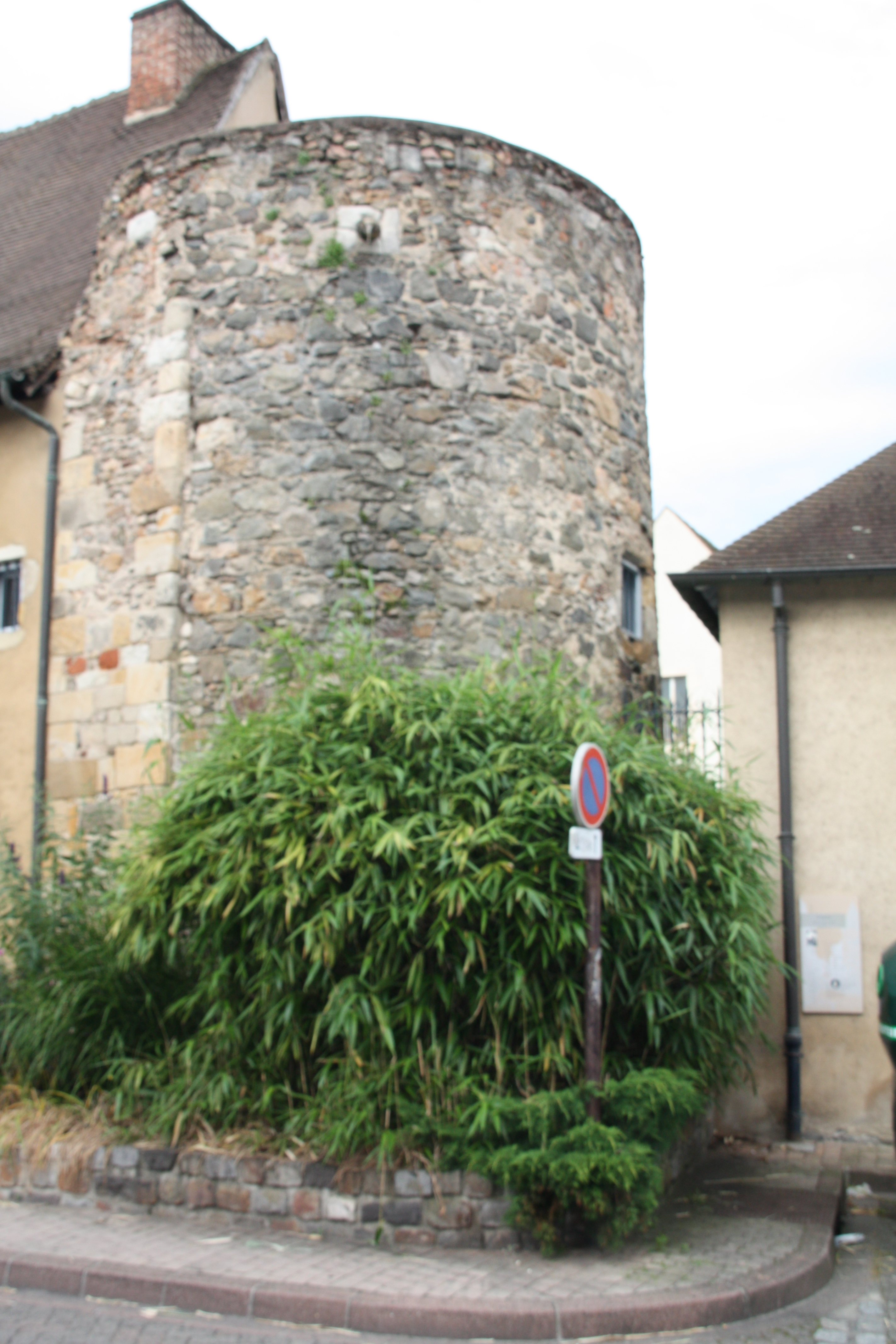
蒙吕松的一处城墙遗址

蒙吕松的早期历史尚不清楚，其附近地区曾发掘出多处中石器时代的人类活动遗迹，其中马里尼翁遗址（Marignon）位于蒙吕松市区东部，经鉴定其可能形成于莫斯特文化晚期。2010年，蒙吕松市区西南部谢尔河左岸的比丰高地（Les Hauts de Buffon）街区又发现两处居民房屋建筑遗址，其形成年代分别为马格德林文化时期及高卢-罗马时期。
蒙吕松在古典时期的城市建设缺乏史料记载，其所处的谢尔河上游地区曾为比图里格人的活动范围，后者是凯尔特人的一支。罗马人入侵后，连接克莱蒙费朗与布尔日之间的道路和连接普瓦捷与欧坦之间的道路在此交汇，其中一处道路遗址在2021年谢尔河枯水期间得到暴露。公元四世纪后，罗马帝国逐渐衰弱，西哥特人于公元480年左右入侵谢尔河上游河谷，此后其所在的奥弗涅地区又于532年被法兰克国王提乌德里克一世征服。公元八世纪时，蒙吕松首次在文件中被记载。公元九世纪时，匈人入侵蒙吕松地区，其东部的内里和沙泰勒德讷夫尔两个村落被完全摧毁。

### 中世纪中后期至法国大革命
蒙吕松的中世纪历史与当地镇中心的波旁公爵城堡密切相关，该建筑原为当地领主的宅邸，其早期历史尚缺乏确切记载。中世纪中期，蒙吕松地区被波旁家族获得，波旁的阿尔尚博四世之子纪尧姆（Guillaume）于1070年在原建筑的基础上进行了大幅度的扩建，使其成为了的一处带有军事功能的城堡。此后，蒙吕松城堡西侧的谢尔河畔还新建了圣伯多禄教堂，其附近街区由此得名。安茹公国期间，波旁家族曾因1169年阿尔尚博的逝世而一度绝嗣，此后英格兰军队在1171至1188年间占领了蒙吕松及其城堡。阿尔尚博唯一的后代玛蒂尔德一世与拥有多个头衔的领主居伊二世·德·当皮埃尔联姻，他们的儿子阿尔尚博八世·德·波旁又迎娶了蒙吕松的贝亚特丽斯，并在腓力二世的支持下于1216年重获“波旁”称谓。
1327年，法兰西国王查理四世赐予路易一世·德·波旁“公爵”头衔。英法百年战争期间，皮埃尔一世·德·波旁在普瓦捷战役中阵亡，波旁公爵头衔被其子波旁公爵路易二世获得。路易二世曾长居于蒙吕松，其间他对波旁公爵城堡进行了大规模的扩建及翻新，其外侧新增了一间大寝室和一处方形塔楼。为了抵御英格兰军队的入侵，路易二世还在城堡四周修建了城墙，后者平均厚度约六英尺，设有四座城门和33处瞭望塔。与此同时，蒙吕松城堡周边亦兴建了多处民居建筑。1410年，路易二世在蒙吕松城堡内逝世。
十六世纪初，波旁公爵夏尔三世曾被法兰西国王弗朗索瓦一世任命为法兰西王室统帅，但由于对财产继承不满，夏尔三世选择背叛法兰西而投奔神圣罗马帝国，他最终在1527年罗马之劫中阵亡。1531年，弗朗索瓦一世撤销了波旁公国，并将其并入法兰西皇室，成为一个行省。蒙吕松波旁公爵城堡也因此被废弃，蒙吕松成为波旁行省的17个皇家城堡领地之一。蒙吕松曾于1517年和1581年两次爆发严重的黑死病疫情。1662年，波旁家族的旁系后代孔代亲王将荒废的蒙吕松城堡卖给了当地的一户农场主。
法国大革命后，波旁行省被撤销，蒙吕松成为阿列省的一个市镇，并自1793年起成为该省的一个县治和一个地区行署，后者于1801年改制为副省会。1795至1800年间，布朗扎（Blanzat）和维约堡（Château-Vieux）两个市镇整体并入蒙吕松。

### 十九世纪
19世纪初，蒙吕松为一座以农业及农产品交易为经济支柱的内陆城镇，当地周边的多处丘陵被开辟为葡萄酒种植园，葡萄酒贸易曾为蒙吕松重要的商业活动。
|                                        | （蒙呂松的居民）活泼开朗，喜欢安静地生活，很容易相处。 |
| ——夏尔·皮埃尔·阿姆洛，蒙吕松首任副省长 |                                                        |

相比之下，蒙吕松的工业规模则十分有限。直至19世纪30年代，蒙吕松市镇约有五千居民，数量尚不及省会穆兰的三分之一。

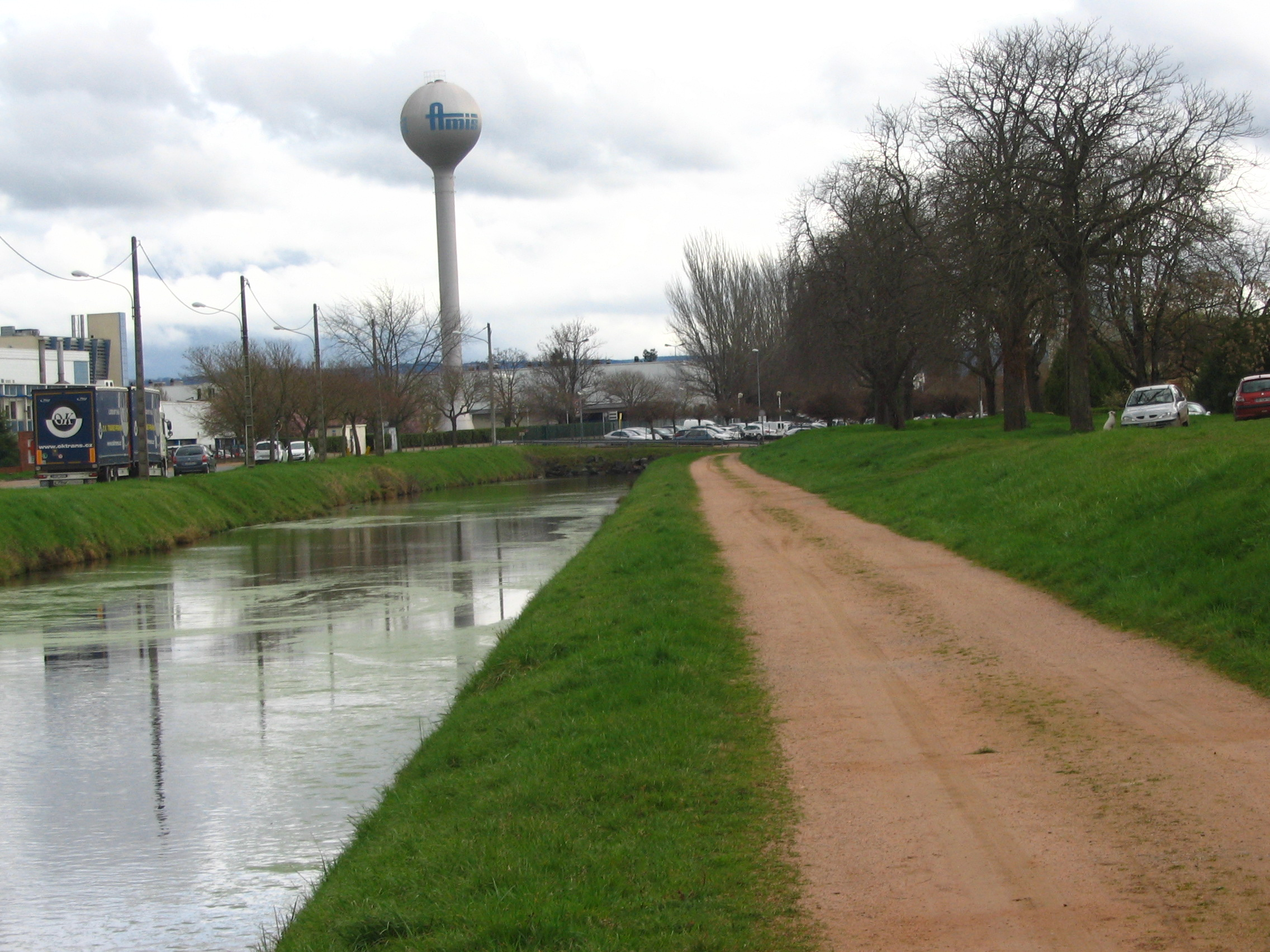
贝里运河

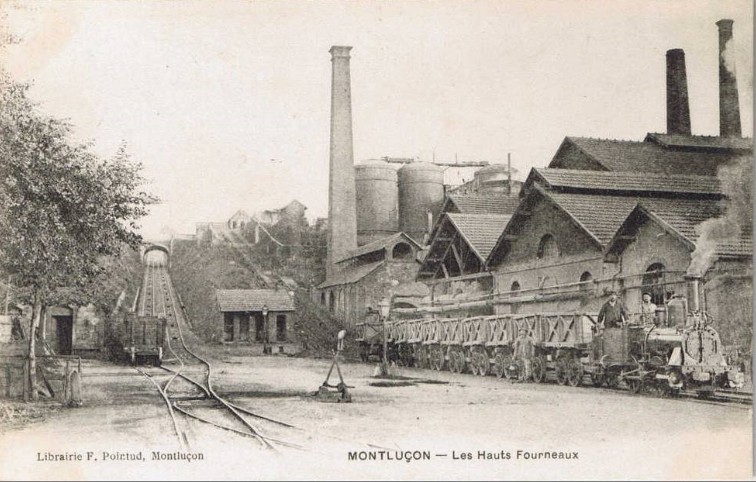
19世纪末蒙吕松的一家工厂

蒙吕松近现代的工业及城市发展与当地的交通运输息息相关。1834年，贝里运河建成，该河自蒙吕松出发向北延伸至谢尔省及卢瓦-谢尔省境内，并直通卢瓦尔河干流；与此同时，蒙吕松附近区域发现煤炭资源并得到开采，煤炭逐渐取代木炭成为工业生产最主要的能源，位于蒙吕松东南十多公里外的科芒特里出现了机械化的煤矿，当地的采煤活动方兴未艾。1835年，连接科芒特里和蒙吕松之间的煤矿运输铁路建成通车，蒙吕松由此成为水陆码头。
得益于内河航运及煤炭运输活动的发展，蒙吕松境内开始出现多个高耗能工业部门。1840年，法国工业家德尼·伯努瓦·达齐在蒙吕松创办福雷钢铁工厂（Forey），巴黎埃菲尔铁塔及巴士底狱雕塑的部分构建由该厂制造。1845年，奥弗涅地区的多家能源企业合并组建布格雷-马尔特诺矿业集团（Société Bougueret-Martenot），并于1848年在蒙吕松境内新建圣雅克铁厂（Forge Saint-Jacques），后者逐渐发展成为军工企业，鼎盛时期该厂工人总数超过三千名。蒙吕松玻璃厂（La Glacerie）于1846年由勒盖集团（Société Legay）创建，后于1868年被圣戈班收购。1865年，米尼翁-德利尼埃集团（Société Mignon-Deslinières）在蒙吕松南郊建立莱费尔克勒工厂（Usine des Fers Creux），后者主要生产各类钢管。1872年，法兰西制蜡厂在蒙吕松建立。
随着工业革命的推进，蒙吕松地区的交通亦得到快速发展，内河航运逐渐被铁路运输代替。1859年，蒙吕松城站及蒙吕松—穆兰铁路建成运营，此后又有布尔日—米耶卡兹铁路、蒙吕松—圣叙尔皮斯-洛里耶尔铁路、沙托鲁—戈泽城铁路和蒙吕松—古蒂耶尔铁路相继建成通车，其中布尔日—米耶卡兹铁路曾为巴黎—贝济耶通道的组成部分，拿破仑三世曾于1864年8月到访蒙吕松主持了该铁路的开通仪式，蒙吕松火车城站前方的道路亦以其命名。八个方向的铁路使得蒙吕松成为了法国中部重要的铁路枢纽。1880年，蒙吕松扇形车库建成，该车库最初可容纳16台蒸汽机车车头，后经扩容后达到38台，车站附近逐渐形成铁路工人社区，鼎盛时期铁路工人数量超过两千。
工业和交通的发展使得蒙吕松的社会经济及城市面貌发生巨大变化，当地人口数量快速增加，城市规模向外扩张，至19世纪末时，蒙吕松已成为阿列省人口最多的城市，并成为法国中部重要的工商业中心。在蒙吕松市区，由法国建筑师路易-奥古斯特·布瓦洛主持设计的圣保罗教堂于1867年建成，蒙吕松储蓄所创建于1837年，其办公大楼于1899年竣工。1882年，贯穿蒙吕松老城的四条街道被整合成为库尔泰大街。二十世纪初，蒙吕松市区内又建成了多处公共建筑，包括邮政大楼、大剧场、市政幼儿园、市政浴场、里什蒙军营等。位于蒙吕松市区以南谢尔河上游的罗什比水电站于1909年建成。

### 两次世界大战
第一次世界大战期间，蒙吕松曾为法国重要的军火生产及储备基地，谢尔河畔的军火厂于1915年建成，约两千名来自法属殖民地塞内加尔的劳工被安排于此工作，该厂在一战期间为法军提供了近四分之一的炮弹。蒙吕松所在的阿列省则作为大后方接纳了大批来自法国北部和东部沦陷区的近两万名居民。一战结束后，蒙吕松军火厂停止生产，原厂区于1920年被英国摩托车制造商邓禄普购买。此后又有多家外来企业入驻蒙吕松。1934年，萨基姆蒙吕松工厂建成投产；瑞士测量仪器制造商Landis+Gyr于1939年在蒙吕松建厂。与此同时，蒙吕松市区的城市面貌在工业发展的推动下得到进一步提升，1935年，蒙吕松公共汽车系统投入使用，市区西侧的利摩日公路于同年被改造成为城市道路并以原蒙吕松市长保罗·康斯坦命名。横跨谢尔河的沙特莱大桥（Pont Châtelet，又称“新桥”）于1939年7月14日建成，时任蒙吕松市长马克思·多尔穆瓦主持了通车仪式。1940年5月，谢尔河蒙吕松段发生特大洪水，蒙吕松市区发生严重内涝，市区北侧的一座人行便桥被冲毁。

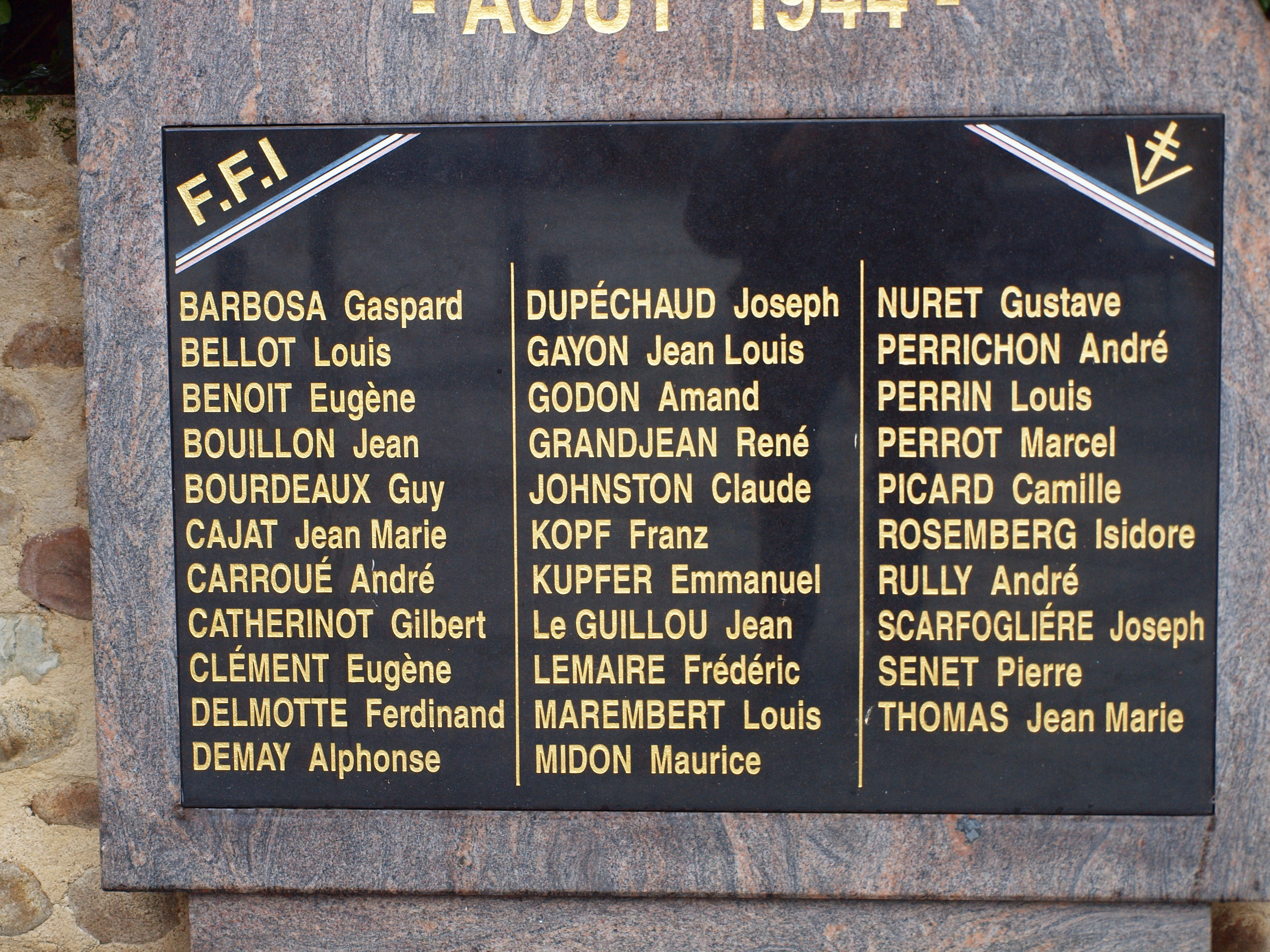
蒙吕松抵抗运动成员纪念碑

第二次世界大战初期，蒙吕松作为军工战略目标而遭到破坏。1940年6月19日上午11点35分，纳粹德军对蒙吕松北侧的戈泽城街区进行猛烈轰炸，造成当地至少84名居民遇难，多处建筑及设施被毁。此后，德法签署《第二次贡比涅停战协定》，蒙吕松及其所处的法国中南部大部分地区被维希傀儡政权控制，维希法国总统菲利普·贝当曾于1941年5月1日访问蒙吕松。1942年安东行动后，维希法国倒台，蒙吕松被纳粹德军占领。此后，为切断纳粹德军对蒙吕松军火工业的控制，盟军于1943年9月15日夜间军对邓禄普蒙吕松工厂进行猛烈轰炸，这次行动使得该厂几乎被夷为平地，超过五十人在轰炸中遇难。与此同时，蒙吕松民间亦出现地下抵抗运动社团，并自1943年底开始展开秘密武装行动。Guerilleros是蒙吕松地区最活跃的抵抗运动团体之一，其多名成员曾参与或帮助盟军，蒙吕松最终于1944年8月25日获得解放。战后，蒙吕松的费尔克勒工厂因曾主动与纳粹德军合作而遭到指控，该厂于1948年关闭。

### 二十世纪中期至今
黄金三十年初期，蒙吕松境内的大部分工厂均恢复生产，大批来自前法属殖民地的居民涌入蒙吕松寻求就业，当地一度出现曾出现住房危机。为解决住房问题，蒙吕松政府规划修建了多处高层公寓，主要集中于市区西南部的丰布扬和比安纳西街区，此外其周边的多梅拉、代塞尔蒂讷等市镇亦新建了大片的居民区，成为蒙吕松的近郊卫星城。1960年10月初，蒙吕松发生特大洪灾，市区内最深处水位达3.4米，近两千处建筑被波及，大部分区域的电力供应被中断。
自20世纪60年代以来，蒙吕松的工业开始出现衰落迹象，其中圣雅克铁厂于1964年被整合收购，致使900名员工失业，邓禄普蒙吕松工厂的规模自1967年起逐步下降，其生产重心被转移至位于法国北部城市亚眠的分工厂。此外，因常年缺乏管理和维护，贝里运河于1968年被彻底废弃。20世纪70年代后，受到全球能源及经济危机的影响，蒙吕松的工业衰退进一步加剧，当地在1975至1985年间迎来了工业衰落的高峰：圣雅克铁厂、Rousseau化工厂、SEP塑料包装厂、Donaldson机械制造厂等多家企业彻底关闭，另有多家工厂进行了裁员和整合；工业的衰落亦使得蒙吕松的铁路运输规模大幅减少，当地超过800名铁路岗位被取消。工业衰退使得蒙吕松出现严重的社会经济危机，当地爆发多次工人大游行，其中Rousseau化工厂在倒闭前曾被工人占领了13个月。1983年10月6日，邓禄普蒙吕松工厂在多年亏损运营后宣布破产，此举将蒙吕松的社会危机推向高潮，约15,000人于1984年2月在此举办大规模的示威游行，此后当地政府成立了“支持工人委员会”。1984年7月6日，时任法国总统弗朗索瓦·密特朗曾到访蒙吕松并发表了演讲。
|                   | 蒙吕松是在（能源和经济）危机中受伤最严重的城市，他需要帮助 |
| ——弗朗索瓦·密特朗 |                                                            |

在密特朗总统的支持下，蒙吕松境内的少量工业部门恢复生产，一些废弃厂区则被改造为民用建筑或商业街区。即便如此，蒙吕松的社会经济水平仍远不及危机以前，进入20世纪90年代，当地又有多处工厂建厂或关闭，其中Landis+Gyr相继被西门子和东芝收购，其蒙吕松工厂的员工数量大幅减少。2001年，随着高速公路的建成，蒙吕松利用原邓禄普工厂厂区创建了拉卢科技园，约60家中小型企业在此落户。
除工业经济外，蒙吕松的铁路交通运输亦出现严重的衰退，连接蒙吕松的多条铁路线因客源减少而关闭，仅剩的布尔日、克莱蒙费朗、盖雷三个方向的铁路也因常年缺乏维护而变得破败不堪，其中巴黎至蒙吕松之间的最短旅行时间由2000年的三小时以内延长至2024年的近四个小时，蒙吕松由此被一些媒体称为“被法国国家铁路公司抛弃的城市”。2012年12月，途经蒙吕松的“波尔多—里昂”城际列车停止运行，该线路后被法国民间成立的铁道公司Railcoop看中，但该公司最终于2024年3月破产。

## 地理

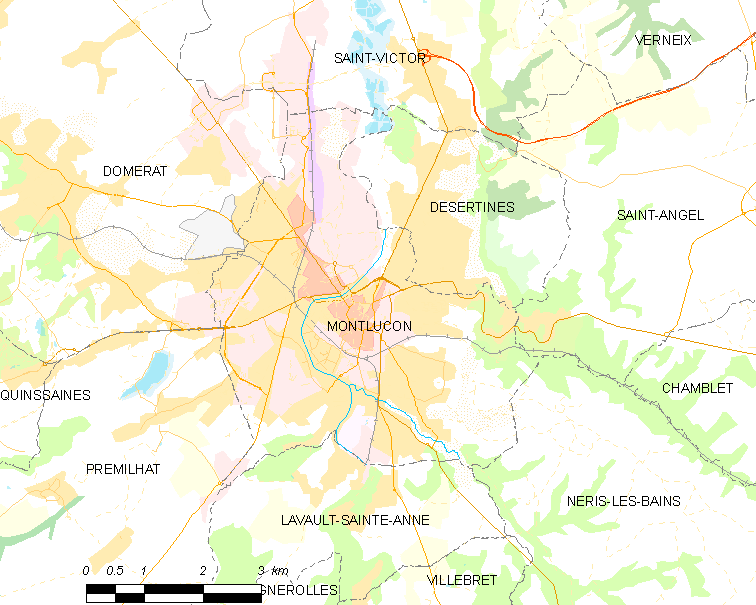
蒙吕松市镇范围地图

蒙吕松位于法国中部，奥弗涅-罗讷-阿尔卑斯大区的西北部和阿列省的西部，距离省会穆兰大约70公里，距离大区首府里昂和法国首都巴黎分别大约234公里和333公里。与蒙吕松接壤的市镇包括：代塞尔蒂讷、多梅拉、拉沃圣安娜、内里莱班、普雷米亚、圣昂热勒和圣维克托。在用地情况方面，2018年，蒙吕松市镇范围内77.1%的土地为城市建设用地（道路、广场、建筑等）、16.9%为农业土地、3.4%为林地，2.4%为未开发的自然土地，0.6%为水域，湿地面积总和占比则不足0.1%。

### 地形
蒙吕松位于法国中央高原西北部边缘，孔布拉耶山与贝里平原之间的过渡地带，以蒙吕松为核心的附近传统区域被称为“波旁博卡日”。蒙吕松境内以浅丘地貌为主，其核心区域位于谢尔河右岸，该区域的中心为一处独立的圆形山，山顶被用于修建波旁公爵城堡；圆形山四周则地势平坦。谢尔河左岸的区域则建于19世纪以后，该区域多浅丘，整体地形自河岸向外侧逐渐抬升，部分街区（如科教园附近）有明显的起伏。蒙吕松市镇的最高点海拔364米，位于市区东南部的马里尼翁（Marignon）街区；最低点海拔194米，位于市区北部与代塞尔蒂讷交界处的谢尔河河面。

### 地质
蒙吕松附近地表多被现代河流沉积物覆盖，南部地区则多有晶体岩石分布。按照形成年代及成分划分，蒙吕松市镇范围的岩层大致可以划为四个板块：
- 蒙吕松老城大部分区域地表成分为砂岩和砾岩，属于现代沉积物，多由河流及风力搬运沉积作用形成，厚度在30至40米间，在地质图上被标注为Fya（风力搬运）或Fyb-z（河流搬运）；该岩层带下方为古河流沉积物，受风蚀作用影响，该岩层在蒙吕松市区西部的部分街区得到裸露，在地质图上被标记为Fx；更为古老的沉积物则因风化和水蚀作用而成为质地细腻的粉状砂岩，在蒙吕松市区东部有所裸露，在地质图上被标记为Fw[14]。
- 蒙吕松市区西南部的埃图尔诺（Etourneaux）和丰布扬（Fontbouillants）街区地表有粘土化砂岩分布，岩层年代为始新世早期，在地质图上被标记为e-g1[14]。
- 蒙吕松市区东部丘陵前方的山前平原带多砾质砂岩分布，由山体风化产生的碎屑堆积而成，部分地带厚度超过20米，在地质图上被标记为CP[14]。
- 蒙吕松市区最东部的丘陵地带及城中心的波旁公爵城堡所处圆形山体的地表岩层成分多为二长花岗岩及麻粒岩，在地质图上被标记为γ2-3b[14]。

在地质活动方面，蒙吕松市镇范围内尚未探测出确认断层。蒙吕松的地震危险度等级为二级，属于轻度危险；氡辐射等级为三级，属于高危险。

### 水文

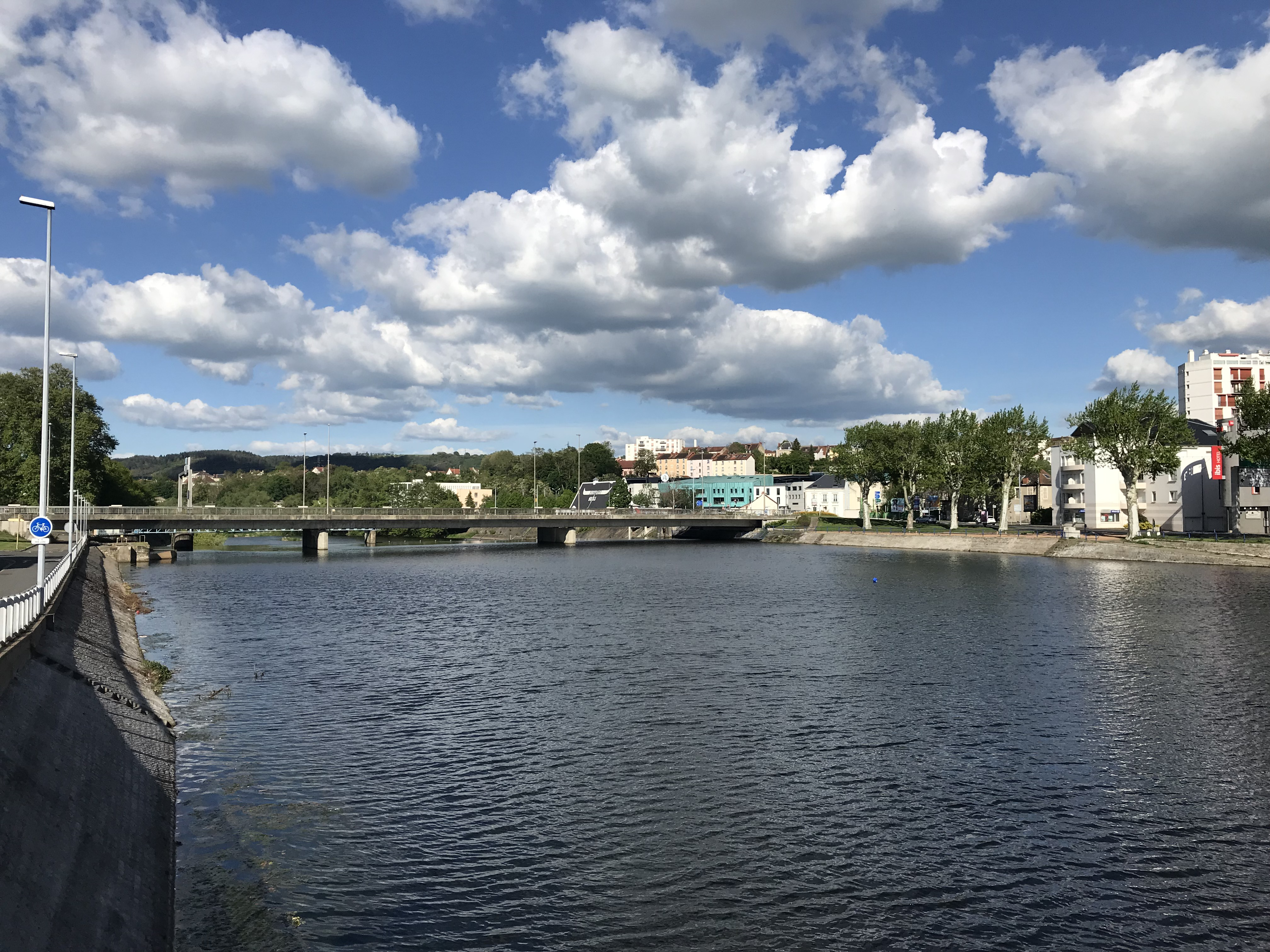
谢尔河蒙吕松段

蒙吕松位于卢瓦尔河流域范围内，谢尔河自南向北呈“S”状蜿蜒流经蒙吕松市区，其北部的下游河段附近有多处采砂活动遗留形成的深坑，被河水灌满后形成湖泊；市中心的圣雅克桥附近河段则建有一处拦水坝，其上游约800米的河段形成一片较为开阔的水域。谢尔河右岸支流拉马龙河自东向西流经蒙吕松老城，该河部分河段被人工建筑物覆盖；此外谢尔河左岸还有库罗（Couraud）、塞尔庞（Serpents）和韦尔诺埃勒（Vernoëlle）三条溪流在此与其交汇。人工开凿的贝里运河自蒙吕松市区北部沿谢尔河左岸向北延伸，该河的航运功能于1968年彻底废弃，靠近市区的部分河段被回填。
蒙吕松的水文及环境检测事务由卢瓦尔-布列塔尼水文局负责，蒙吕松市区内有多处易涝区分布。由于谢尔河上游区域地表多花岗岩，土壤吸水能力差，若遇到强降水，其河流水位将快速上涨。蒙吕松历史上曾多次发生洪涝灾害，其中1960年的洪水使得蒙吕松老城大部分街区被淹。

### 植被

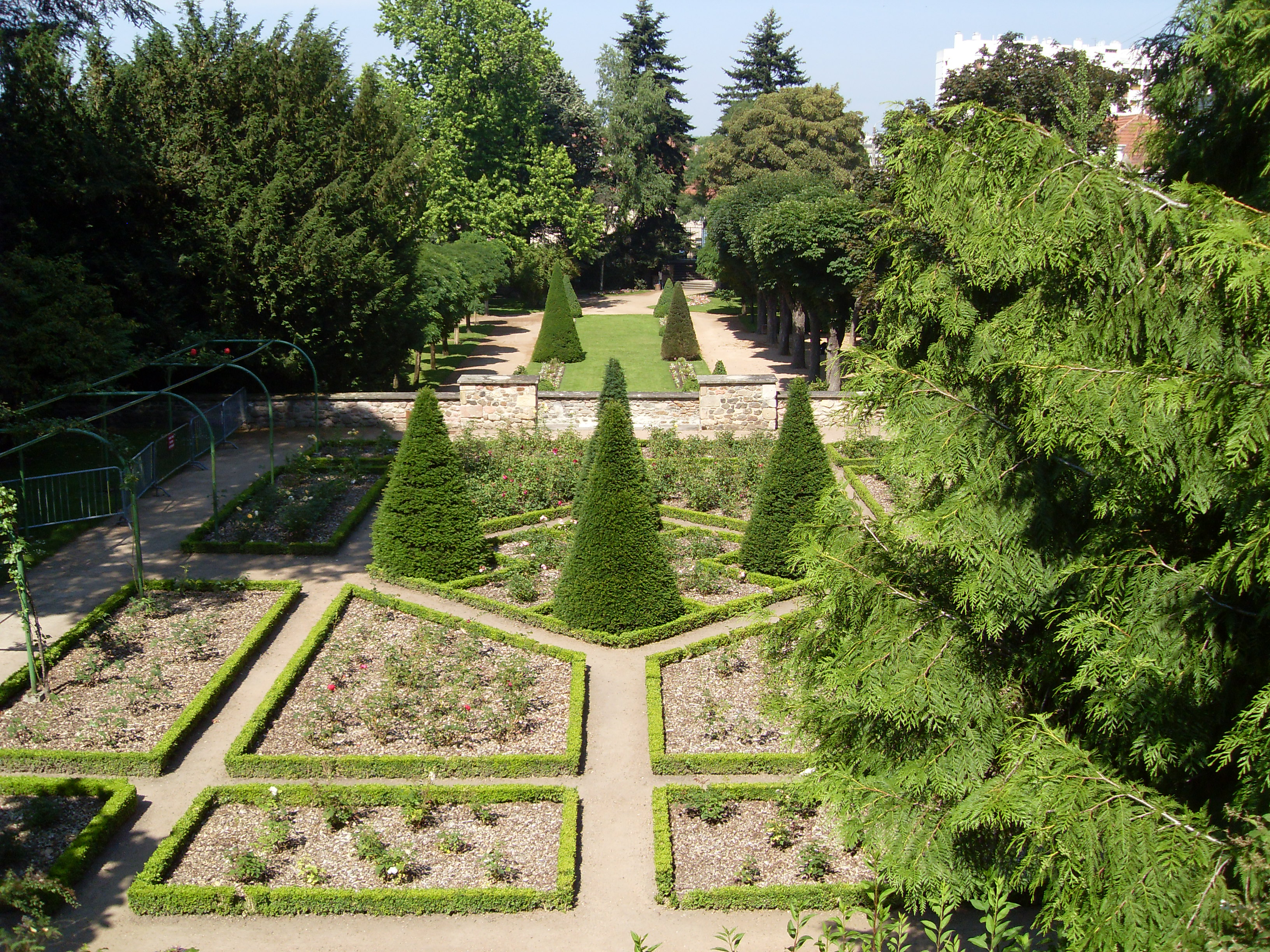
威尔逊花园

蒙吕松属于温带阔叶混交林区，林地多分布于河流附近，同时也散落分布于市镇范围内的多个区域，当地多博卡日景观。蒙吕松市区内有多处城市绿地公园，其中市区南部的圣让公园占地超过3公顷，园内建有植物花园及儿童游乐设施；圣让公园北侧的伊莱公园占地约2.5公顷，鲍里斯·维安文化中心位于其园内；此外当地主要的城市绿地还有卢维耶尔城堡公园、布雷达花园、威尔逊花园等，均常年免费向公众开放。
在鲜花城市的评比中，蒙吕松被评为三星级鲜花城市。

### 气候
蒙吕松在柯本气候分类法中属于温带海洋性气候（Cfb），年温差较小，降水分布较为均匀。蒙吕松距离最近海岸线的直线距离超过200公里，故当地气候又有一定的大陆性特征。自21世纪以来，随着全球变暖等因素影响，蒙吕松地区极端气候愈发频繁，主要表现为干旱和高温日数的增加。2023年8月，蒙吕松市政府制订了高温计划，旨在减少极端高温天气对当地民众及生产生活的影响。
距离蒙吕松最近的常年气象站位于市区东南大约11公里处的迪尔达-拉勒基耶气象站，截至2024年4月，该气象站测得的最高气温记录为40摄氏度，出现于2003年8月12日；最低气温记录为-23摄氏度，出现于1985年1月16日；单日降水量记录为90毫米，出现于2002年8月25日。蒙吕松市区西南部的圣马蒂尼安气象站自2011年12月16日起投入使用，该站曾于2019年7月24日测得42.5摄氏度的极端高温，另于2013年7月23日测得每小时91.7公里的大风记录。
下表为迪尔达-拉勒基耶气象站的数据，其中部分高温极端值取自圣马蒂尼安气象站，日照数据则取自维希气象站：
| 迪尔达-拉勒基耶 1981–2010年 日照数据取自维希（1973-2019年） | 迪尔达-拉勒基耶 1981–2010年 日照数据取自维希（1973-2019年） | 迪尔达-拉勒基耶 1981–2010年 日照数据取自维希（1973-2019年） | 迪尔达-拉勒基耶 1981–2010年 日照数据取自维希（1973-2019年） | 迪尔达-拉勒基耶 1981–2010年 日照数据取自维希（1973-2019年） | 迪尔达-拉勒基耶 1981–2010年 日照数据取自维希（1973-2019年） | 迪尔达-拉勒基耶 1981–2010年 日照数据取自维希（1973-2019年） | 迪尔达-拉勒基耶 1981–2010年 日照数据取自维希（1973-2019年） | 迪尔达-拉勒基耶 1981–2010年 日照数据取自维希（1973-2019年） | 迪尔达-拉勒基耶 1981–2010年 日照数据取自维希（1973-2019年） | 迪尔达-拉勒基耶 1981–2010年 日照数据取自维希（1973-2019年） | 迪尔达-拉勒基耶 1981–2010年 日照数据取自维希（1973-2019年） | 迪尔达-拉勒基耶 1981–2010年 日照数据取自维希（1973-2019年） | 迪尔达-拉勒基耶 1981–2010年 日照数据取自维希（1973-2019年） |
| 月份                                                        | 1月                                                         | 2月                                                         | 3月                                                         | 4月                                                         | 5月                                                         | 6月                                                         | 7月                                                         | 8月                                                         | 9月                                                         | 10月                                                        | 11月                                                        | 12月                                                        | 全年                                                        |
| ----------------------------------------------------------- | ----------------------------------------------------------- | ----------------------------------------------------------- | ----------------------------------------------------------- | ----------------------------------------------------------- | ----------------------------------------------------------- | ----------------------------------------------------------- | ----------------------------------------------------------- | ----------------------------------------------------------- | ----------------------------------------------------------- | ----------------------------------------------------------- | ----------------------------------------------------------- | ----------------------------------------------------------- | ----------------------------------------------------------- |
| 历史最高温 °C（°F）                                         | 21 (70)                                                     | 25 (77)                                                     | 25.7 (78.3)                                                 | 28.4 (83.1)                                                 | 32.4 (90.3)                                                 | 41.2 (106.2)                                                | 42.5 (108.5)                                                | 41.1 (106.0)                                                | 35.5 (95.9)                                                 | 32.6 (90.7)                                                 | 26.3 (79.3)                                                 | 21.5 (70.7)                                                 | 40 (104)                                                    |
| 平均高温 °C（°F）                                           | 6.6 (43.9)                                                  | 7.6 (45.7)                                                  | 11.3 (52.3)                                                 | 14.1 (57.4)                                                 | 18.6 (65.5)                                                 | 22 (72)                                                     | 25 (77)                                                     | 24.5 (76.1)                                                 | 20.5 (68.9)                                                 | 16 (61)                                                     | 10 (50)                                                     | 6.9 (44.4)                                                  | 15.3 (59.5)                                                 |
| 日均气温 °C（°F）                                           | 3.3 (37.9)                                                  | 3.9 (39.0)                                                  | 6.8 (44.2)                                                  | 9.1 (48.4)                                                  | 13.4 (56.1)                                                 | 16.6 (61.9)                                                 | 19.1 (66.4)                                                 | 18.8 (65.8)                                                 | 15.2 (59.4)                                                 | 11.7 (53.1)                                                 | 6.5 (43.7)                                                  | 3.8 (38.8)                                                  | 10.7 (51.3)                                                 |
| 平均低温 °C（°F）                                           | −0.1 (31.8)                                                 | 0.1 (32.2)                                                  | 2.4 (36.3)                                                  | 4.1 (39.4)                                                  | 8.1 (46.6)                                                  | 11.1 (52.0)                                                 | 13.2 (55.8)                                                 | 13 (55)                                                     | 10 (50)                                                     | 7.4 (45.3)                                                  | 3 (37)                                                      | 0.8 (33.4)                                                  | 6.1 (43.0)                                                  |
| 历史最低温 °C（°F）                                         | −23 (−9)                                                    | −17 (1)                                                     | −14 (7)                                                     | −7 (19)                                                     | −2 (28)                                                     | 1 (34)                                                      | 4 (39)                                                      | 1 (34)                                                      | −1 (30)                                                     | −6 (21)                                                     | −10 (14)                                                    | −14 (7)                                                     | −23 (−9)                                                    |
| 平均降水量 mm（）                                           | 61.8 (2.43)                                                 | 59.2 (2.33)                                                 | 58 (2.3)                                                    | 74.5 (2.93)                                                 | 101.4 (3.99)                                                | 85.2 (3.35)                                                 | 73.8 (2.91)                                                 | 75.6 (2.98)                                                 | 90.6 (3.57)                                                 | 72.6 (2.86)                                                 | 72 (2.8)                                                    | 68.4 (2.69)                                                 | 893.1 (35.16)                                               |
| 月均日照時數                                                | 78.1                                                        | 94.8                                                        | 153.7                                                       | 175.4                                                       | 203.4                                                       | 225                                                         | 248.9                                                       | 238.3                                                       | 183.5                                                       | 128.1                                                       | 76.7                                                        | 55.9                                                        | 1,861.8                                                     |
| 来源：infoclimat.fr                                         |                                                             |                                                             |                                                             |                                                             |                                                             |                                                             |                                                             |                                                             |                                                             |                                                             |                                                             |                                                             |                                                             |

## 行政区划
蒙吕松的市镇编号为03185，邮政编号为03100。
在行政管理方面，蒙吕松隶属于法国奥弗涅-罗讷-阿尔卑斯大区阿列省，同时也是该省的一个副省会，下辖蒙吕松区；在地方选举方面，蒙吕松是蒙吕松第一县、蒙吕松第二县、蒙吕松第三县和蒙吕松第四县的中央投票站所在地，其市镇范围全境被划入阿列省第二选区；在社会管理方面，蒙吕松是蒙吕松城市圈公共社区的办公驻地。
根据蒙吕松市政府网站，该市镇被划分为10个街区。截至2024年4月，蒙吕松市镇范围内暂无任何城市敏感街区；比安纳西、丰布扬和左岸三个街区为城市政策优先街区。
法国国家统计与经济研究所（简称）在进行数据统计时，将蒙吕松及相邻的另外五个市镇设为蒙吕松城市核心区，并将包括核心区在内的周边共38个市镇划为蒙吕松城市区。自2020年起，蒙吕松城市区被包含58个市镇的蒙吕松城市辐射区代替。此外，还将蒙吕松市镇分为了17个“块区”，以便于统计人口分布情况。
| 布朗扎工业区 维维亚尼 -邓禄普 维拉尔池沼 蒙库尔泰 石灰炉 戈泽城 比安纳西 布勒托尼城-沙特莱 -法维耶尔-孔什 尚图瓦索-福什鲁 丰布扬 营地-莱吉讷贝尔 蒙加谢-科德利埃 迪耶纳-铁窑 里马尔-马里尼翁 岛群-布丰 圣让 沙特拉尔-拉韦尔讷-内德尔 |          |             |                     |                         |                         |
| IRIS块区* | IRIS编号 | 面积（km²） | 人口数量 （2020年） | 青壮年失业率 （2021年） | 外籍人口占比 （2021年） |
| Cité Bretonnie-Châtelet-Favières-Conches 布勒托尼城-沙特莱-法维耶尔-孔什 | 0101     | 0.75        | 2495                | 12.55%                  | 4.97%                   |
| Diénat-Forges 迪耶纳-铁窑 | 0102     | 0.632       | 2293                | 11.34%                  | 3.36%                   |
| Chantoiseau-Faucheroux 尚图瓦索-福什鲁 | 0103     | 0.788       | 1368                | 12.57%                  | 7.02%                   |
| Fours à Chaux 石灰炉 | 0104     | 0.695       | 1474                | 12.55%                  | 4.82%                   |
| Montcourtais 蒙库尔泰 | 0105     | 0.454       | 1529                | 17.53%                  | 14.91%                  |
| Ville Gozet 戈泽城 | 0106     | 0.658       | 2892                | 14.25%                  | 10.62%                  |
| Zone Industrielle Blanzat 布朗扎工业区 | 0107     | 3.091       | 1014                | 17.36%                  | 15.78%                  |
| Montgacher-Cordeliers 蒙加谢-科德利埃 | 0108     | 1.228       | 2191                | 13.46%                  | 4.75%                   |
| Châtelard-la Verne-Nerdre 沙特拉尔-拉韦尔讷-内德尔 | 0109     | 3.508       | 350                 | 10.29%                  | 3.71%                   |
| Rimard-Marignon 里马尔-马里尼翁 | 0110     | 1.647       | 2761                | 14.99%                  | 4.27%                   |
| Saint-Jean 圣让 | 0111     | 1.581       | 1884                | 12.37%                  | 2.18%                   |
| Les Iles-Buffon 岛群-布丰 | 0112     | 1.56        | 2092                | 17.64%                  | 2.15%                   |
| Fontbouillant 丰布扬 | 0113     | 1.01        | 2901                | 14.51%                  | 7.55%                   |
| La Caserne-Les Guineberts 营地-莱吉讷贝尔 | 0114     | 1.112       | 2977                | 9.3%                    | 2.65%                   |
| Bien Assis 比安纳西 | 0115     | 0.57        | 1824                | 17.87%                  | 10.64%                  |
| Marais-Villars 维拉尔池沼 | 0116     | 0.652       | 1805                | 13.63%                  | 4.76%                   |
| Viviani-Dunlop 维维亚尼-邓禄普 | 0117     | 0.685       | 1972                | 17.9%                   | 14.3%                   |
| *注：中文名称非官方正式翻译，仅供参考。 |          |             |                     |                         |                         |

## 交通

### 公路
在公路设施方面，A71高速公路连接奥尔良和克莱蒙费朗，是法国中部的一条干线高速公路；A714则是由A71向西引出的一条支线高速公路，这两条道路在距离蒙吕松市区东北十余公里外的比兹讷耶境内交汇，其出入口编号为10。A714西端终点位于圣维克托境内的莱诺泰桥，该地距离蒙吕松市区大约5公里，此外A714在此与法国国道N145线对接，后者已于2007年完成全线双向四车道改造，大部分路段的设计时速为每小时110公里。蒙吕松市镇范围内有阿列省省道D72线、D240线、D301线、D916线、D943线、D993线、D1089线、D2144线和D2377线经过。
| （北行） |

| 巴黎 - 奥尔良门 | 333 |

| 图尔 | 255 |

| 奥尔良 | 216 |

| 维耶尔宗 | 131 |

| （南行） |

| 里昂 - 佩拉什 | 260 |

| 圣艾蒂安 | 241 |

| 克莱蒙费朗 | 111 |

| 经 |

| 穆兰 | 68 |

| 代塞尔蒂讷 | 2 |

| 经 |

| 罗阿讷 | 135 |

| 拉帕利斯 | 89 |

| 锡乌勒河畔圣普尔桑 | 58 |

| 蒙马罗 | 30 |

| 杜瓦耶 | 17 |

| 经 （北） |

| 布尔日 | 92 |

| 圣阿芒蒙龙 | 48 |

| 瓦隆昂叙利 | 24 |

| 经 |

| 沙托鲁 | 98 |

| 拉沙特尔 | 63 |

| 屈朗 | 33 |

| 拉沙普洛德 | 14 |

| 经 |

| 利摩日 | 154 |

| 盖雷 | 66 |

| 欧比松 | 66 |

| 古宗 | 37 |

| 经 |

| 布萨克 | 36 |

| 于列勒 | 13 |

| 多梅拉 | 8 |

| 经 （南） |

| 维希 | 85 |

| 里永 | 78 |

| 加纳 | 65 |

| 圣埃卢瓦莱米讷 | 29 |

| 科芒特里 | 14 |

| 内里莱班 | 8 |

| 经 |

| 埃沃莱班 | 26 |

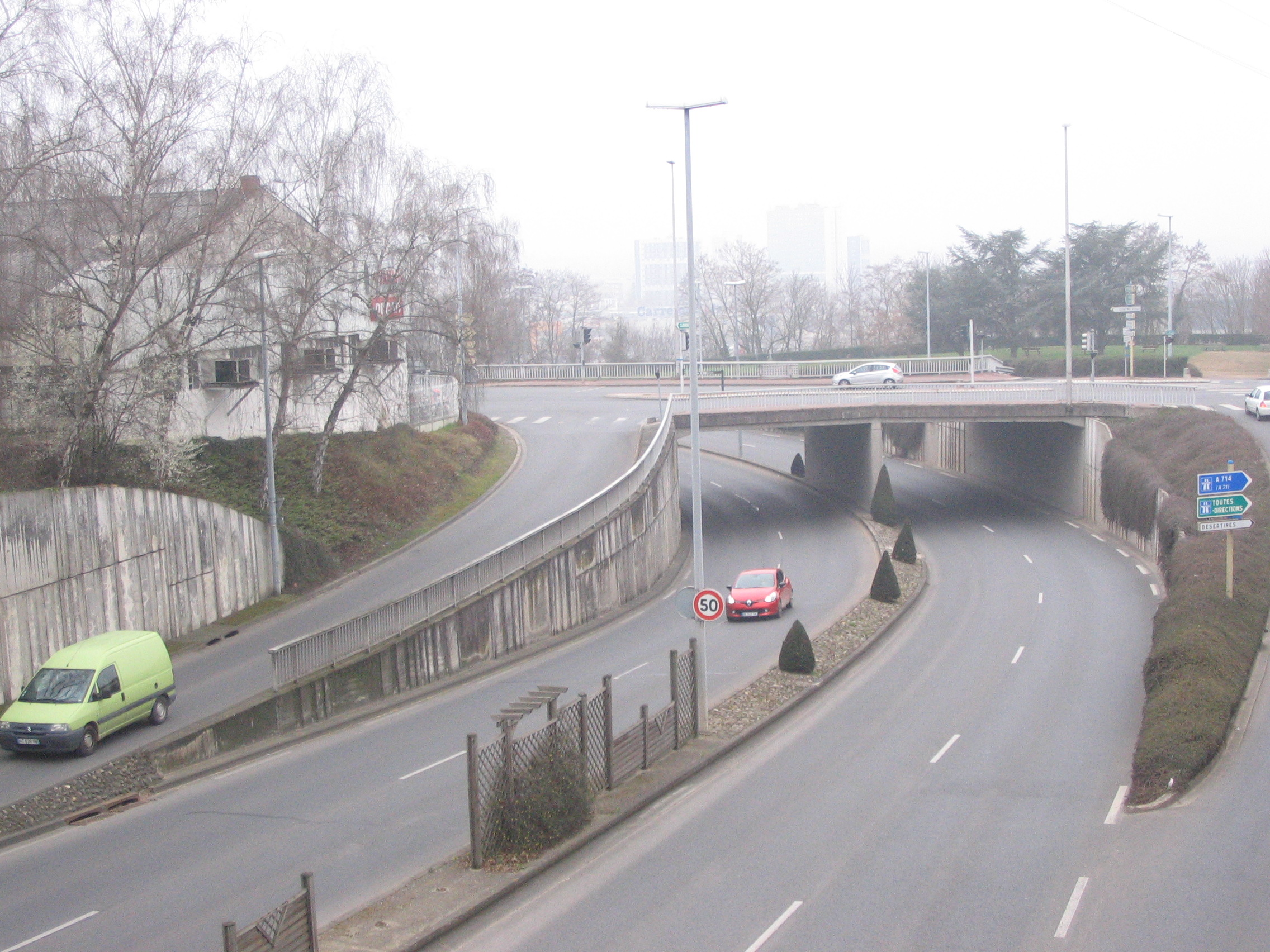
蒙吕松的阿连德总统立交桥

在公路客运方面，奥弗涅-罗讷-阿尔卑斯城际巴士（商业名称为）下属的B01线、B02线、B07线、B10线、B12线、B18线、B19线停靠蒙吕松，可前往穆兰、维希、孔布拉耶地区马尔西亚、阿列省科讷、沙托梅扬、塞里伊、圣埃卢瓦莱米讷、拉佩鲁斯等地；新阿基坦大区下属的克勒兹省城际客运254线、256线、257线和258线亦经停蒙吕松，可通往于塞勒、古宗、埃沃莱班、欧藏斯、欧比松、盖雷等地。弗利克斯巴士曾开行途径蒙吕松的里昂—波尔多长途巴士，后因上座率不佳而于2016年9月停运。修建于1966年的蒙吕松汽车站于2019年被拆除。
在公路管理方面，蒙吕松的道路设施管理事务由蒙吕松市政府直接负责。2023年，蒙吕松市政府曾对圣皮埃尔桥进行了翻新改造，原有的三车道被缩减至两车道，人行道和非机动车道则被加宽，但由于该工程减小了机动车通行能力，而实际通行此桥的非机动车数量并不多，故该工程的必要性受到了质疑。2020年，56.5%的蒙吕松家庭拥有至少一辆私人汽车。2021年，蒙吕松境内共发生各类交通事故8起，造成8人受伤，其中6人重伤。

### 铁路

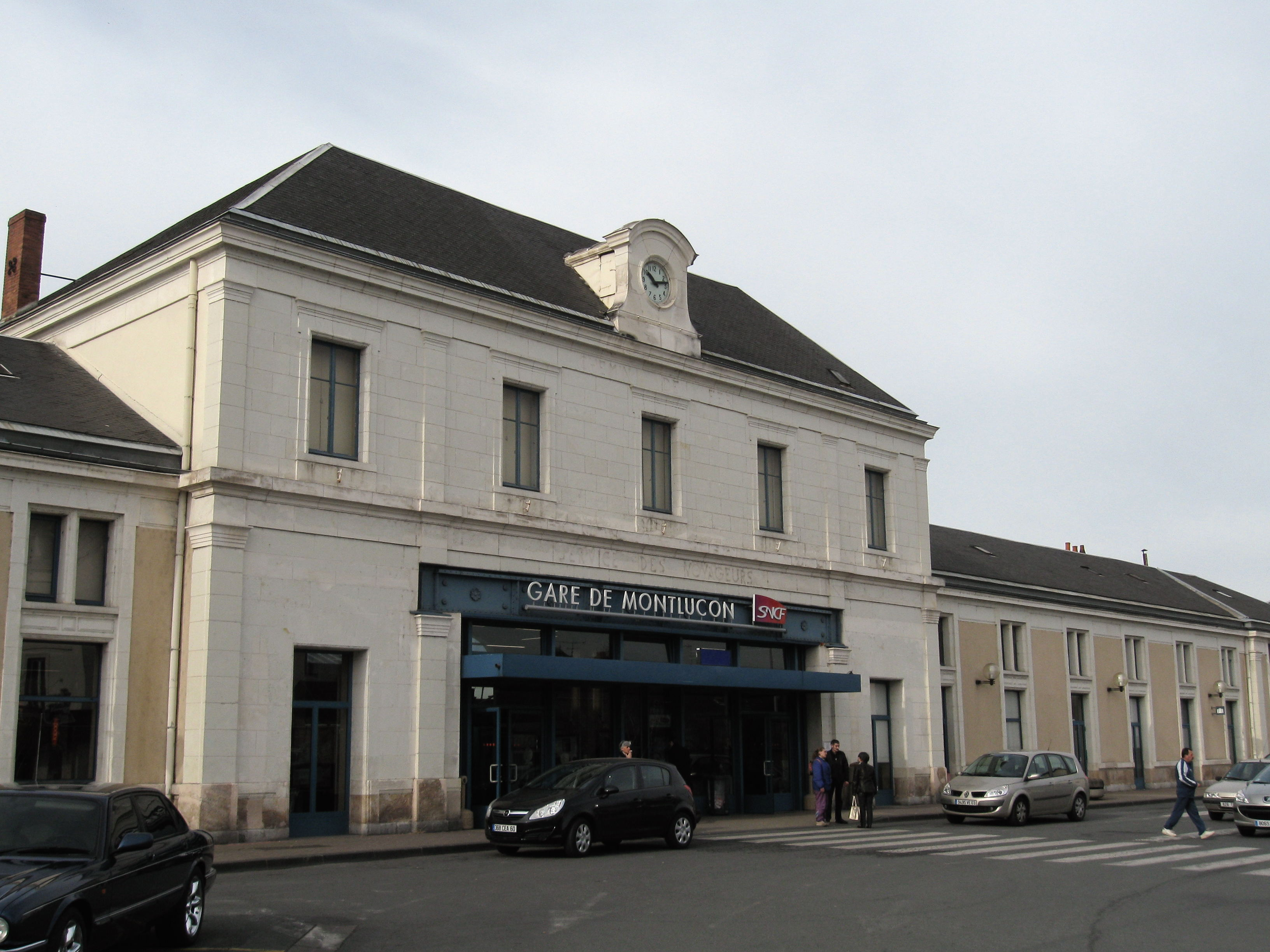
蒙吕松城火车站主站房

蒙吕松位于布尔日—米耶卡兹铁路、蒙吕松—穆兰铁路、蒙吕松—圣叙尔皮斯-洛里耶尔铁路、沙托鲁—戈泽城铁路和蒙吕松—古蒂耶尔铁路的交汇处，其中后两者已全线关闭。规划中的巴黎—奥尔良—克莱蒙费朗—里昂高速铁路西线方案经过蒙吕松，但因财政等因素，该铁路的修建计划被推迟至2028年以后。
蒙吕松城站位于谢尔河右岸，蒙吕松老城西南部，该站停靠前往布尔日/维耶尔宗、克莱蒙费朗和利摩日三个方向的区域列车，部分前往圣阿芒蒙龙和科芒特里两地的列车可直通运行。2023年，蒙吕松城站累计发送旅客数量达26.8万人次，是法国铁路系统的B类车站。除蒙吕松城站之外，蒙吕松境内还有两个铁路乘降所：位于市区东南部的蒙吕松里马尔站和位于市区西北部的戈泽城站。

### 航空
蒙吕松附近共有两处以“蒙吕松”命名的航空设施：蒙吕松-多梅拉飞行场位于蒙吕松市区西北侧的多梅拉境内，建于1925年，二战期间曾作为军事机场，现为一个开放式的停机坪，部分区域由蒙吕松航天爱好者俱乐部负责管理使用。蒙吕松-盖雷飞行场位于蒙吕松市区西南大约22公里的莱波境内，建于1982年，曾开行直飞巴黎-奥利机场的固定旅客航班，后于2000年停运，该机场现由阿列省工商局负责监管，主要供当地消防、医疗、救援及商务活动使用。
蒙吕松距离克莱蒙费朗奥弗涅机场、布尔日机场和沙托鲁机场的公路里程均在100公里左右。

### 水运
蒙吕松是贝里运河的起点，该运河开辟于1845年，连接蒙吕松市区和卢瓦-谢尔省境内的谢尔河畔努瓦耶，历史上曾为重要的能源物资运输通道，但因陆路交通的兴起和矿产资源的枯竭而于1968年彻底废弃。
距离蒙吕松最近的出海港口为四百多公里外的拉罗谢尔港。

### 城市公共交通

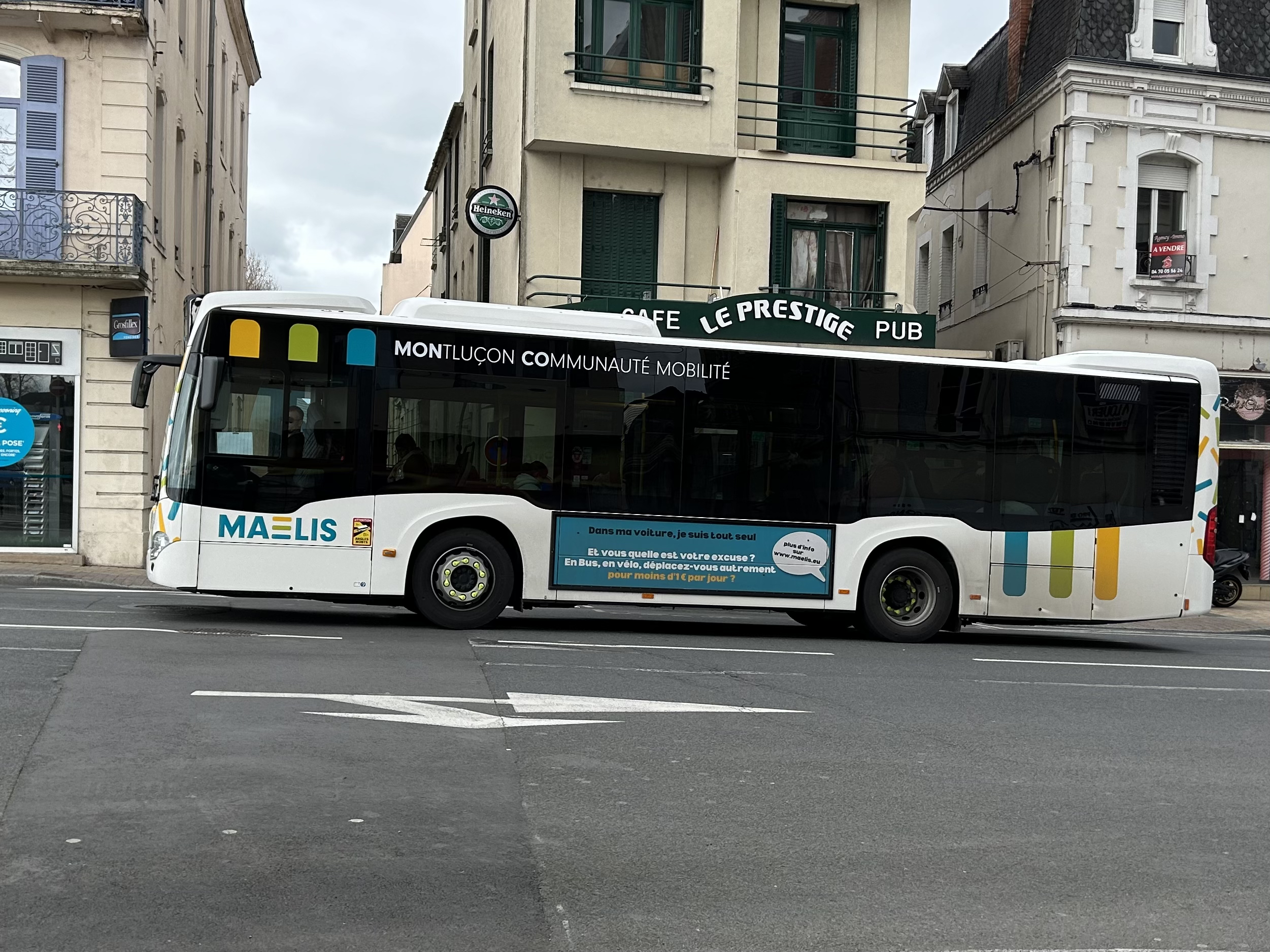
蒙吕松街头的一辆公共汽车

蒙吕松城市公共交通（商业名称为“Maelis”）是蒙吕松城市圈公共社区的城市公共交通系统，由凯奥雷斯负责运营。截至2024年4月，该系统共包含七条常规公交线路和三个片区的定制巴士服务，均在周一至六开行，其路网覆盖了蒙吕松市区内的各主要街区及城市圈公共社区内的所有市镇；此外该路网还有十二条校车线路和一条节假日线路（Dim线）。蒙吕松的首辆零排放电动公共汽车自2024年3月起投入商业运行。

### 自行车
蒙吕松旅游局提供名为“CVélo”的自行车租赁服务。自2020年10月起，蒙吕松城市圈公共社区开始实施自行车补助政策，其管辖范围内居民在购买自行车或助力车时可享受一定程度的减免；除此之外，当地还计划将一些废弃的铁路线改造成为自行车绿道。

## 政治

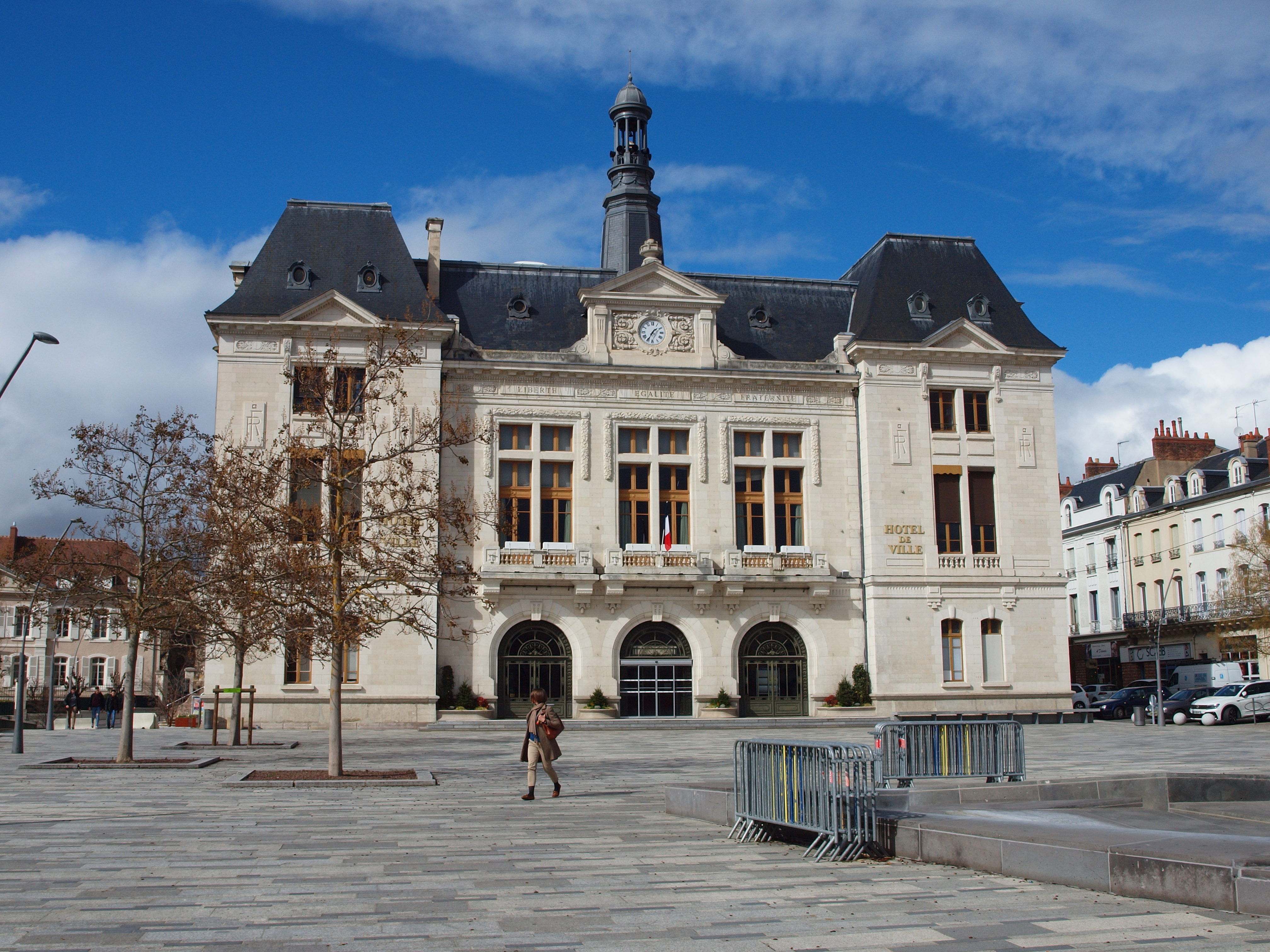
蒙吕松市政厅

### 市政内阁
现任蒙吕松市长为弗雷德里克·拉波特先生，他是共和党的一名成员，自2017年12月起担任市长职务，他在2020年市政选举的第二轮投票中获得了31.45%的支持率，实现连任。
|                                                                                               |                                          |                                                |          |          |            |            |      |          |  |
| 代表                                                                                          | 代表                                     | 党派                                           | 首轮选举 | 首轮选举 | 第二轮选举 | 第二轮选举 | 席位 | 席位     |  |
| 代表                                                                                          | 代表                                     | 党派                                           | 票数     | %        | 票数       | %          | 市镇 | 公共社区 |  |
|                                                                                               | 弗雷德里克·拉波特 Frédéric LAPORTE       | - LR共和黨                                     | 2,212    | 27.03    | 2,654      | 31.45      | 26   | 20       |  |
| 口号：为了蒙吕松的一切 （Tout pour Montluçon）                                                |                                          |                                                |          |          |            |            |      |          |  |
|                                                                                               | 弗雷德里克·科特 Frédéric KOTTE           | - PS社会党                                     | 1,597    | 19.51    | 2,371      | 28.1       | 5    | 4        |  |
| 口号：为了蒙吕松而改变现状 （Pour Montluçon, Changeons la donne）                             |                                          |                                                |          |          |            |            |      |          |  |
|                                                                                               | 约瑟夫·鲁迪永 Joseph ROUDILLON           | - PS社会党                                     | 1,737    | 21.22    | 2,194      | 26         | 5    | 4        |  |
| 口号：积极参与蒙吕松 （Montluçon Ensemble Liste Ouverte）                                     |                                          |                                                |          |          |            |            |      |          |  |
|                                                                                               | 西尔维·萨尔蒂拉诺 Sylvie SARTIRANO       | - MRD改革者运动 - LREM复兴 - DVD右翼无党派人士 | 1,257    | 15.36    | 1,218      | 14.43      | 3    | 2        |  |
| 口号：蒙吕松从明天开始 （Montluçon dès Demain）                                               |                                          |                                                |          |          |            |            |      |          |  |
|                                                                                               | 斯泰法妮·沙雷 Stéphanie CHARRET          | - FI不屈法国                                   | 544      | 6.64     |            |            |      |          |  |
| 口号：2020年让我们翻页 （En 2020 Tournons la page）                                           |                                          |                                                |          |          |            |            |      |          |  |
|                                                                                               | 让-弗朗索瓦·雅里日 Jean-François JARRIGE | - LREM复兴                                     | 350      | 4.27     |            |            |      |          |  |
| 口号：一起走向大蒙吕松 （Ensemble vers le grand Montluçon）                                   |                                          |                                                |          |          |            |            |      |          |  |
|                                                                                               | 马蒂厄·博格罗 Mathieu BOGROS             | - PS社会党                                     | 345      | 4.21     |            |            |      |          |  |
| 口号：重新创造蒙吕松 （Réinventons Montluçon）                                                |                                          |                                                |          |          |            |            |      |          |  |
|                                                                                               | 让-弗朗索瓦·勒尔 Jean-François REUL      | - LO工人斗争                                   | 141      | 1.72     |            |            |      |          |  |
| 口号：工人斗争，倾听劳动者的声音 （Lutte ouvrière - Faire entendre le camp des travailleurs） |                                          |                                                |          |          |            |            |      |          |  |
|                                                                                               |                                          |                                                |          |          |            |            |      |          |  |
| 合计                                                                                          | 合计                                     | 合计                                           | 8,600    | 100.00   | 8,738      | 100.00     | 39   | 30       |  |

### 历届市长
| 蒙吕松历届市长                                                                    | 蒙吕松历届市长                         | 蒙吕松历届市长       |
| 任期                                                                              | 市长                                   | 党派                 |
| --------------------------------------------------------------------------------- | -------------------------------------- | -------------------- |
| 1945年－1946年                                                                    | René RIBIÈRE 勒内·里比埃               | SFIO工人国际法国支部 |
| 1946年－1950年                                                                    | Lucien MENUT 吕西安·默尼               | SFIO工人国际法国支部 |
| 1950年－1959年                                                                    | André SOUTHON 安德烈·苏东              | SFIO工人国际法国支部 |
| 1959年－1977年                                                                    | Jean NÈGRE 让·内格尔                   | SFIO工人国际法国支部 |
| 1972年－1977年                                                                    | Maurice BRUN 莫里斯·布兰               | DVG左翼无党派人士    |
| 1977年－1998年                                                                    | Pierre GOLDBERG 皮埃尔·戈尔德贝格      | PCF法国共产党        |
| 1998年－2001年                                                                    | Jean-Claude MICOURAUD 让-克洛德·米库罗 | PCF法国共产党        |
| 2001年－2017年*                                                                   | Daniel DUGLÉRY 达尼埃尔·迪格莱里       | LR共和黨             |
| 2017年*                                                                           | Bernadette VERGNE 贝尔纳黛特·韦尔涅    | LR共和黨             |
| 2017年－                                                                          | Frédéric LAPORTE 弗雷德里克·拉波特     | LR共和黨             |
| *达尼埃尔·迪格莱里在任期内辞职，贝尔纳黛特·韦尔涅临时担任（2017年12月12日至14日） |                                        |                      |

### 各级选举
| 蒙吕松历届投票选举结果 | 蒙吕松历届投票选举结果 | 蒙吕松历届投票选举结果 | 蒙吕松历届投票选举结果 | 蒙吕松历届投票选举结果                  | 蒙吕松历届投票选举结果 | 蒙吕松历届投票选举结果 | 蒙吕松历届投票选举结果                  | 蒙吕松历届投票选举结果 | 蒙吕松历届投票选举结果 |
| 选举项目               | 选举范围               | 选区单位               | 选区单位内的选举结果   | 选区单位内的选举结果                    | 选区单位内的选举结果   | 选区单位内的选举结果   | 选区单位内的选举结果                    | 选区单位内的选举结果   | 参考资料               |
| 选举项目               | 选举范围               | 选区单位               | 第一轮胜出者           | 第一轮胜出者                            | 支持率                 | 第二轮胜出者           | 第二轮胜出者                            | 支持率                 | 参考资料               |
| ---------------------- | ---------------------- | ---------------------- | ---------------------- | --------------------------------------- | ---------------------- | ---------------------- | --------------------------------------- | ---------------------- | ---------------------- |
| 2017年法國總統選舉     | 法國                   | 市镇                   |                        | 埃马纽埃尔·马克龙                       | 24.41%                 |                        | 埃马纽埃尔·马克龙                       | 70.15%                 | [ 20 ]                 |
| 2017年法国立法选举     | 阿列省第二选区         | 市镇                   |                        | 达尼埃尔·迪格莱里                       | 30.44%                 |                        | 达尼埃尔·迪格莱里                       | 56.36%                 | [ 20 ]                 |
| 2019年欧洲议会选举     | 法國                   | 市镇                   |                        | 若尔丹·巴尔代拉                         | 22.61%                 | （不适用）             | （不适用）                              | （不适用）             | [ 社 13 ]              |
| 2021年法国省级选举     | 阿列省                 | 蒙吕松第一县           |                        | 帕斯卡尔·莱屈拉 马克·马尔贝             | 44.63%                 |                        | 帕斯卡尔·莱屈拉 马克·马尔贝             | 52.59%                 | [ 社 14 ]              |
| 2021年法国省级选举     | 阿列省                 | 市镇（第一县部分）     |                        | 皮埃尔·德吕代 弗朗西娜·莫普蒂           | 47.83%                 |                        | 帕斯卡尔·莱屈拉 马克·马尔贝             | 50.34%                 | [ 社 14 ]              |
| 2021年法国省级选举     | 阿列省                 | 蒙吕松第二县           |                        | 安娜-塞西尔·伯努瓦-戈拉 弗朗索瓦·布罗谢 | 45.53%                 |                        | 安娜-塞西尔·伯努瓦-戈拉 弗朗索瓦·布罗谢 | 56.2%                  | [ 社 14 ]              |
| 2021年法国省级选举     | 阿列省                 | 市镇（第二县部分）     |                        | 安娜-塞西尔·伯努瓦-戈拉 弗朗索瓦·布罗谢 | 51.74%                 |                        | 安娜-塞西尔·伯努瓦-戈拉 弗朗索瓦·布罗谢 | 61.45%                 | [ 社 14 ]              |
| 2021年法国省级选举     | 阿列省                 | 蒙吕松第三县           |                        | 克里斯蒂安·奇托 西尔维·萨尔蒂拉诺       | 63.91%                 |                        | 克里斯蒂安·奇托 西尔维·萨尔蒂拉诺       | 70.81%                 | [ 社 14 ]              |
| 2021年法国省级选举     | 阿列省                 | 市镇（第三县部分）     |                        | 克里斯蒂安·奇托 西尔维·萨尔蒂拉诺       | 56.45%                 |                        | 克里斯蒂安·奇托 西尔维·萨尔蒂拉诺       | 65.16%                 | [ 社 14 ]              |
| 2021年法国省级选举     | 阿列省                 | 蒙吕松第四县           |                        | 贝尔纳·波佐利 朱丽叶·韦尔特             | 52.29%                 |                        | 贝尔纳·波佐利 朱丽叶·韦尔特             | 56.87%                 | [ 社 14 ]              |
| 2021年法国省级选举     | 阿列省                 | 市镇（第四县部分）     |                        | 贝尔纳·波佐利 朱丽叶·韦尔特             | 47.54%                 |                        | 贝尔纳·波佐利 朱丽叶·韦尔特             | 52.93%                 | [ 社 14 ]              |
| 2021年法国大区选举     |                        | 市镇                   |                        | 洛朗·沃基耶                             | 45.71%                 |                        | 洛朗·沃基耶                             | 57.29%                 | [ 社 15 ]              |
| 2022年法国总统选举     | 法國                   | 市镇                   |                        | 埃马纽埃尔·马克龙                       | 25.84%                 |                        | 埃马纽埃尔·马克龙                       | 55.69%                 | [ 20 ]                 |
| 2022年法国立法选举     | 阿列省第二选区         | 市镇                   |                        | 路易丝·埃里捷                           | 23.73%                 |                        | 路易丝·埃里捷                           | 55.13%                 | [ 20 ]                 |

## 人口
2021年，蒙吕松市镇人口数量为33,342，在法国排名第243位。其中男性16,032人，女性17,790人，75岁及以上人口占13.4%，外籍人口数量为2,245人，人口密度为1,613人/平方公里，当地居民被称为（男性）或（女性）。2022年，蒙吕松境内出生317人，死亡人口494人。
| 蒙吕松1901年－2021年人口变化情况 |
|                                  |
| 数据来源：Cassini、INSEE         |

## 经济

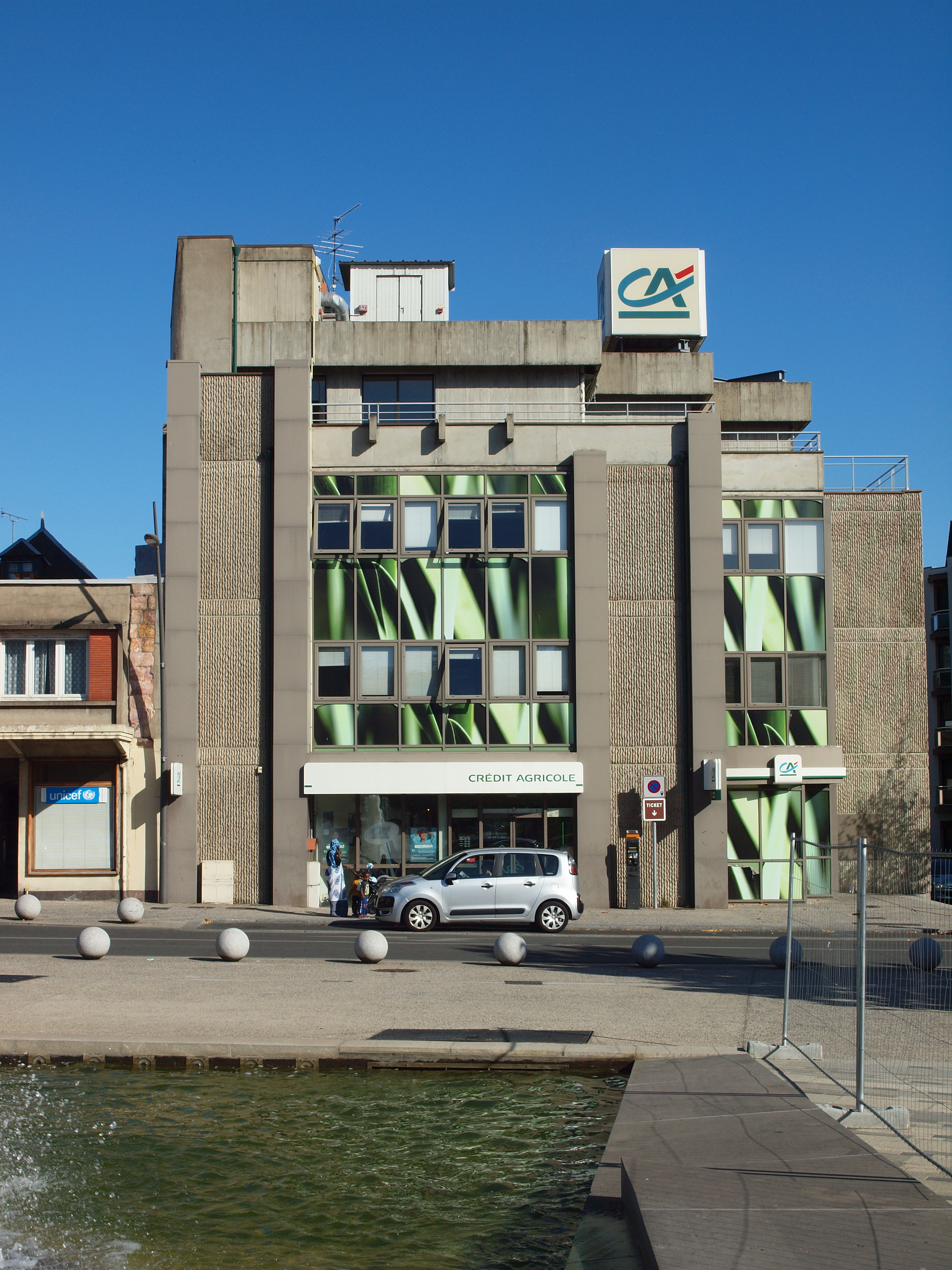
蒙吕松的一家银行

蒙吕松是法国中部的一个区域性经济中心，是原奥弗涅大区内人口第二多的城市。蒙吕松的经济事务由阿列省工商局联合各级部门协调负责，该机构在蒙吕松设有一个办事处。法国就业局在蒙吕松市镇范围内设有两处劳务办公室，为当地居民提供创业及就业帮助。

### 产业分布
在第一产业方面，蒙吕松所处的波旁地区为法国典型的农业区域，蒙吕松附近在19世纪末以前亦有大片葡萄酒种植园分布。自工业革命以来，蒙吕松城市人口日趋增加，其市镇范围内的大部分区域被开发为城市用地。截至2021年底，蒙吕松境内仅有两家农业类企业，仅到总企业数量的0.2%；相关就业总人数为3人，不及总人数的0.1%。
在第二产业方面，现代蒙吕松城市因工业而兴盛，但自20世纪70年代以来，当地的工业规模逐年下降，大批工业生产部门关闭或外迁。2021年底，蒙吕松的工业及建筑业用人单位数量为155家，占总数的11.8%；相关就业总人数为2,646，占总人数的17.8%。
在第三产业方面，蒙吕松是阿列省的副省会及该省人口最多的城市，是一个区域性的政治、经济、文化、科教、通讯、医疗中心，多个法国跨区域机构在蒙吕松设有分支，一些原废弃的工厂及城市周边区域被开辟为新型产业开发区。2021年底，蒙吕松第三产业的相关就业单位及从业人数分别达到了总量的88%和82.2%。

### 重要企业
截至2024年4月，蒙吕松市镇范围内共有各类用人单位（包含自雇）4,625家，平均历史为18年，其中98.4%为中小型企业，2024年2月至4月间，当地的经济活力指数为0.28%。
| 蒙吕松境内的主要大型企业 | 蒙吕松境内的主要大型企业 | 蒙吕松境内的主要大型企业                    | 蒙吕松境内的主要大型企业 | 蒙吕松境内的主要大型企业    | 蒙吕松境内的主要大型企业 | 蒙吕松境内的主要大型企业 |
| 企业                     | 类型                     | 法语原名                                    | 领域                     | 员工数量 （2022年12月31日） | 营业额 （2022年）        | 数据来源                 |
| ------------------------ | ------------------------ | ------------------------------------------- | ------------------------ | --------------------------- | ------------------------ | ------------------------ |
| Puigrenier肉联厂         | 总部                     | Etablissements Puigrenier                   | 肉制品加工               | 322                         | 147,558,300 €            | [ 社 24 ]                |
| 特种工业机械厂           | 总部                     | Ateliers Mécaniques et Industries Spéciales | 机械制造                 | 约500                       | 48,388,700 €             | [ 社 25 ]                |
| Baya                     | 区域总部                 | Baya                                        | 大型零售                 | 124                         | 42,648,356 €             | [ 社 26 ]                |
| Prestige Cars            | 区域总部                 | Prestige Cars                               | 汽车销售                 | 34                          | 37,533,175 €             | [ 社 27 ]                |
| Landis+Gyr蒙吕松工厂     | 区域分部                 | Landis+Gyr                                  | 测量仪器                 | 78                          | 34,241,045 €             | [ 社 28 ]                |
| All'chem                 | 总部                     | All'chem                                    | 化工生产                 | 68                          | 15,704,575 €             | [ 社 29 ]                |
| Sogirest                 | 总部                     | Sogirest                                    | 食品加工                 | 95                          | 9,325,024 €              | [ 社 30 ]                |

此外，因蒙吕松市镇土地资源有限，亦有部分大型企业选址于与蒙吕松相邻的一些市镇，其中阿列省最大的零售商Châteaugay Distribution位于蒙吕松以西的多梅拉境内。

## 财政与居民收入
2022年，蒙吕松的财政收入总额为54,113,400欧元，财政支出总额为49,776,700欧元，当年的债务总额为35,982,200欧元。2022年，蒙吕松市镇通过增值税获得1,326,970欧元的收入，此外当地还共获得了1,210,520欧元的国家直接财政补助。
| 蒙吕松居民收入情况                               | 蒙吕松居民收入情况 | 蒙吕松居民收入情况    | 蒙吕松居民收入情况 |
| 内容                                             | 蒙吕松             | 法国                  | 统计年份           |
| ------------------------------------------------ | ------------------ | --------------------- | ------------------ |
| 征税家庭总数                                     | 17,670             | 1,081（法国市镇平均） | 2022年             |
| 居民平均月收入                                   | 2,007欧元          | 2,435欧元             | 2022年             |
| 高级职员人均月收入                               | 3,712欧元          | 4,331欧元             | 2021年             |
| 中级职员人均月收入                               | 2,267欧元          | 2,470欧元             | 2021年             |
| 普通职员人均月收入                               | 1,648欧元          | 1,801欧元             | 2021年             |
| 贫困率                                           | 25%                | 14.5%                 | 2020年             |
| 青壮年（15至64岁）失业率                         | 19.3%              | 7.4%                  | 2020年             |
| 征税家庭数量占比                                 | 35.6%              | 45.5%                 | 2020年             |
| 家庭年均纳税                                     | 3,176欧元          | 4,393欧元             | 2022年             |
| 资料来源：INSEE、L'Internaute、Le Journal du Net |                    |                       |                    |

## 社会事务

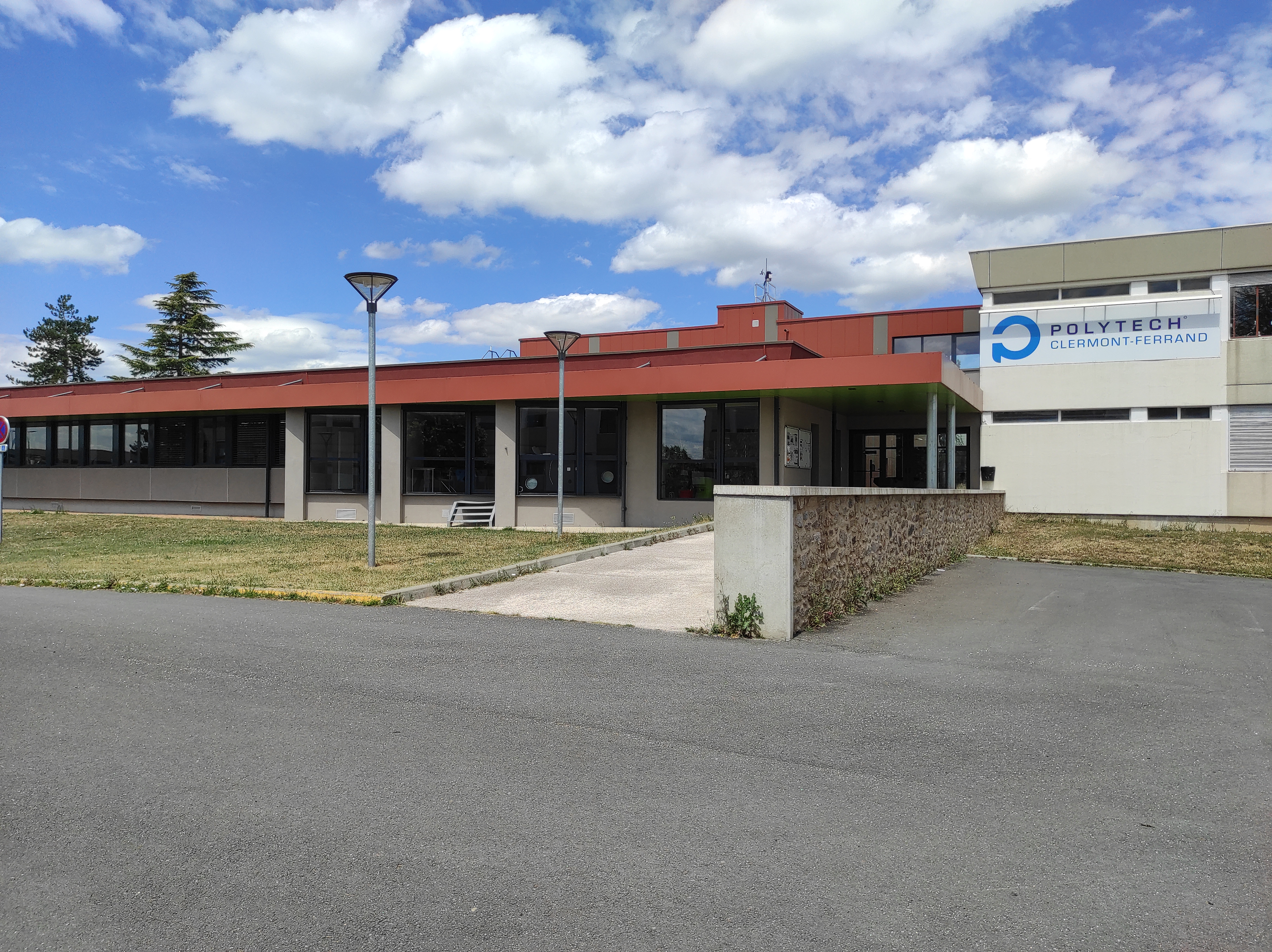
克莱蒙-奥弗涅大学理工学院蒙吕松校区

### 教育
蒙吕松属于克莱蒙费朗学区。截至2021年1月1日，蒙吕松境内共有11所幼儿园、16所小学、5所初级中学、4所普通高中和1所职业高中，其中斯塔尔女士高级中学开设有大学校预科班。2021至2022学年度，蒙吕松境内共有在校中等教育阶段学生4,653名。
在高等教育方面，阿列省大学技术学院成立于1968年，隶属于克莱蒙-奥弗涅大学，其主校区位于蒙吕松市区南部的弗朗索瓦·密特朗园区，另在阿列省的穆兰和维希两地设有分校区。自2021年1月1日起，阿列省大学技术学院与克莱蒙大学技术学院合并成为“克莱蒙-奥弗涅大学技术学院”，蒙吕松校区内共开设机械工程、电子信息工程、商务技术、传导材料和物流管理五个大学技术学士文凭专业。成立于2021年的克莱蒙-奥弗涅大学理工学院是法国的205所工程师学校之一，该校的“生产系统工程”专业在蒙吕松校区授课。

### 医疗
截至2021年1月1日，蒙吕松境内共有全科医生38名、保健师35名、牙医24名、护士66名、耳科医生2名、眼科医生6名、皮肤科医生1名、助产士7名、儿科医生2名和妇科医生1名。境内共有药房21家、养老院4家、残疾人帮扶中心2家。
蒙吕松中心医院，全名为“蒙吕松-内里莱班中心医院”，是法国的一家区域性医疗机构为中心医院，其主病区医院蒙吕松老城东侧的1945年5月8日大街，设有床位619个。此外该机构还在蒙吕松市区西北部设有可容纳199人的“库尔泰老年人看护中心”。
蒙吕松市区东北部的代塞尔蒂讷境内建有圣弗朗索瓦私立医院，该院拥有65名各科医生和175个床位。

### 住房

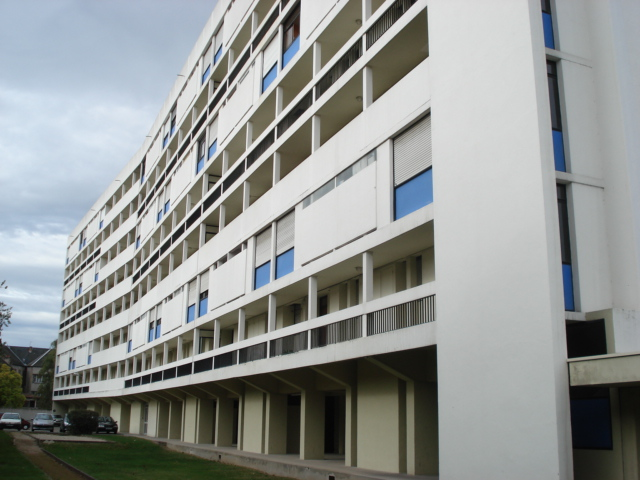
蒙吕松的一处居民公寓楼

2020年，蒙吕松境内共有各类住房24,079套，比上一年减少了150套。按照房屋类型分类，蒙吕松市镇范围内41.8%为独立式住宅，散落分布于老城周边的各个街区；57.1%为集中式住宅，主要分布于老城区、市区西南部、戈泽城以及让·内格尔大街附近；按照住户类型分类，蒙吕松境内的房屋所有者和租房客占比分别为47.9%和50.2%，常住房屋占蒙吕松市镇范围内居民建筑总量的73.8%；按照房屋大小分类，蒙吕松833户住房的居住面积小于30平方米，1,483户住房的居住面积超过120平方米；按照住房年限分类，蒙吕松境内1919年以前和2005年以后修建的房屋总数分别为1,235户和1,109户。
在住房保障政策方面，2022年，蒙吕松境内共有5,902户家庭获得了住房经济补助，受益人数占总人口数量的17.7%，其中5,769份为房租补助。蒙吕松地区的房屋建设及管理事务由蒙吕松城市圈公共社区联合各级政府协调负责，该机构于2020年7月通过了其管辖范围内的“市际城市规划与住房纲领”（PLUiH），后者为当地未来10至15年的住房建设及发展提供了指导性意见。

### 商业

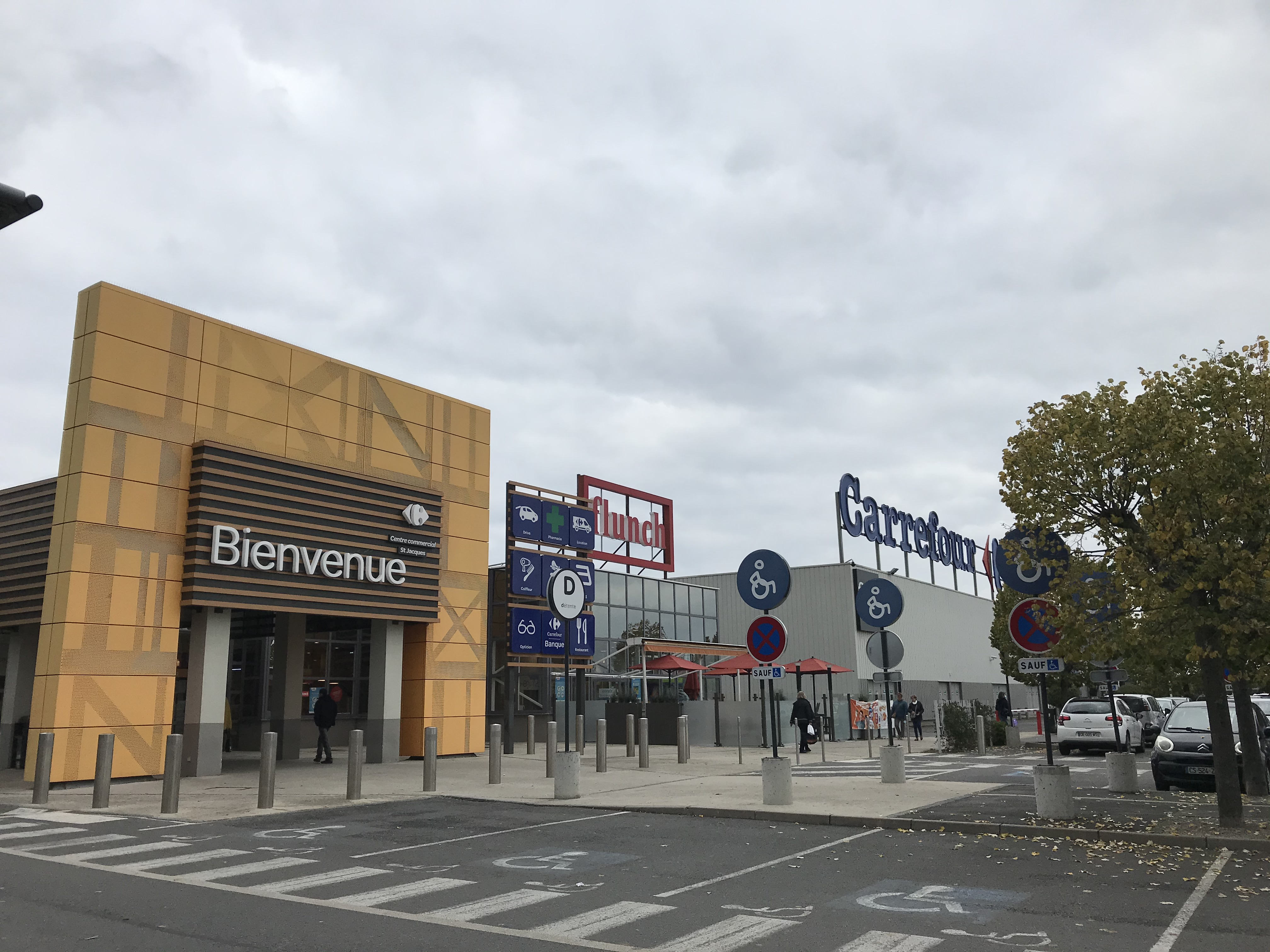
蒙吕松圣雅克商业中心

2021年，蒙吕松境内共有各类实体商铺744家，其中餐厅115家、大型超市13家、杂货店11家、面包房25家、肉铺12家、书店21家、装饰品店5家、银行门店21家、美容美发店66家、汽车维修店47家。
在商业分布方面，蒙吕松镇中心的传统商铺主要分布于库尔泰大街两侧，该区域内建有Fnac、Monoprix、家乐福快捷超市等商店；位于谢尔河左岸的原圣雅克工厂厂址被改造成为圣雅克商业中心，其核心为家乐福大型超市，周边则有迪卡侬、Intersport、Grand Frais、King Jouet、Darty、BUT、C&A等商场；市中心南部的皮埃尔·塞马尔街附近则集中了Intermarché、Aldi和Lidl三家超级卖场；此外市区西北部的戈泽城街区则有一家E.Leclerc购物超市。

### 媒体
蒙吕松是法国一个区域性的传媒中心，法国本土主要的国家性电视台和广播电台在蒙吕松均可接收，其中法国电视三台下属的奥弗涅-罗讷-阿尔卑斯大区频道在部分时段播出蒙吕松所在阿列省的地方新闻。在传统纸质媒体方面，《山地报》是法国一个重要的地方性报社，总部位于克莱蒙费朗，在蒙吕松设有分部；《阿列省周报》创刊于2005年，是蒙吕松所在阿列省的省级报刊媒体，每周四发刊。在广播方面，蒙吕松青年频率广播（简称RJFM）和蒙吕松波旁广播（简称RMB）是当地的两家地方广播电台，NRJ、RMC、RTL、Skyrock、欧洲一台、法国天主教广播、法国全国广播、法国音乐广播、Fun广播、Nostalgie广播等电台在蒙吕松或阿列省境内设有中转台或广播分站。除此之外，蒙吕松市政府向当地居民免费发放《Montluçon Notre Ville》杂志，并在Facebook、Twitter、Instagram、YouTube、领英等现代社交媒体平台开设有官方账号。

### 环境

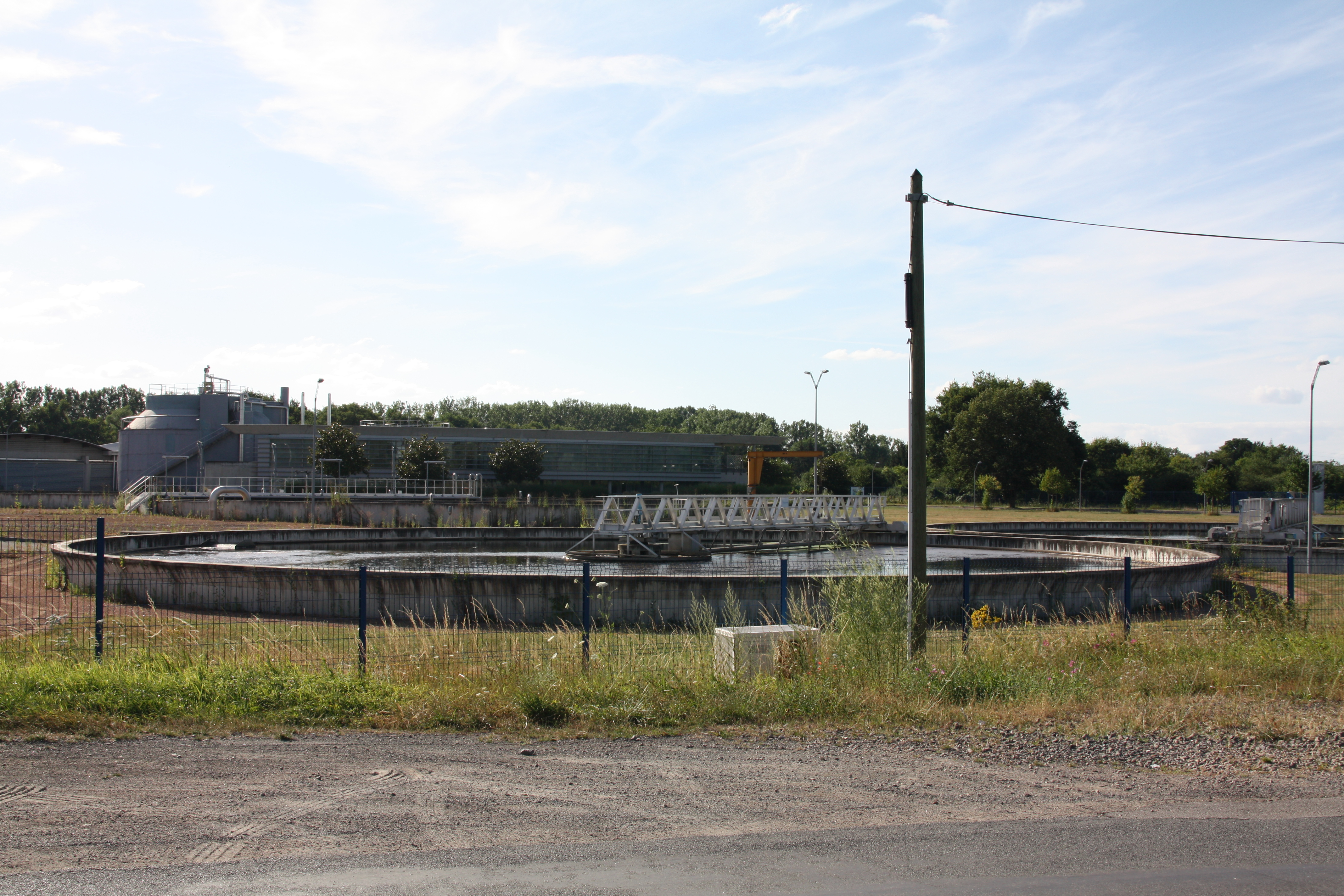
蒙吕松的一处污水处理池

蒙吕松的环境事务由其所属的蒙吕松城市圈公共社区联合各级政府协调负责，其中当地的水环境及污水处理事务由公共社区直接负责，生活垃圾回收及处理事务则由蒙吕松地区生活垃圾处理委员会负责管理，截至2024年4月，蒙吕松城市圈公共社区内共有三处垃圾回收站。
2021年，蒙吕松境内共有4家污染企业，化工制品污染是当地主要的污染类型。在环境和污染物监测方面，蒙吕松境内设有一处大气环境监测点，该站点2023年测得二氧化氮浓度平均值为10.9µg/m³，臭氧浓度平均值为56.6µg/m³，颗粒物平均值为11.3µg/m³，均低于法国平均水平；蒙吕松市区以北10公里的埃斯蒂瓦雷耶境内设有一处水环境监测点，该地2021年测得水体坤化物浓度为6.6µg/L、汞化物浓度为0.01µg/L、硝酸盐浓度为4.8mg/L，2023年测得磷酸三正丁酯浓度为0.01µg/L。

### 治安
截至2024年3月，蒙吕松市镇范围内共有一处派出所和一处国家宪兵队。阿列省消防救援中心位于省会穆兰东侧的伊泽尔境内，该中心在蒙吕松设有一处指挥中心，后者配合安监、医疗等部门负责整个蒙吕松以及周边地区的消防救援任务。
蒙吕松警区的管辖范围共包括六个市镇。2020年，该警区累计记录各类案件2,606起，其中盗窃类案件1,271起，经济类案件434起，毒品交易类案件150起。

## 文化
2021年，蒙吕松境内共有4家剧场、1家电影院、1家博物馆和1家音乐厅。蒙吕松境内建有鲍里斯·维安和丰布扬两家多媒体中心，同时还开行移动图书馆，方便各街区居民就近阅读。

### 城市形态及人文环境

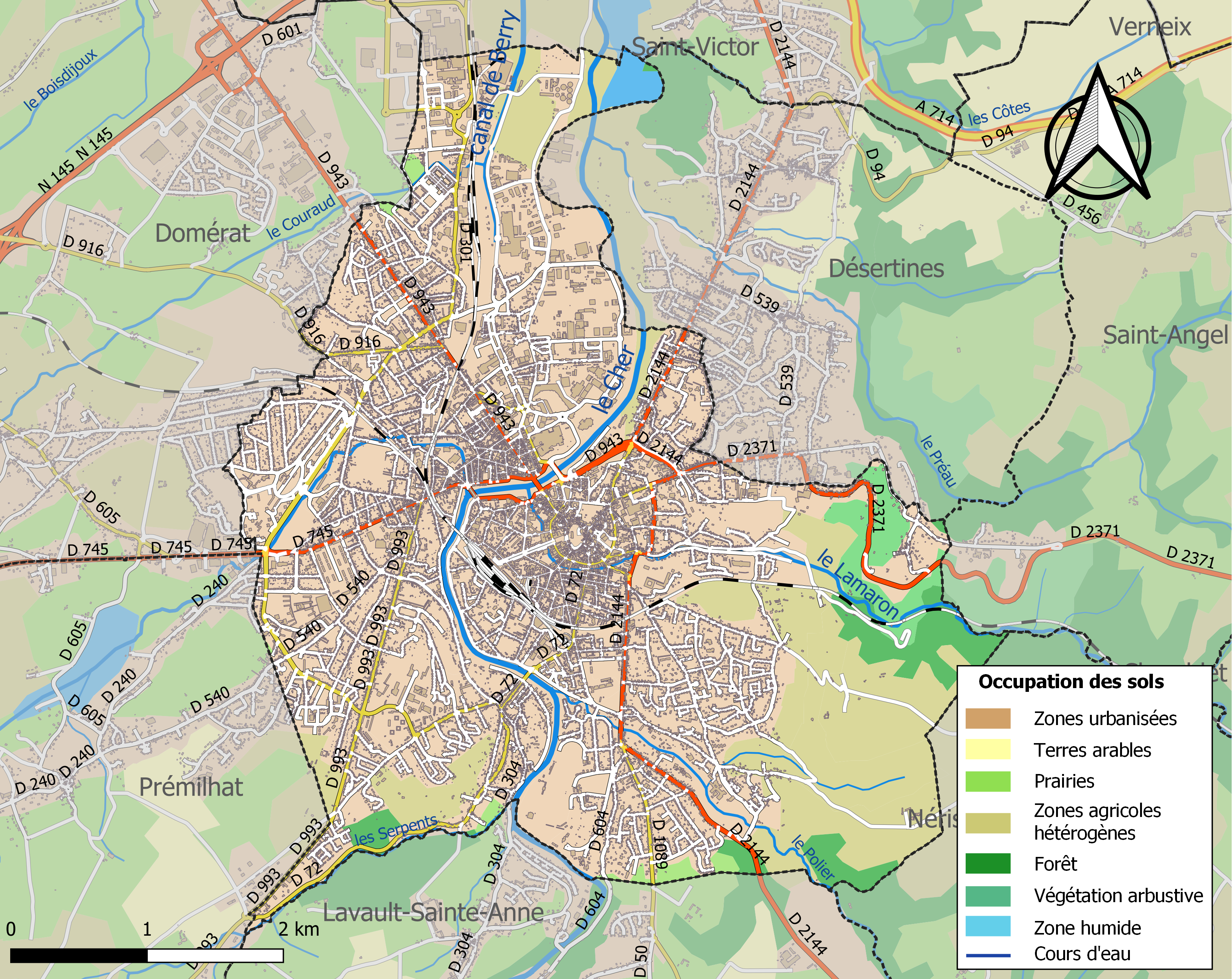
蒙吕松土地利用情况地图

蒙吕松城市起源于中世纪，其历史城区以谢尔河右岸的波旁公爵城堡所在高地为核心向四周均匀分布，原有的城墙走向与现有的库尔泰大街基本一致，这种环状老城的城市形态在奥弗涅大区内的多个城市有所出现。以蒙吕松历史城区为核心向周边共有五条主干道路，分别为向东的1945年5月8日大街、向南的约翰·肯尼迪大街（Avenue de John Kennedy）、向北的戴高乐将军大街（Avenue du Général de Gaulle）、向西北横跨谢尔河后继续延伸的共和国大街（Avenue de la République）以及转向西的保罗·康斯坦街（Rue Paul Constans），这五条道路分别对应阿列省省道D2371线、D2144线（南段）、D2144线（北段）、D943线和D745线，可连接穆兰、克莱蒙费朗、布尔日、沙托鲁和盖雷。
相比于同类型的法国中小型工业城市（如勒克勒佐、阿莱斯、罗阿讷、福尔巴克等），尽管蒙吕松近现代因工业而兴盛，但当地的工业和现代居民区主要分布于老城区南部以及谢尔河左岸，蒙吕松历史区域城市面貌并未因工业发展而发生明显改变。此外，自20世纪90年代以来，蒙吕松境内的多处废弃工业设施及高层居民建筑被拆除，原址多改建为城市绿地或生态街区，这使得蒙吕松的城市工业景观进一步萎缩。
蒙吕松的地方史学家皮埃尔·勒普拉于1911年创立了蒙吕松友谊学会，该协会曾买下蒙吕松境内的比安纳西城堡，并每年在此举办以蒙吕松地方历史文化为主题的各类展出活动。

### 建筑
蒙吕松境内有多处历史建筑，当地政府于2022年启动申报艺术与历史之城。截至2024年4月，蒙吕松市区内共有23处法国国家文物保护单位，其中位于老城中心地带的蒙吕松波旁公爵城堡是当地的代表性景点，也是蒙吕松的标志性建筑之一，由此可俯瞰蒙吕松城市全景；扇形车库曾为法国中部规模最大的铁路车辆中心之一，后因蒸汽机车退役及铁路运输衰落而停用，该车库自2012年起成为法国国家文物保护单位，部分区域被当地的铁路爱好者协会租用。
在现代建筑方面，蒙吕松市中心的Mupop是一家流行音乐博物馆，该馆建于2013年，希拉、米歇尔·波尔纳雷夫等法国现代歌手曾来此参加过演出。

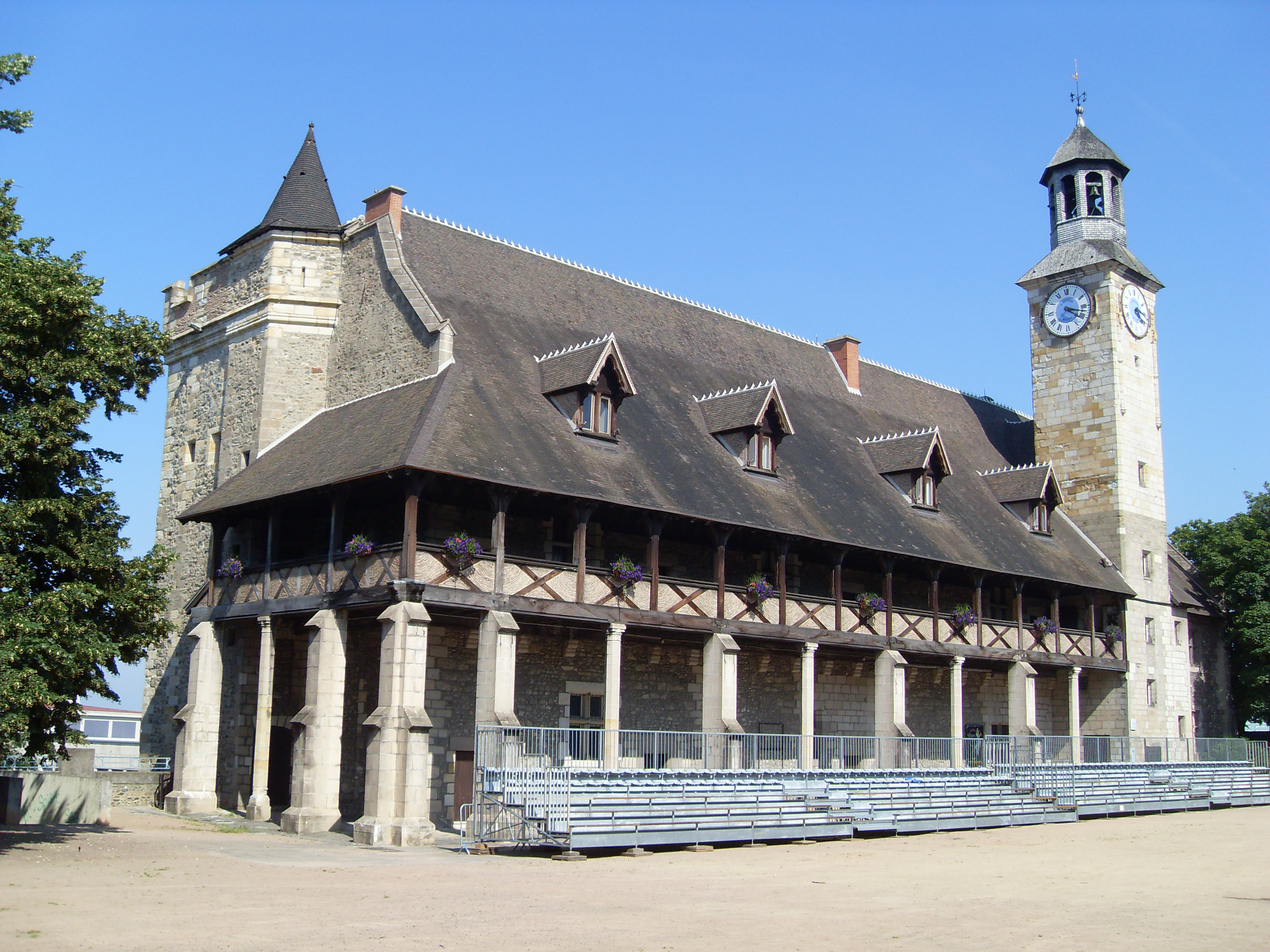
波旁公爵城堡（法语：Château des ducs de Bourbon à Montluçon）
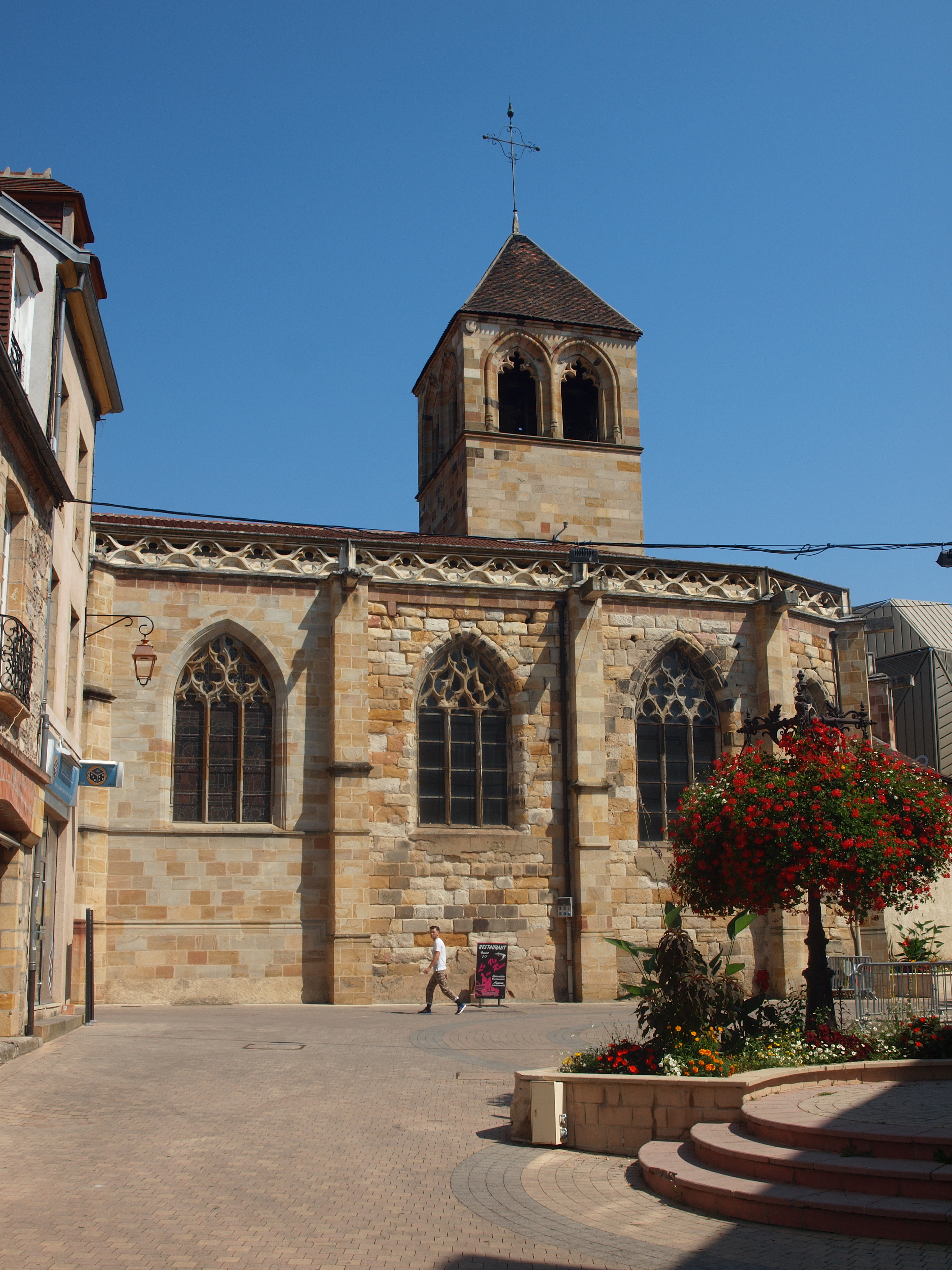
圣母教堂（法语：Église Notre-Dame de Montluçon）
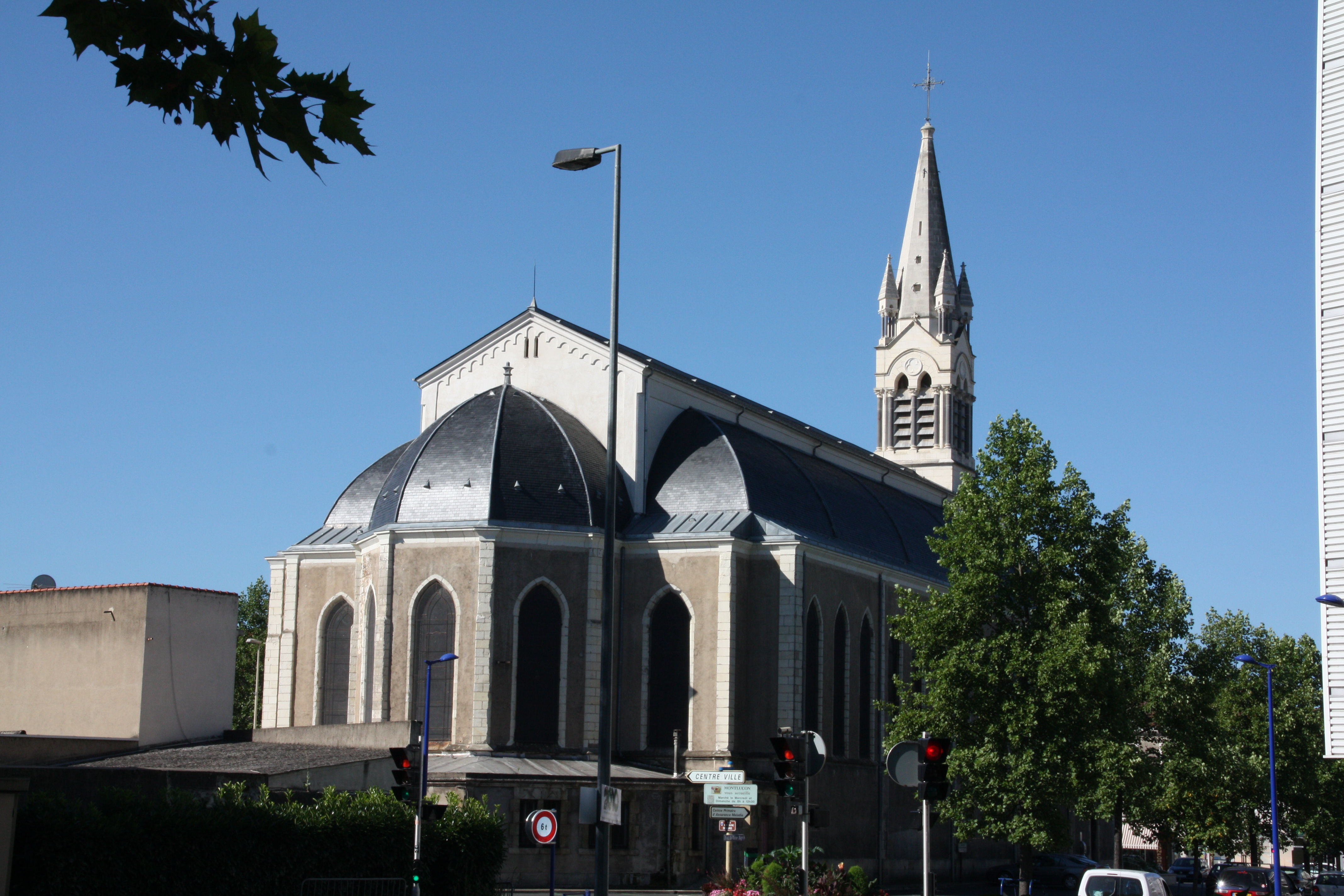
圣保罗教堂（法语：Église Saint-Paul de Montluçon）
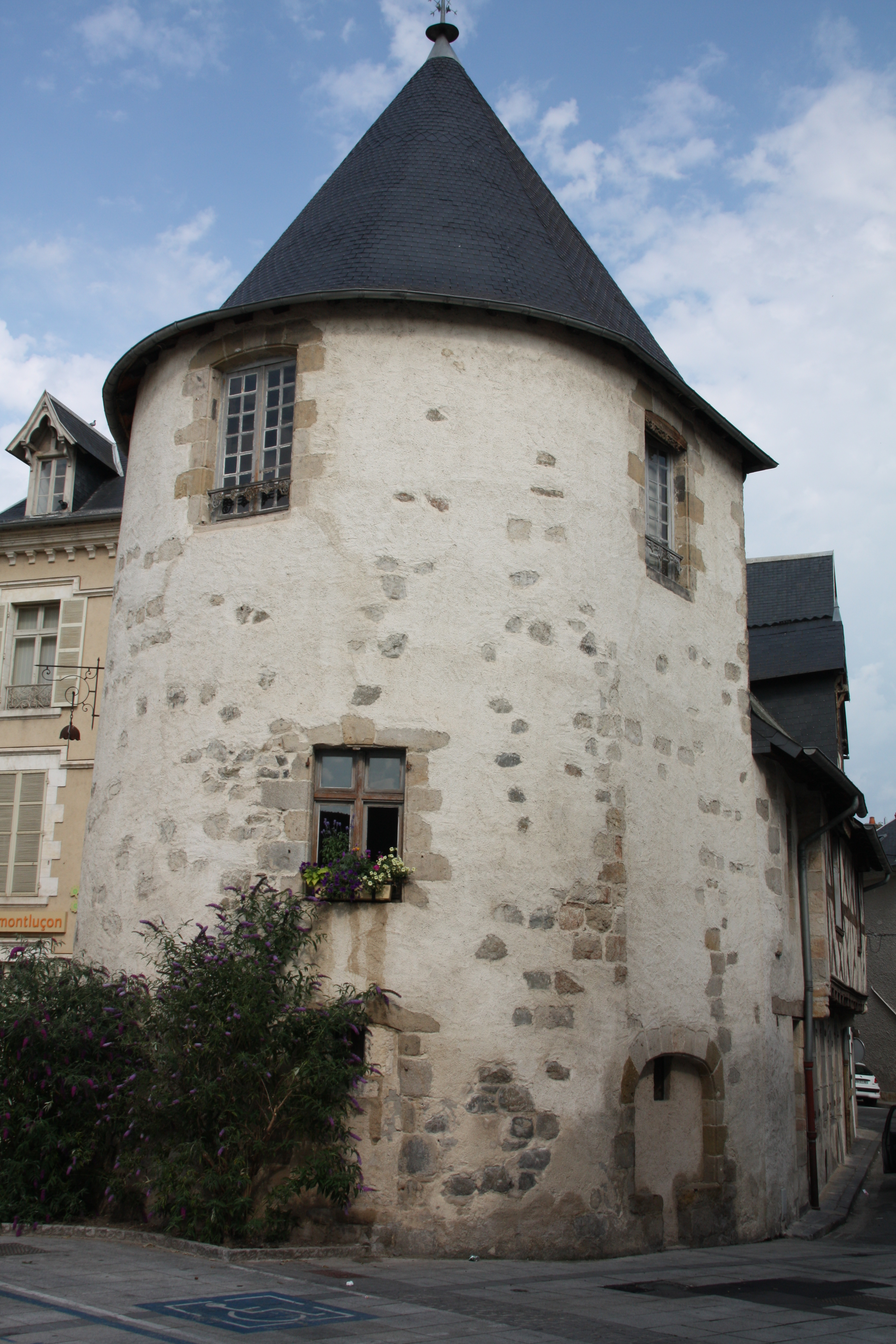
丰迪塔
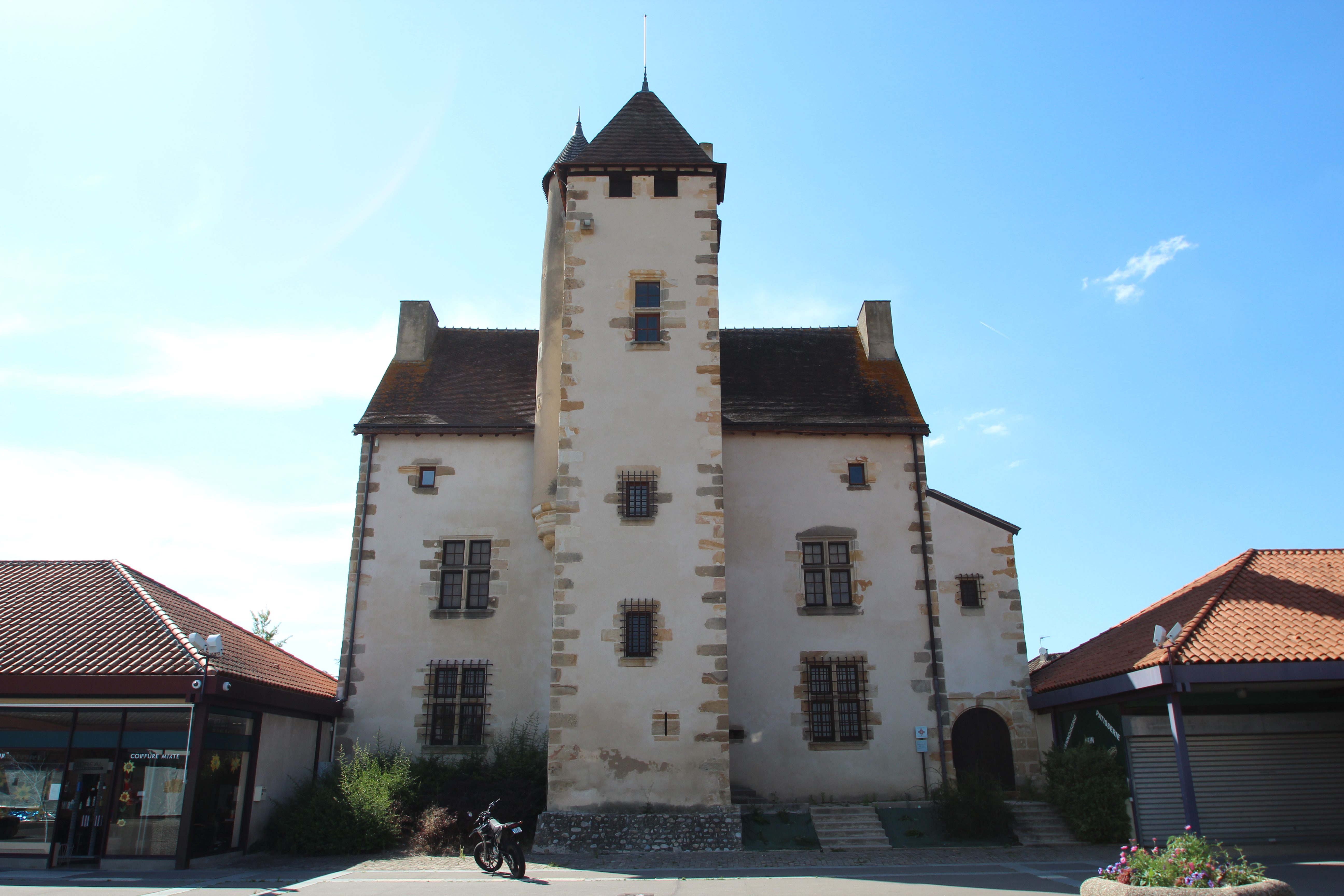
比安纳西城堡（法语：Château de Bien-Assis）
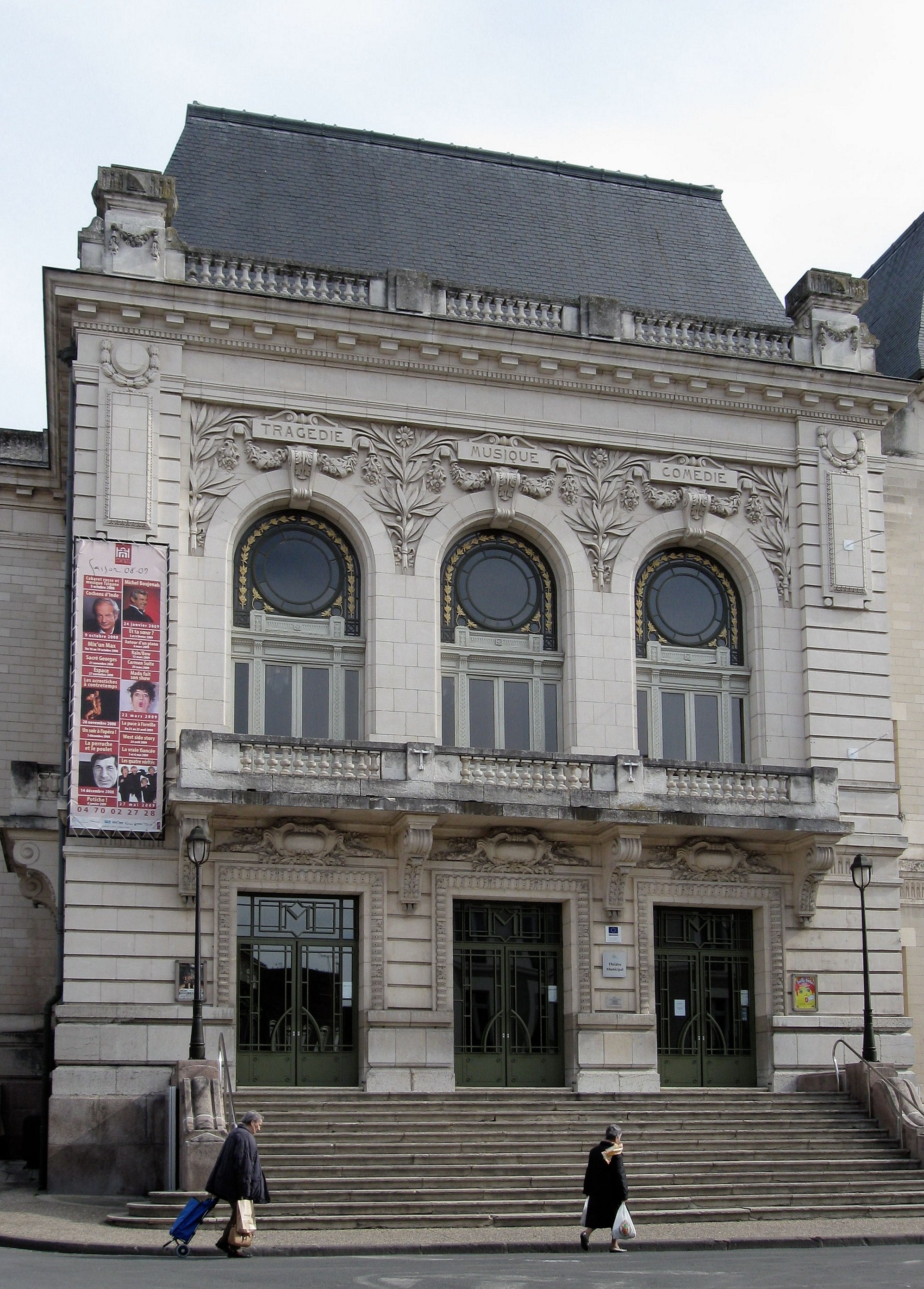
市政剧场
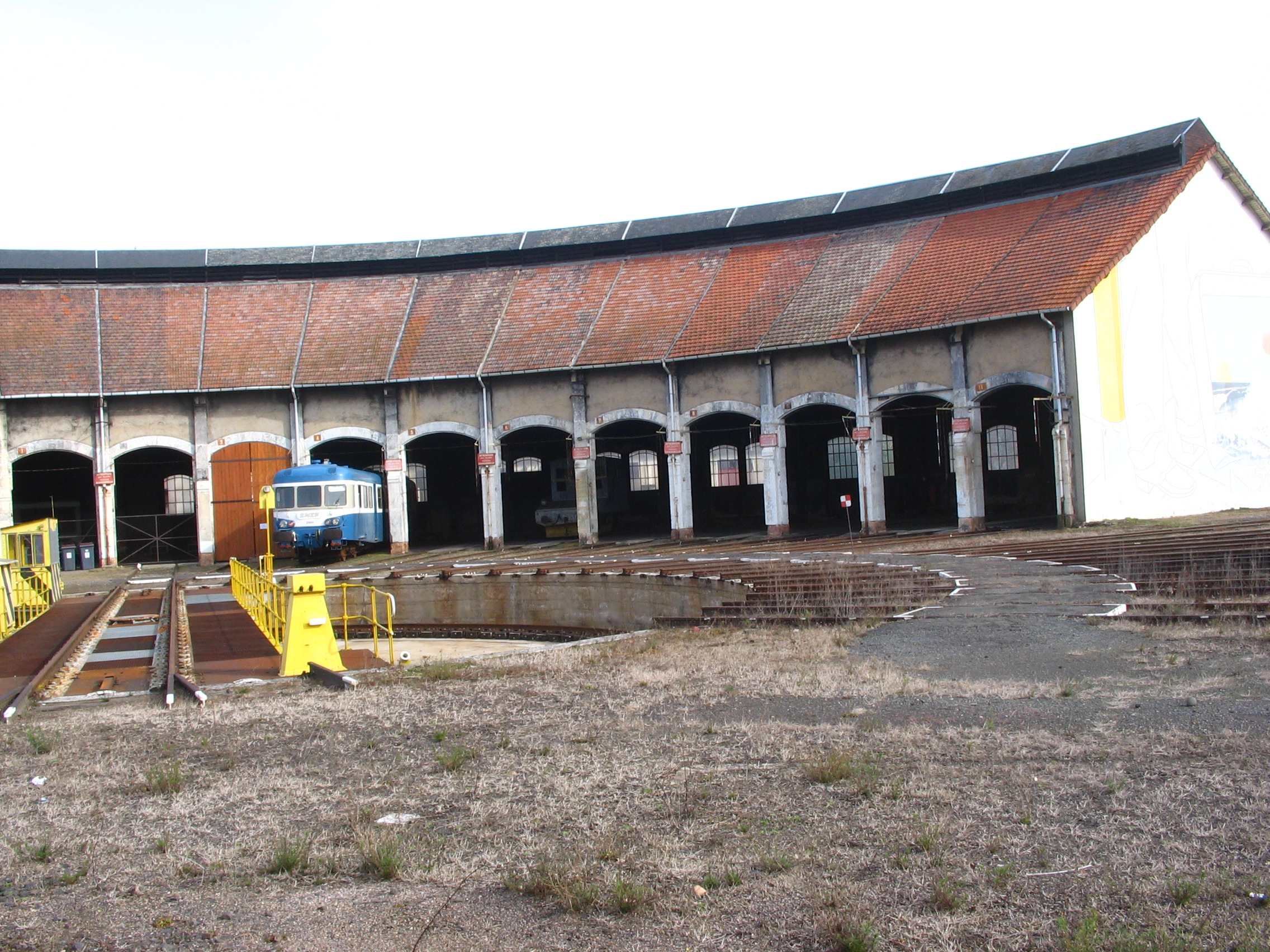
扇形车库（法语：Rotonde ferroviaire de Montluçon）
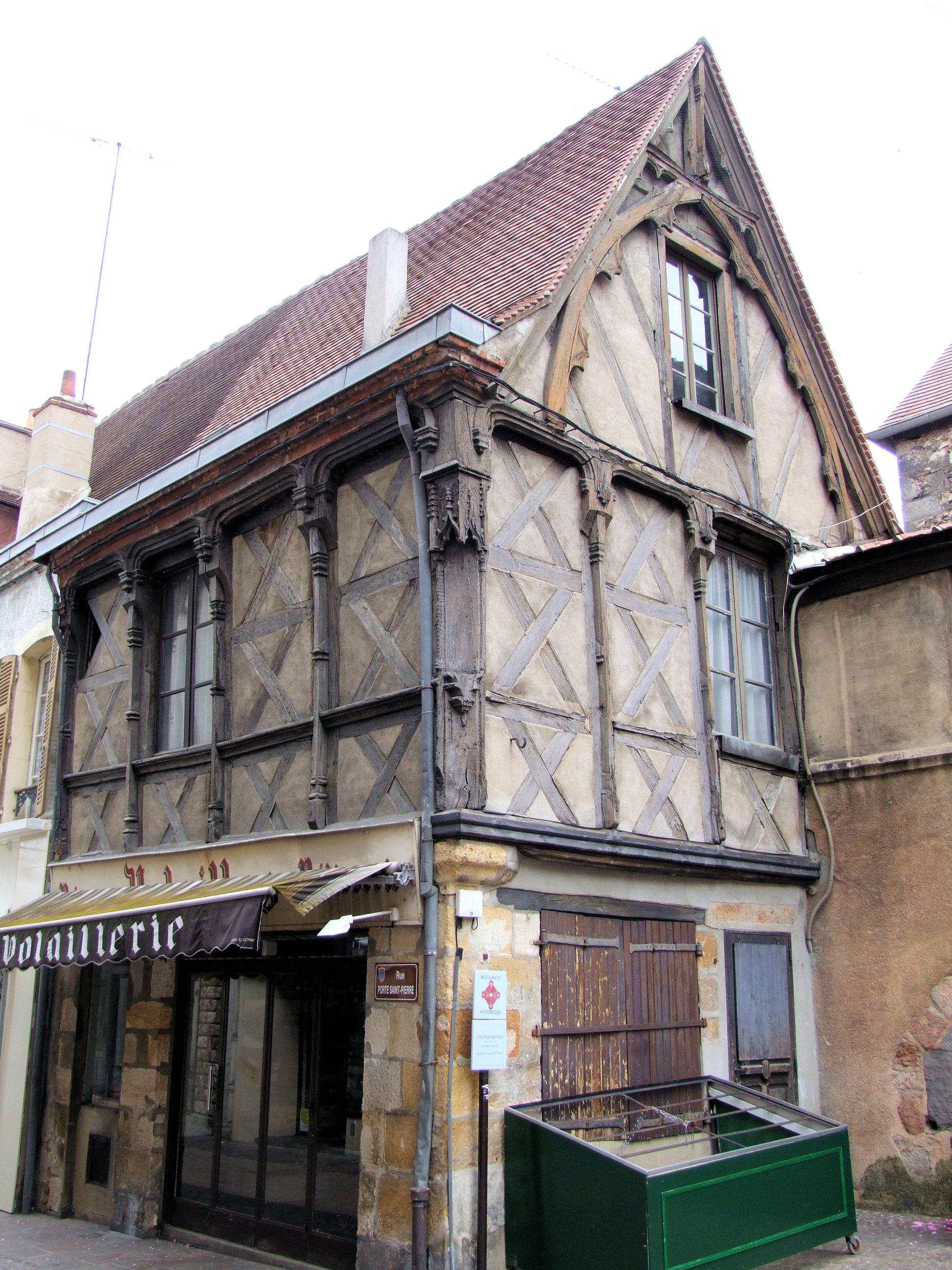
传统民居
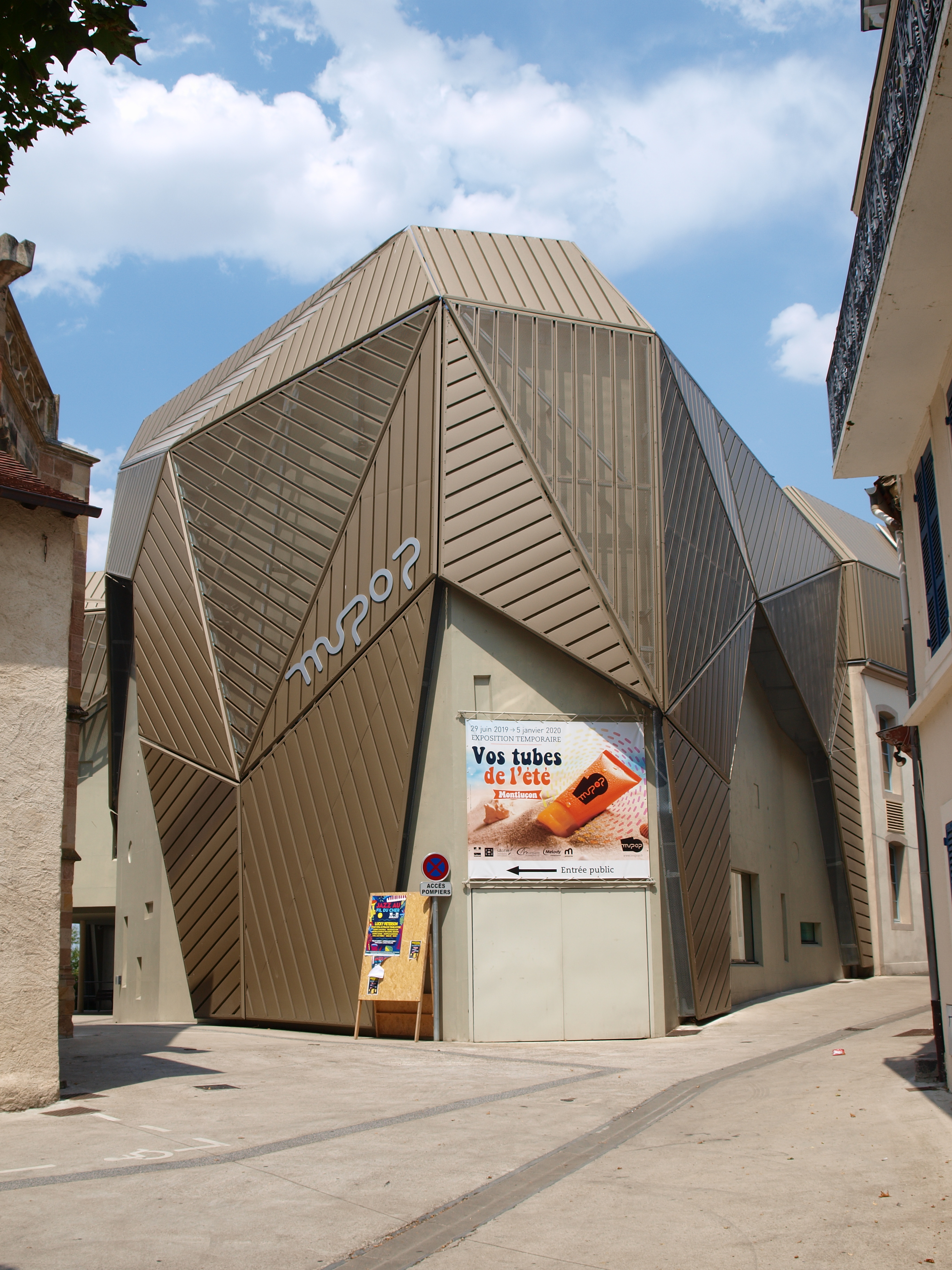
Mupop（法语：Mupop）

### 宗教
在天主教方面，蒙吕松是蒙吕松总铎区的首府，该区范围基本与蒙吕松区重合，隶属于克莱蒙教省天主教穆兰教区。以蒙吕松为核心的共五个市镇被组建为路易丝-泰蕾丝堂区（Paroisse Louise-Thérèse de Montluçon），其现任祭司为让-弗朗索瓦·迪乌夫（Jean-François DIOUF），蒙吕松圣母教堂是当地主要的天主教活动中心。
在伊斯兰教方面，蒙吕松市区西部建有慈善清真寺（Mosquée Arrahma），当地穆斯林团体于2010年3月创建了蒙吕松色俩目清真寺协会（Association de la Mosquée As salam de Montluçon）。此外蒙吕松境内还建有一处新教教堂。距离蒙吕松最近的犹太教堂及佛教文化中心分别位于维希和阿列省努瓦扬境内。

### 旅游

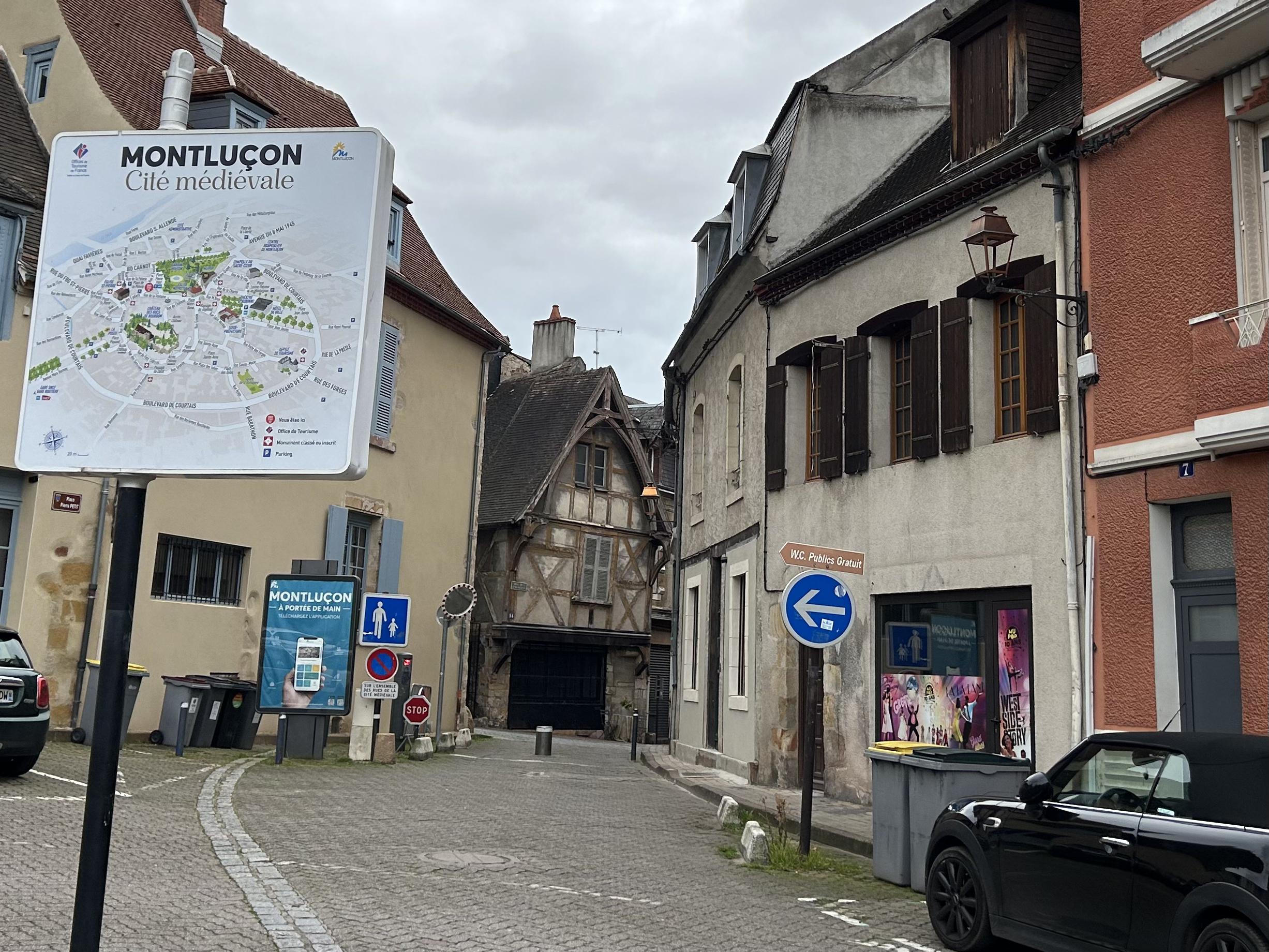
蒙吕松老城的地图路牌

蒙吕松的旅游事务由其所属的蒙吕松城市圈公共社区联合各级政府协调负责，当地的旅游项目主要包括蒙吕松老城历史建筑和城市周边的森林自然景观。此外，蒙吕松附近开辟有多条步行及单车绿道，市区南部建有“Bike Park 03”自行车越野基地，利涅罗勒境内还有一处攀岩设施。
在游客接待设施方面，蒙吕松镇中心建有一处旅游咨询接待中心（Office de Tourisme）。2023年，蒙吕松境内共有11家酒店共计354间房间，其中包括1家五星级酒店、1家四星级酒店、2家三星级酒店、1家二星级酒店和6家未评星级酒店。距离蒙吕松最近的露营地为位于普雷米亚境内的索湖营地（Camping de l'Étang de Sault），后者可容纳47辆露营车。

### 体育
2021年，蒙吕松境内共有12间体育馆、2座综合体育场、16处网球场、10处足球或橄榄球场、8处篮球或排球场。
截至2024年4月，蒙吕松境内共有六家注册足球俱乐部。蒙吕松足球俱乐部（编号550852）是当地的代表性足球队，成立于2011年，其前身为1934年成立的蒙吕松体育之星足球俱乐部（Étoile des Sports Montluçonnais Football），后者历史上曾参加过10个赛季的法国足球乙级联赛，其主队和二队在2023至2024赛季分别参加奥弗涅-罗讷-阿尔卑斯大区足球联赛甲组（法国第六级别）和乙组（法国第七级别），其主场为1937年建成，可同时容纳3,200名观众的邓禄普球场。
除足球外，截至2022年底，蒙吕松境内还有132家得到市政府资助的各项目的体育队伍及社团，总注册人数达1.4万。
1953年、1956年、1966年、1992年、2001年、2008年和2023年的环法自行车赛以及2022年巴黎-尼斯自行车赛经过蒙吕松。

### 集会

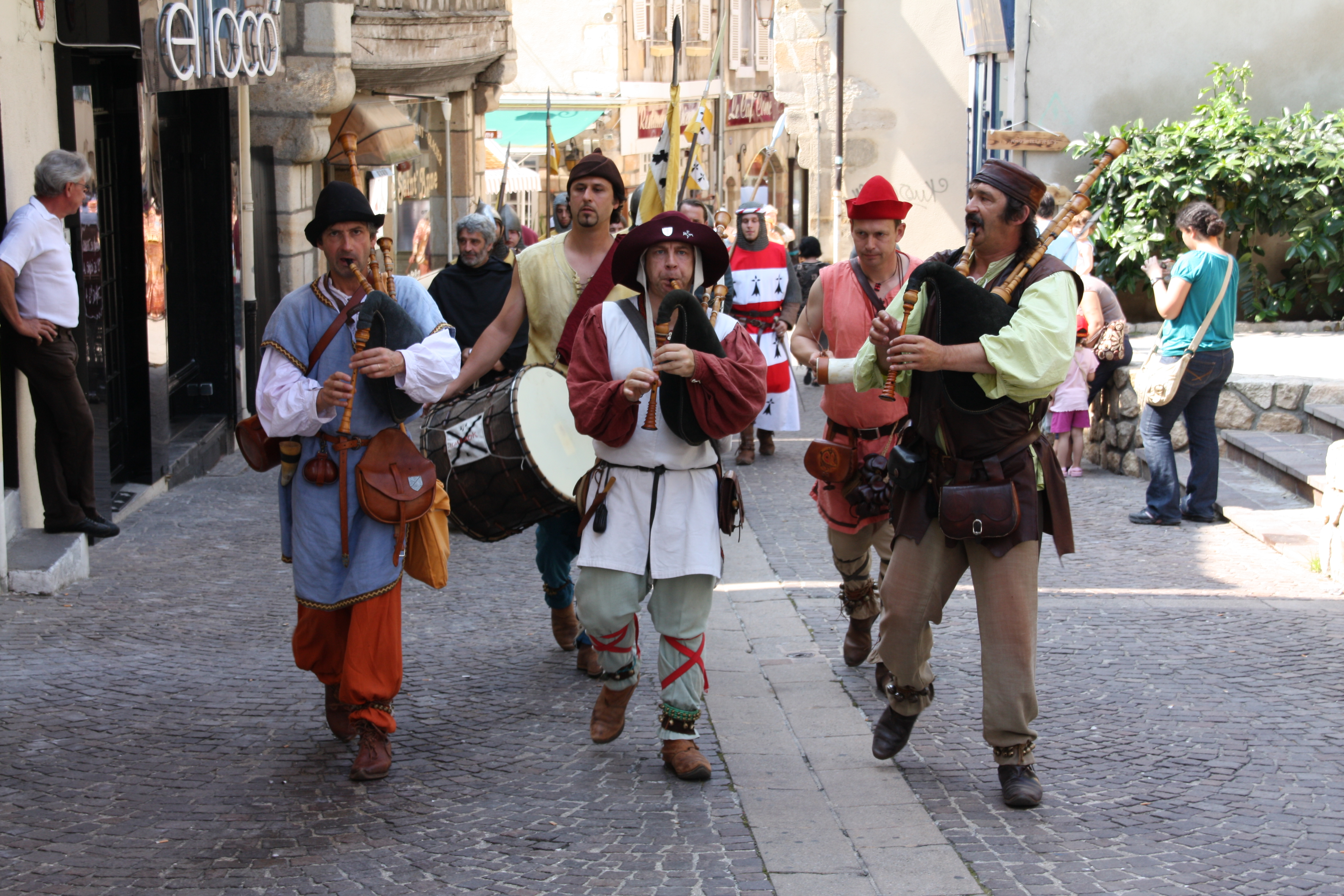
蒙吕松街头举办的文化游行

蒙吕松每年开展各类大型集会活动，新秀电影节创建于1987年，是一个短篇电影主题节，每年四月在蒙吕松斯塔尔高级中学举办；自2013年起，蒙吕松MuPop博物馆每年秋季举办Montlu'Sounds音乐节；此外，每年夏季，蒙吕松还将举办艺术、音乐、文学、话剧等文化活动。2019年6月，蒙吕松举办了当地历史上的首次骄傲游行。
在传统生活商贸集市方面，蒙吕松境内有六处主要的集市活动。蒙吕松市中心每年四月和十月举办旧货大甩卖；当地的圣诞集市则在圣诞节前的一个月内开展。
| 蒙吕松主要集市活动 | 蒙吕松主要集市活动 | 蒙吕松主要集市活动                      | 蒙吕松主要集市活动    |
| 交易商品类型       | 集市规模           | 地点或集市名称                          | 举办时间              |
| ------------------ | ------------------ | --------------------------------------- | --------------------- |
| 综合               | 综合性             | 圣母广场集市 （Place de Notre Dame）    | 每周六：8至13点       |
| 食品及农副产品     | 综合性             | 古城集市 （Cité Médiévale）             | 每周六：8至13点       |
| 食品及农副产品     | 区域               | 丰布扬集市 （Fontbouillant）            | 每周二：8至13点       |
| 食品及农副产品     | 区域               | 波特里广场集市 （Place de la Poterie）  | 每周三、六：8点至13点 |
| 食品及农副产品     | 区域               | 博爱广场集市 （Place de la Fraternité） | 每周四：8至13点       |
| 食品及农副产品     | 区域               | 圣让集市 （Saint-Jean）                 | 每周五：8至13点       |

### 美食
蒙吕松的传统饮食与法国大部分区域接近，当地的地方性特色食品包括土豆馅饼、Sanciau薄饼、波旁羊肉排、油渣团等。蒙吕松西部为蒙吕松地区葡萄酒产区，后者是卢瓦尔河谷产区的组成部分，该区域的葡萄种植史起源于中世纪，其种植区历史上共曾覆盖了17个市镇，十九世纪末因根瘤蚜疫情而大幅减产，现存的种植园面积仅有两公顷。截至2024年4月，蒙吕松境内的La Chapelle - Château Saint-Jean餐厅被《米其林指南》评选为一星级餐厅。在外来食品方面，汉堡王和肯德基分别于2017年9月和2022年12月入驻蒙吕松。

### 音乐及影视作品
在影视作品方面，由当地导演雅克·博杜安（Jacques Baudoin）拍摄的电影《吸血鬼》（Le Vampire de Montluçon）曾在蒙吕松取景拍摄，该电影于2008年11月在当地电影院上映。在音乐方面，Kaolin乐队和Blondin et la bande des terriens是两支蒙吕松摇滚乐队，分别组建于1999年和2017年。自2005年起，蒙吕松每年举办法语歌曲节（Festival Chanson Française）。法国摇滚乐队Mickey 3D曾于2009年发行单曲《蒙吕松》，其歌词中的“悲伤得要死的城市”（Cité triste à mourir）、“像监狱一样”（Comme un prison）等语句引发争议。

## 相关人物
法国政治家马克思·多尔穆瓦出生于蒙吕松，当地镇中心连接蒙吕松城站的大街以及巴黎地铁的一座车站以其命名。除此之外出生于蒙吕松的重要人物还有法兰西王国物理学家皮埃尔·珀蒂、法国大革命时期的将军让-弗朗索瓦·德罗什德拉贡、第二共和国将军阿马布勒·德库尔泰、法国将军阿方斯·乔治、作曲家安德烈·梅萨热、地理学家安托万·瓦谢、工程师拉乌尔·多特里、飞行员罗贝尔·卡斯坦、历史学家弗朗索瓦·舍瓦利耶、小说家让-米歇尔·马托尼埃、摩托车赛车手朱尔·克吕泽尔、足球运动员热雷米·梅洛和塞巴斯蒂安·鲁代等。

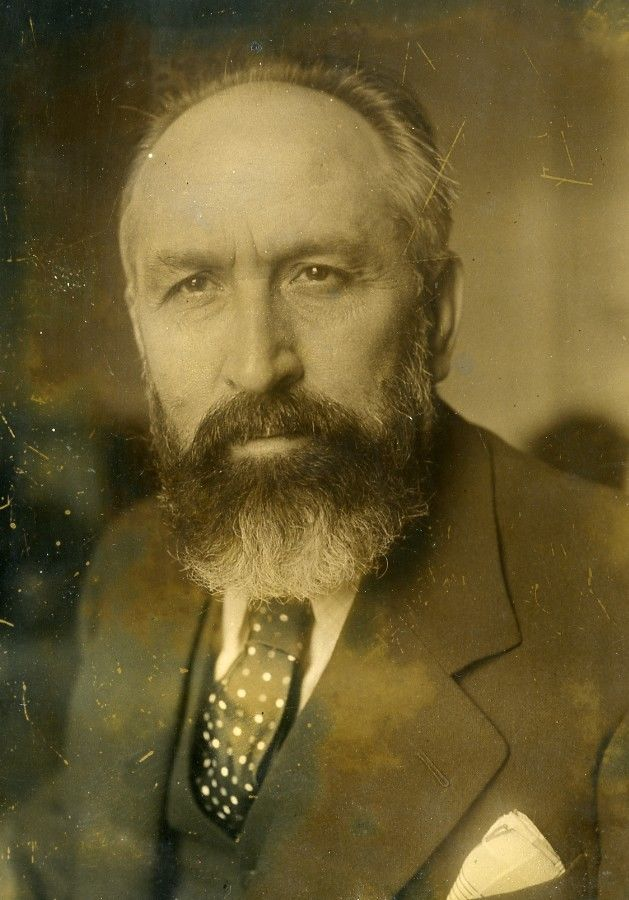
马克思·多尔穆瓦（法语：Marx Dormoy）
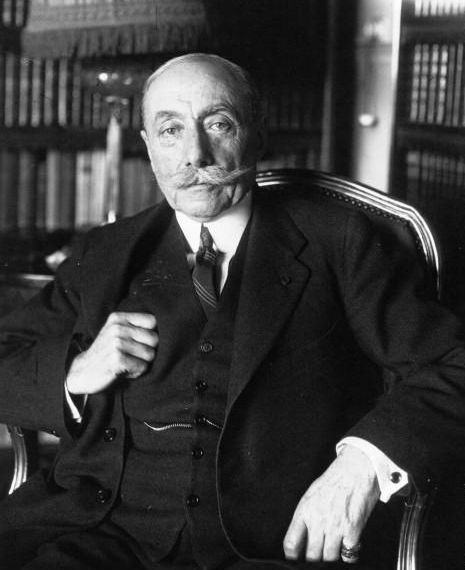
安德烈·梅萨热
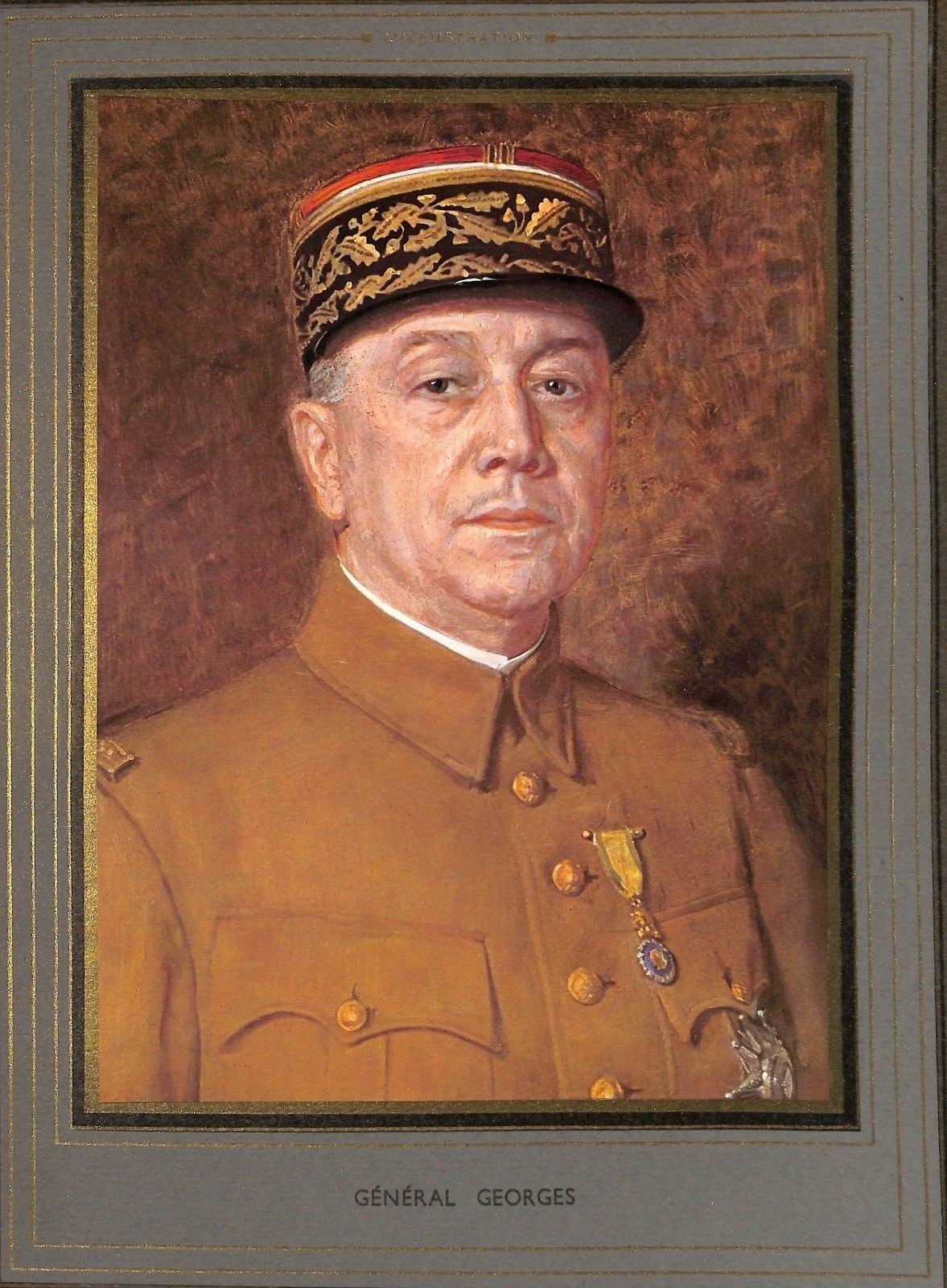
阿方斯·乔治
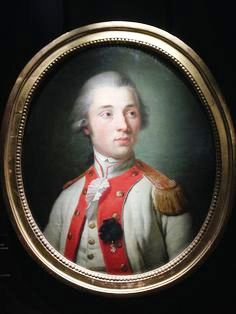
让-弗朗索瓦·德罗什德拉贡（法语：Jean-François de Rochedragon）
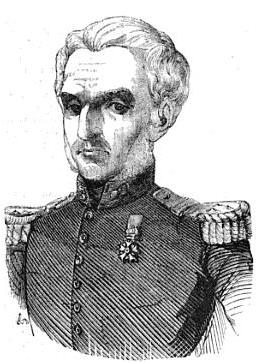
阿马布勒·德库尔泰（法语：Amable de Courtais）
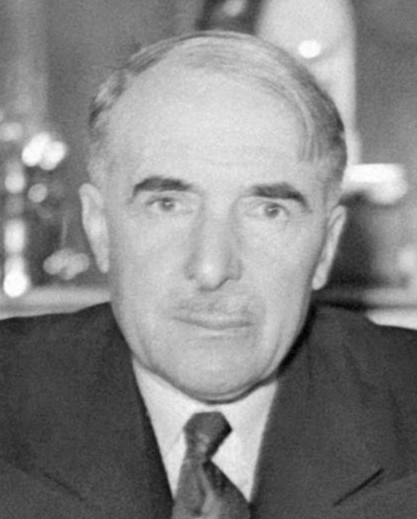
拉乌尔·多特里（法语：Raoul Dautry）
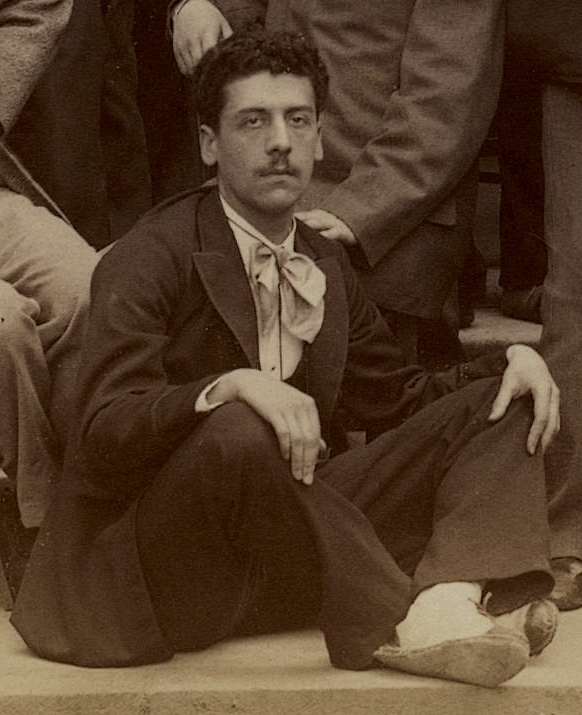
安托万·瓦谢（法语：Antoine Vacher）
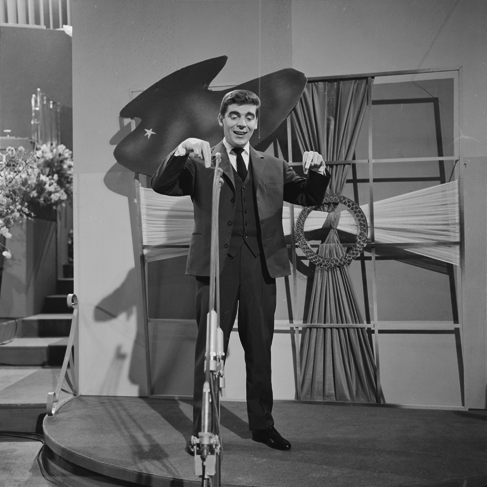
菲德·勒克莱尔（法语：Fud Leclerc）
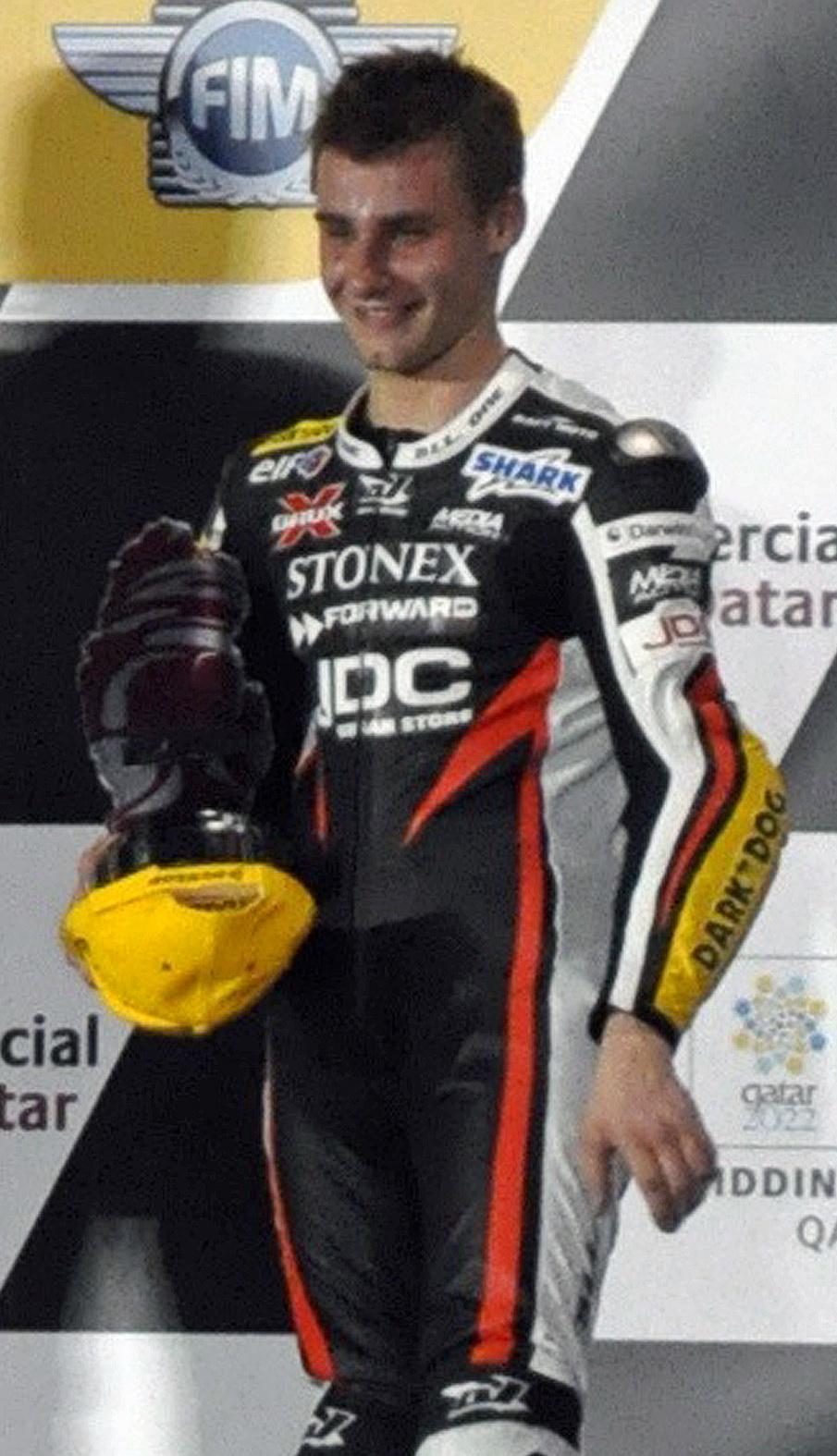
朱尔·克吕泽尔（法语：Jules Cluzel）
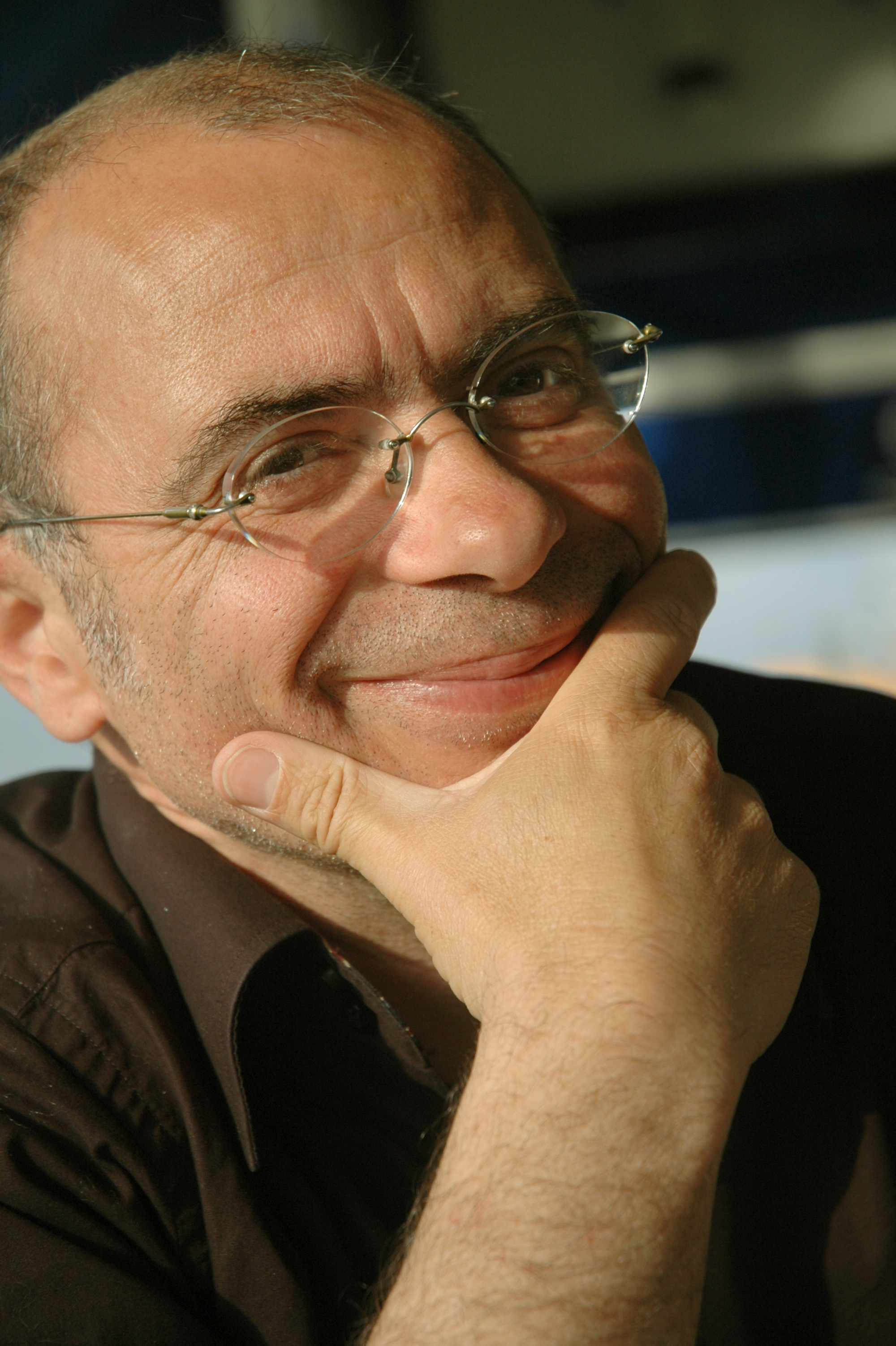
让-米歇尔·马托尼埃（法语：Jean-Michel Mathonière）
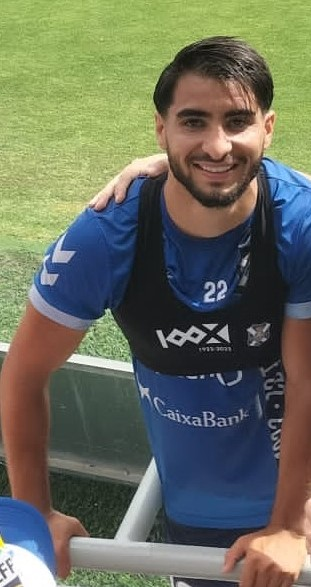
热雷米·梅洛（法语：Jérémy Mellot）
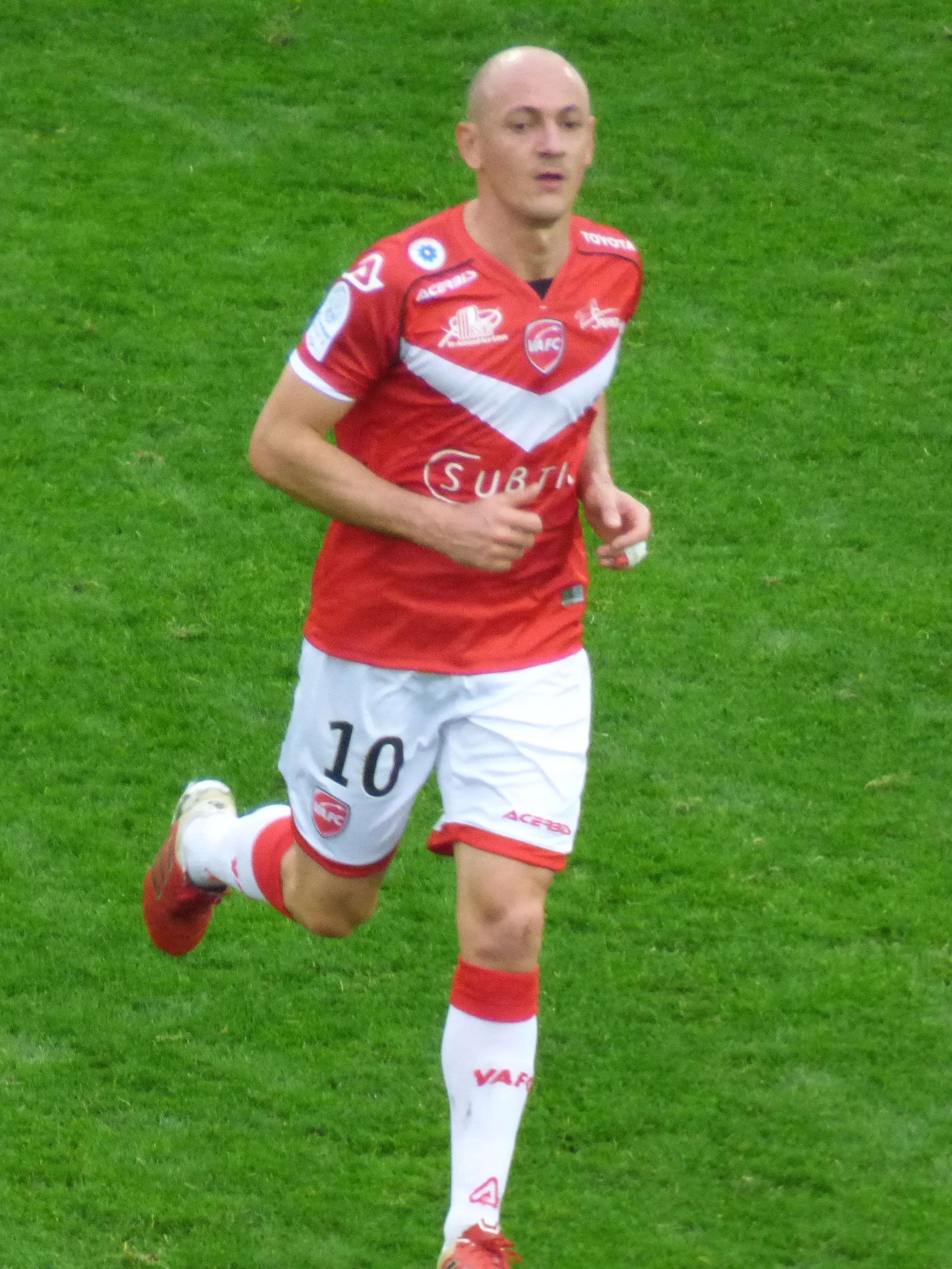
塞巴斯蒂安·鲁代（法语：Sébastien Roudet）

## 对外交流
截止2024年4月，蒙吕松境内暂无任何外国领事馆，该地共与四座城市互为友好城市：
- 德国 哈根（1965年）
- 波蘭 莱什诺（2000年）
- 马达加斯加 安齐拉贝（2005年）
- 葡萄牙 基马拉斯（2019年）[文 52]

此外，因蒙吕松人口数量至20世纪末起急剧流失，一些媒体曾讽刺蒙吕松“与切尔诺贝利建立了友好城市关系”。

## 备注
1. ↑  原文：vifs et enjoués, enclins à vivre doucement et d'un commerce fort agréable
2. ↑  原文：la ville de Montluçon est la plus gravement blessée par la crise qui s'étend sur toute la région et au-delà de la région. Il faut aller à son secours

### 文献网站
- Jean-Claude COMBEAU. . Saint-Avertin: Alan Sutton. 2001. ISBN 2-84253-666-5 （法语）.
- INSEE. . insee.fr.   [2024-04-09]. （原始内容存档于2024-03-31） （法语）.

### 分类资料
历史类
1. ↑  Pierre-Henri Billy. . éditions Errance. 2011: P495. ISBN 978-2-87772-449-4 （法语）.
2. ↑  CERCLE D’ARCHEOLOGIE DE MONTLUCON ET DE LA REGION.  (pdf). prehistoire.org. 2016-11-19  [2024-04-03]. （原始内容存档 (PDF)于2024-07-12） （法语）.
3. ↑  INRAP. . inrap.fr. 2011-03-17  [2024-04-03]. （原始内容存档于2024-04-03） （法语）.
4. ↑  L'Express. . lexpress.fr. 2014-11-15  [2024-04-03]. （原始内容存档于2024-04-03） （法语）.
5. ↑  Jean-Claude COMBEAU, Mémoire en Image - Montluçon, Ville carrefour, en limite de la plaine du Berry... l'autre de Pectavi (Poitiers) à Augustrodunum (Autun), p7 （法文）
6. ↑  La Montagne. . lamontagne.fr. 2021-03-08  [2024-04-03]. （原始内容存档于2024-04-03） （法语）.
7. ↑  Jean-Claude COMBEAU, Mémoire en Image - Montluçon, Mentionnée dans les documents les plus anciennes, depuis le VIIIe siècle, sous le nom de Mons Lucii, p7 （法文）
8. ↑  Jean-Claude COMBEAU, Mémoire en Image - Montluçon, Place Saint-Pierre, Du nom de l'église construite au XIe siècle., p25 （法文）
9. ↑  . chateau-herisson.fr.   [2024-04-04]. （原始内容存档于2024-06-14） （法语）.
10. ↑  André Leguai; Olivier Mattéoni. . Yzeure: Société bourbonnaise des études locales. 2005. ISBN 2-9517544-1-8 （法语）.
11. ↑  Olivier Mattéoni. . Histoire ancienne et médiévale. Paris: Publications de la Sorbonne. 1998. ISBN 2-85944-354-1 （法语）.
12. ↑  Jean-Claude COMBEAU, Mémoire en Image - Montluçon, Pour endiguer les assauts des envahisseurs anglais...à l'ouest la porte Saint-Pierre., p10 （法文）
13. ↑  . allier-auvergne-tourisme.com.   [2024-04-04]. （原始内容存档于2024-07-25） （法语）.
14. ↑  Jacques Chateau. . Les Bourbons avant Henri IV. Doyet: Jacques Chateau. 2004. ISBN 2-9522570-0-0 （法语）.
15. ↑  René Germain. . Saint-Étienne: Université de Saint-Étienne / Centre interdisciplinaire d'études et de recherches sur les structures régionales. 1999. ISBN 2-86272-166-2 （法语）.
16. ↑  Jean-Claude COMBEAU, Mémoire en Image - Montluçon, Au XVIe siècle, Montluçon deviendra une des 17 châtellenies royale après le rattachement de la province Bourbonnais à la Couronne par François I, p7 （法文）
17. ↑  Jean-Claude COMBEAU, Mémoire en Image - Montluçon, Rue Saint-Roch où la statue du saint...en 1517 et 1581., p25 （法文）
18. ↑  Cassini. . cassini.ehess.fr.   [2024-04-04]. （原始内容存档于2023-11-11） （法语）.
19. ↑  Cassini. . cassini.ehess.fr.   [2024-04-04]. （原始内容存档于2023-11-15） （法语）.
20. ↑  Jean-Claude COMBEAU, Mémoire en Image - Montluçon, Vue générales, anciennes portes et routes d'accès, p9 （法文）
21. ↑  . amis-de-montlucon.com. 2022-12-09  [2024-04-05] （法语）.
22. ↑  La Montagne. . lamontagne.fr. 2022-01-16  [2024-04-05]. （原始内容存档于2022-11-05） （法语）.
23. ↑  . partir-ici.fr.   [2024-04-05]. （原始内容存档于2024-04-05） （法语）.
24. ↑  Ernest Montusès. . Horvath. 1978 （法语）.
25. ↑  La Montagne. . lamontagne.fr. 2024-03-20  [2024-04-05]. （原始内容存档于2024-04-05） （法语）.
26. ↑  Jean-Claude COMBEAU, Mémoire en Image - Montluçon, Les Hauts Fourneaux ou usine Forey...de la tour Eiffel et de la colonne de la Bastille., p30 （法文）
27. ↑  Le Monde. . lemonde.fr. 1964-07-13  [2024-04-05]. （原始内容存档于2024-04-05） （法语）.
28. ↑  La Montagne. . lamontagne.fr. 2022-12-07  [2024-04-05]. （原始内容存档于2022-12-08） （法语）.
29. ↑  Jean-Claude COMBEAU, Mémoire en Image - Montluçon, C'est au sud de la ville... la fabrication des tubes en fer et acier, p34 （法文）
30. ↑  La Montagne. . lamontagne.fr. 2022-11-19  [2024-04-05]. （原始内容存档于2023-02-23） （法语）.
31. ↑  Jean-Claude COMBEAU, Mémoire en Image - Montluçon, Inaugurée en août 1864 par l'empereur Napoléon III, p56 （法文）
32. ↑  La Montagne. . lamontagne.fr. 2020-02-15  [2024-04-05]. （原始内容存档于2024-03-31） （法语）.
33. ↑  . aaatvmontlucon.fr.   [2024-04-05]. （原始内容存档于2024-05-28） （法语）.
34. ↑  André Besson. . . FeniXX. ISBN 9782307125693 （法语）.
35. ↑  Jean-Claude COMBEAU, Mémoire en Image - Montluçon, Réalisé de 1864 à 1867... par l'usine Saint-Jacques voisine., p57 （法文）
36. ↑  Jean-Claude COMBEAU, Mémoire en Image - Montluçon, Fondée en 1837, la Caisse d'épargne de Montluçon... fut inauguré le 14 octobre 1899., p56 （法文）
37. ↑  Jean-Claude COMBEAU, Mémoire en Image - Montluçon, Le boulevard de Courtais...sa dénomination défénitive en 1882, p124 （法文）
38. ↑  Jean-Claude COMBEAU, Mémoire en Image - Montluçon, 5 Edifices publics et religieux, p51-60 （法文）
39. ↑  . allier-auvergne-tourisme.com. 2021-09-09  [2024-04-06]. （原始内容存档于2024-04-06） （法语）.
40. ↑  Jean-Claude COMBEAU, Mémoire en Image - Montluçon, Le ministre de la Guerre installa...des militaires coloniaux sénégalais, p36 （法文）
41. ↑  La Montagne. . lamontagne.fr. 2021-11-28  [2024-04-06]. （原始内容存档于2021-11-29） （法语）.
42. ↑  La Montagne. . lamontagne.fr. 2023-09-06  [2024-04-06]. （原始内容存档于2024-04-06） （法语）.
43. ↑  La Montagne. . lamontagne.fr. 2020-02-25  [2024-04-06]. （原始内容存档于2024-04-07） （法语）.
44. ↑  Jean-Pierre PERRIN. . vudubourbonnais.wordpress.com. 2023-03-12  [2024-04-06]. （原始内容存档于2024-04-06） （法语）.
45. ↑  Jean-Claude COMBEAU, Mémoire en Image - Montluçon, La rue des Nicauds, ancienne route de Limoges...la station de bus des Trois Ayards., p45 （法文）
46. ↑  Jean-Claude COMBEAU, Mémoire en Image - Montluçon, Le pont du Châtelet appelé aussi pont Neuf fut inauguré le 14 juillet 1939 par le maire Marx Dormoy., p64 （法文）
47. ↑  Jean-Charles Varennes. . Editions Volcans. 1974: 273p. ISBN 9782852600348 （法语）.
48. ↑  France 3. . france3-regions.francetvinfo.fr. 2021-06-19  [2024-04-06]. （原始内容存档于2024-04-14） （法语）.
49. ↑  Archives départementales de l'Allier. . archives.allier.fr.   [2024-04-06]. （原始内容存档于2024-04-06） （法语）.
50. ↑   (pdf). cierv-vichy.fr.   [2024-04-06]. （原始内容存档 (PDF)于2022-12-10） （法语）.
51. ↑  France 3. . france3-regions.francetvinfo.fr. 2022-11-10  [2024-04-06]. （原始内容存档于2024-04-06） （法语）.
52. ↑  La Montagne. . lamontagne.fr. 2020-05-27  [2024-04-06]. （原始内容存档于2024-04-08） （法语）.
53. ↑  La Montagne. . lamontagne.fr. 2020-01-04  [2024-04-06]. （原始内容存档于2024-06-14） （法语）.
54. ↑  Archives départementales de l'Allier. . archives.allier.fr.   [2024-04-06]. （原始内容存档于2024-05-28） （法语）.
55. ↑  La Montagne. . lamontagne.fr. 2023-08-25  [2024-04-06] （法语）.
56. ↑  La Montagne. . lamontagne.fr. 2013-08-25  [2024-04-06] （法语）.
57. ↑  Reyt Philippe. . MONTLUCON. 2011. ISBN 978-2953905908 （法语）.
58. ↑  La Montagne. . lamontagne.fr. 2022-02-08  [2024-04-06]. （原始内容存档于2024-04-08） （法语）.
59. ↑  La Montagne. . lamontagne.fr. 2017-06-20  [2024-04-06] （法语）.
60. ↑  France Info. . francetvinfo.fr. 2018-09-25  [2024-04-06]. （原始内容存档于2024-04-06） （法语）.
61. ↑  France Bleu. . francebleu.fr. 2024-03-27  [2024-04-06]. （原始内容存档于2024-06-13） （法语）.

地理类
1. ↑  . kartenn.openstreetmap.bzh.   [2024-04-03]. （原始内容存档于2021-12-07） （奥克语）.
2. ↑  . plu-cadastre.fr.   [2024-04-06]. （原始内容存档于2024-04-06） （法语）.
3. ↑  ville de Montluçon.  (pdf). montlucon.com.   [2024-04-06]. （原始内容存档 (PDF)于2024-04-06） （法语）.
4. ↑  France 3. . france3-regions.francetvinfo.fr. 2022-03-21  [2024-04-06]. （原始内容存档于2024-06-13） （法语）.
5. ↑  ville de Montluçon. . montlucon.com.   [2024-04-06]. （原始内容存档于2024-05-24） （法语）.
6. ↑  France 3. . france3-regions.francetvinfo.fr. 2023-11-12  [2024-04-07]. （原始内容存档于2024-05-21） （法语）.
7. ↑  La Semaine de l'Allier. . lasemainedelallier.fr. 2023-08-18  [2024-04-07]. （原始内容存档于2024-04-07） （法语）.
8. ↑  collectivites-locales.gouv.fr. . collectivites-locales.gouv.fr.   [2022-09-10]. （原始内容存档于2022-06-21） （法语）.
9. ↑  sig.ville.gouv.fr. . sig.ville.gouv.fr.   [2024-04-09]. （原始内容存档于2022-06-28） （法语）.
10. ↑  INSEE. . insee.fr.   [2023-04-26]. （原始内容存档于2021-06-07） （法语）.
11. ↑  INSEE. . insee.fr.   [2023-04-26]. （原始内容存档于2021-04-21） （法语）.
12. ↑  INSEE. . insee.fr.   [2023-04-26]. （原始内容存档于2018-07-24） （法语）.
13. ↑  insee.fr. . insee.fr.   [2019-09-07]. （原始内容存档于2018-08-10） （法语）.
14. ↑  INSEE. . insee.fr.   [2023-04-26]. （原始内容存档于2020-11-10） （法语）.
15. ↑  INSEE. . insee.fr.   [2023-04-26]. （原始内容存档于2021-04-24） （法语）.
16. ↑  INSEE. . insee.fr.   [2024-01-09]. （原始内容存档于2023-10-18） （法语）.
17. ↑  sig.ville.gouv.fr. . sig.ville.gouv.fr.   [2019-09-07]. （原始内容存档于2021-06-16） （法语）.
18. ↑  INSEE. . insee.fr.   [2024-04-10]. （原始内容存档于2023-12-20） （法语）.
19. ↑  INSEE. . insee.fr.   [2024-04-10] （法语）.
20. ↑  INSEE. . insee.fr.   [2024-04-10]. （原始内容存档于2024-05-15） （法语）.
21. ↑  . laregionvoustransporte.fr.   [2024-04-09]. （原始内容存档于2024-07-17） （法语）.
22. ↑  . transports.nouvelle-aquitaine.fr.   [2024-04-09]. （原始内容存档于2020-12-04） （法语）.
23. ↑  . linternaute.com.   [2024-04-09]. （原始内容存档于2022-03-21） （法语）.
24. ↑  . linternaute.com.   [2024-04-09]. （原始内容存档于2024-04-09） （法语）.
25. ↑  TER Auvergne-Rhône-Alpes. . ter.sncf.fr.   [2024-04-09]. （原始内容存档于2023-04-26） （法语）.
26. ↑  Gares & Connexions. . garesetconnexions.sncf.   [2024-04-09]. （原始内容存档于2024-04-09） （法语）.
27. ↑  SNCF Data. . ressources.data.sncf.com.   [2024-04-09]. （原始内容存档于2024-04-09） （法语）.
28. ↑  TER Auvergne-Rhône-Alpes. . ter.sncf.fr.   [2024-04-09]. （原始内容存档于2024-03-10） （法语）.
29. ↑  Gares & Connexions. . garesetconnexions.sncf.   [2024-04-09]. （原始内容存档于2024-03-10） （法语）.
30. ↑  TER Auvergne-Rhône-Alpes. . ter.sncf.fr.   [2024-04-09]. （原始内容存档于2024-06-17） （法语）.
31. ↑  Gares & Connexions. . garesetconnexions.sncf.   [2024-04-09]. （原始内容存档于2024-04-09） （法语）.
32. ↑  . aeroclub-montlucon.fr.   [2024-04-10]. （原始内容存档于2024-03-04） （法语）.
33. ↑  La Montagne. . lamontagne.fr. 2022-03-12  [2024-04-10]. （原始内容存档于2024-09-22） （法语）.
34. ↑   (pdf). cci.fr.   [2024-04-10]. （原始内容存档 (PDF)于2024-08-13） （法语）.
35. ↑  UNION DES AÉROPORTS FRANÇAIS (UAF). . aeroport.fr.   [2020-04-09]. （原始内容存档于2021-03-15） （法语）.
36. ↑  Geneviève Bailly; Christian-E. Roth. . Cahiers d'archéologie et d'histoire du Berry. 1992 （法语）.
37. ↑  Montluçon Communauté. . montlucon-communaute.com.   [2024-04-10]. （原始内容存档于2024-05-26） （法语）.
38. ↑  Maelis. . maelis.eu.   [2024-04-10]. （原始内容存档于2021-04-21） （法语）.
39. ↑  linternaute.com. . linternaute.com.   [2024-04-07]. （原始内容存档于2015-09-30） （法语）.
40. ↑  linternaute.com. . linternaute.com.   [2024-04-07]. （原始内容存档于2024-04-07） （法语）.

社科类
1. ↑  ville de Montluçon. . montlucon.com.   [2024-04-07]. （原始内容存档于2024-04-14） （法语）.
2. ↑  Réussir. . reussir.fr. 2007-07-12  [2024-04-09]. （原始内容存档于2024-04-09） （法语）.
3. ↑  France 3. . france3-regions.francetvinfo.fr. 2016-09-06  [2024-04-09]. （原始内容存档于2024-04-09） （法语）.
4. ↑  La Montagne. . lamontagne.fr. 2019-03-04  [2024-04-10] （法语）.
5. ↑  ville de Montluçon. . montlucon.com.   [2024-04-09]. （原始内容存档于2024-04-20） （法语）.
6. ↑  La Semaine de l'Allier. . lasemainedelallier.fr. 2023-06-12  [2024-04-09]. （原始内容存档于2024-04-14） （法语）.
7. ↑  La Montagne. . lamontagne.fr. 2024-01-11  [2024-04-09]. （原始内容存档于2024-01-11） （法语）.
8. ↑  La Montange. . lamontagne.fr. 2022-01-28  [2024-04-11]. （原始内容存档于2022-09-07） （法语）.
9. ↑  La Montagne. . lamontagne.fr. 2024-03-22  [2024-04-10] （法语）.
10. ↑  . valleecoeurdefrance.fr.   [2024-04-10]. （原始内容存档于2024-05-22） （法语）.
11. ↑  Montluçon Communauté. . montlucon-communaute.com.   [2024-04-10]. （原始内容存档于2024-05-27） （法语）.
12. ↑  Ministère de l'Intérieur (编). . mobile.interieur.gouv.fr.   [2024-04-08]. （原始内容存档于2024-05-30） （法语）.
13. ↑  . election-europeenne.linternaute.com.   [2024-04-08]. （原始内容存档于2024-04-27） （法语）.
14. ↑  . election-departementale.linternaute.com.   [2024-04-08]. （原始内容存档于2024-04-08） （法语）.
15. ↑  . election-regionale.linternaute.com.   [2024-04-08]. （原始内容存档于2024-04-24） （法语）.
16. ↑  . linternaute.fr.   [2024-04-09]. （原始内容存档于2018-10-09） （法语）.
17. ↑  insee.fr. . insee.fr.   [2024-04-09]. （原始内容存档于2021-05-01） （法语）.
18. ↑  Commune de Montluçon (03185) - commune actuelle（法文）
19. ↑  . service-public.fr.   [2024-04-09]. （原始内容存档于2024-05-26） （法语）.
20. ↑  . demarchesadministratives.fr.   [2024-04-09]. （原始内容存档于2024-04-09） （法语）.
21. ↑  Montluçon Communauté. . economie.montlucon-communaute.com.   [2024-04-09]. （原始内容存档于2024-04-21） （法语）.
22. ↑  Manageo (编). . manageo.fr.   [2024-04-09] （法语）.
23. ↑  Le Figaro (编). . entreprises.lefigaro.fr.   [2024-04-09]. （原始内容存档于2024-04-27） （法语）.
24. ↑  . societe.com.   [2024-04-09]. （原始内容存档于2024-04-09） （法语）.
25. ↑  . societe.com.   [2024-04-09]. （原始内容存档于2024-04-09） （法语）.
26. ↑  . entreprises.lefigaro.fr.   [2024-04-09]. （原始内容存档于2024-04-12） （法语）.
27. ↑  . entreprises.lefigaro.fr.   [2024-04-09]. （原始内容存档于2024-04-09） （法语）.
28. ↑  . entreprises.lefigaro.fr.   [2024-04-09]. （原始内容存档于2024-04-09） （法语）.
29. ↑  . entreprises.lefigaro.fr.   [2024-04-09]. （原始内容存档于2024-04-09） （法语）.
30. ↑  . entreprises.lefigaro.fr.   [2024-04-09]. （原始内容存档于2024-04-09） （法语）.
31. ↑  . entreprises.lefigaro.fr.   [2024-04-09]. （原始内容存档于2024-05-26） （法语）.
32. ↑  JDN (编). . journaldunet.fr.   [2024-04-09]. （原始内容存档于2019-01-05） （法语）.
33. ↑  JDN (编). . journaldunet.fr.   [2024-04-09]. （原始内容存档于2024-04-09） （法语）.
34. ↑  JDN (编). . journaldunet.fr.   [2024-04-09]. （原始内容存档于2019-02-13） （法语）.
35. ↑  INSEE. . insee.fr.   [2024-04-09]. （原始内容存档于2024-04-09） （法语）.
36. ↑  JDN (编). . journaldunet.fr.   [2024-04-09]. （原始内容存档于2019-01-05） （法语）.
37. ↑  ac-clermont.fr. . ac-clermont.fr.   [2020-04-09]. （原始内容存档于2020-03-31） （法语）.
38. ↑  . linternaute.com.   [2024-04-09]. （原始内容存档于2013-11-02） （法语）.
39. ↑  Parcoursup. . villedata.fr.   [2024-04-06]. （原始内容存档于2024-04-07） （法语）.
40. ↑  . villedata.fr.   [2024-04-06] （法语）.
41. ↑  . montlucon.maville.com. 2010-05-05  [2024-04-06] （法语）.
42. ↑  La Montagne. . lamontagne.fr. 2022-01-13  [2024-04-07]. （原始内容存档于2023-01-02） （法语）.
43. ↑  IUT UCA. . iut.uca.fr.   [2024-04-07]. （原始内容存档于2023-12-01） （法语）.
44. ↑  Polytech Clermont. . polytech-clermont.fr.   [2024-04-07]. （原始内容存档于2024-04-24） （法语）.
45. ↑  ch-montlucon.fr. . ch-montlucon.fr.   [2019-09-07]. （原始内容存档于2018-09-28） （法语）.
46. ↑  FHF. . etablissements.fhf.fr.   [2024-02-18]. （原始内容存档于2023-07-25） （法语）.
47. ↑  FHF. . etablissements.fhf.fr.   [2024-04-07] （法语）.
48. ↑  SANTE.FR. . sante.fr.   [2024-04-07] （法语）.
49. ↑  Montluçon Communauté. . montlucon-communaute.com.   [2024-04-07]. （原始内容存档于2024-05-27） （法语）.
50. ↑  . collectivites-locales.gouv.fr.   [2024-04-07]. （原始内容存档于2024-06-19） （法语）.
51. ↑  . linternaute.com.   [2024-04-07]. （原始内容存档于2014-05-08） （法语）.
52. ↑  La Montagne. . lamontagne.fr.   [2019-09-07] （法语）.
53. ↑  . alliancepresse.fr.   [2024-04-08]. （原始内容存档于2024-05-24） （法语）.
54. ↑  Petit Futé. . petitfute.com.   [2024-04-08]. （原始内容存档于2024-04-08） （法语）.
55. ↑  . annuaire-entreprises.data.gouv.fr.   [2024-04-08] （法语）.
56. ↑  . frequence-radio.com.   [2024-04-08]. （原始内容存档于2024-07-20） （法语）.
57. ↑  ville de Montluçon. . montlucon.com.   [2024-04-08]. （原始内容存档于2024-07-15） （法语）.
58. ↑  Montluçon Communauté. . montlucon-communaute.com.   [2024-04-07]. （原始内容存档于2024-06-15） （法语）.
59. ↑  Montluçon Communauté. . montlucon-communaute.com.   [2024-04-07]. （原始内容存档于2024-04-18） （法语）.
60. ↑  . sictomrm.com.   [2024-04-07]. （原始内容存档于2024-07-20） （法语）.
61. ↑  Montluçon Communauté. . montlucon-communaute.com.   [2024-04-07]. （原始内容存档于2024-06-15） （法语）.
62. ↑  demarchesadministratives.fr. . demarchesadministratives.fr.   [2019-09-07]. （原始内容存档于2021-06-21） （法语）.
63. ↑  demarchesadministratives.fr. . demarchesadministratives.fr.   [2019-09-07]. （原始内容存档于2021-06-21） （法语）.
64. ↑  . pompiercenter.com.   [2024-04-07]. （原始内容存档于2024-04-17） （法语）.
65. ↑  . linternaute.com.   [2024-04-07]. （原始内容存档于2018-11-05） （法语）.

文化类
1. ↑  France 3. . france3-regions.francetvinfo.fr. 2021-03-12  [2024-04-03] （法语）.
2. ↑  Le Populaire du Centre. . lepopulaire.fr. 2020-01-25  [2024-04-03]. （原始内容存档于2024-07-03） （法语）.
3. ↑  ville de Montluçon. . montlucon.com.   [2024-04-07]. （原始内容存档于2024-11-13） （法语）.
4. ↑  Jean-Claude COMBEAU, Mémoire en Image - Montluçon, "Plan de la ville", p10 （法文）
5. ↑  Jean-Claude COMBEAU, Mémoire en Image - Montluçon, Cette vue aérienne de 1956 montre, malgré les transformations opérées...le Vieux château et l'hôtel de ville, p28 （法文）
6. ↑  La Montagne. . lamontagne.fr. 2020-08-08  [2024-04-07] （法语）.
7. ↑  La Montagne. . lamontagne.fr. 2024-01-23  [2024-04-07]. （原始内容存档于2024-04-09） （法语）.
8. ↑  . amis-de-montlucon.com.   [2024-04-07]. （原始内容存档于2024-05-30） （法语）.
9. ↑  Ministère de la Culture. . pop.culture.gouv.fr.   [2024-04-07]. （原始内容存档于2023-07-08） （法语）.
10. ↑  La Semaine de l'Allier. . lasemainedelallier.fr. 2022-05-10  [2024-04-07]. （原始内容存档于2024-04-07） （法语）.
11. ↑  Monumentum. . monumentum.fr.   [2024-04-07]. （原始内容存档于2024-05-23） （法语）.
12. ↑  Ministère de la Culture. . pop.culture.gouv.fr.   [2024-04-07]. （原始内容存档于2024-07-13） （法语）.
13. ↑  Ministère de la Culture. . pop.culture.gouv.fr.   [2024-04-07]. （原始内容存档于2024-04-12） （法语）.
14. ↑  Montluçon Communauté. . montlucon-communaute.com.   [2024-04-07]. （原始内容存档于2024-05-27） （法语）.
15. ↑  RTL. . rtl.fr. 2015-08-22  [2024-04-07] （法语）.
16. ↑  . catholique-moulins.fr.   [2024-04-08]. （原始内容存档于2024-04-12） （法语）.
17. ↑  . catholique-moulins.fr.   [2024-04-08]. （原始内容存档于2024-04-19） （法语）.
18. ↑  . messes.info.   [2024-04-08]. （原始内容存档于2024-04-19） （法语）.
19. ↑  . annuaire-entreprises.data.gouv.fr.   [2024-04-08] （法语）.
20. ↑  Le Parisien. . leparisien.fr.   [2024-04-08]. （原始内容存档于2024-04-08） （法语）.
21. ↑  La Montagne. . lamontagne.fr. 2015-04-29  [2024-04-08]. （原始内容存档于2024-04-09） （法语）.
22. ↑  Allier Bourbonnais. . allier-auvergne-tourisme.com.   [2024-04-08]. （原始内容存档于2024-07-12） （法语）.
23. ↑  Allier Bourbonnais. . allier-auvergne-tourisme.com.   [2024-04-08] （法语）.
24. ↑  Montluçon Communauté. . montlucon-communaute.com.   [2024-04-08]. （原始内容存档于2024-04-08） （法语）.
25. ↑  Montluçon Communauté. . montlucon-communaute.com.   [2024-04-08]. （原始内容存档于2024-04-18） （法语）.
26. ↑  Allier Bourbonnais. . allier-auvergne-tourisme.com.   [2024-04-08]. （原始内容存档于2024-05-05） （法语）.
27. ↑  Allier Bourbonnais. . allier-auvergne-tourisme.com.   [2024-04-08]. （原始内容存档于2024-05-06） （法语）.
28. ↑  FÉDÉRATION FRANÇAISE DE FOOTBALL - LIGUE AUVERGNE-RHÔNE-ALPES DE FOOTBALL (编). . laurafoot.fff.fr.   [2024-04-07]. （原始内容存档于2024-04-07） （法语）.
29. ↑  . montluconfootball.fr.   [2024-04-07]. （原始内容存档于2021-06-13） （法语）.
30. ↑  FÉDÉRATION FRANÇAISE DE FOOTBALL - LIGUE AUVERGNE-RHÔNE-ALPES DE FOOTBALL (编). . laurafoot.fff.fr.   [2024-04-09] （法语）.
31. ↑  . ostadium.com.   [2024-04-07]. （原始内容存档于2024-04-07） （法语）.
32. ↑  Allier Bourbonnais. . ledicodutour.com.   [2024-04-07]. （原始内容存档于2023-06-05） （法语）.
33. ↑  . ledicodutour.com.   [2024-04-07]. （原始内容存档于2024-06-22） （法语）.
34. ↑  La Montagne. . lamontagne.fr. 2024-04-08  [2024-04-09]. （原始内容存档于2024-04-09） （法语）.
35. ↑  ville de Montluçon. . montlucon.com.   [2024-04-09] （法语）.
36. ↑  Allier Bourbonnais. . allier-auvergne-tourisme.com.   [2024-04-09]. （原始内容存档于2024-04-09） （法语）.
37. ↑  France 3. . france3-regions.francetvinfo.fr. 2019-06-22  [2024-04-09]. （原始内容存档于2024-04-09） （法语）.
38. ↑  La Semaine de l'Allier. . lasemainedelallier.fr. 2023-10-14  [2024-04-09]. （原始内容存档于2024-04-09） （法语）.
39. ↑  ville de Montluçon. . montlucon.com.   [2024-04-09]. （原始内容存档于2024-05-24） （法语）.
40. ↑  Allier Bourbonnais. . allier-auvergne-tourisme.com.   [2024-04-09]. （原始内容存档于2024-07-24） （法语）.
41. ↑  Pierre Goudot. . . études archéologiques. Montluçon: Cercle archéologique de Montluçon. 2004. ISBN 978-2-915233-01-8 （法语）.
42. ↑  Michelin Guide. . guide.michelin.com.   [2024-04-09] （法语）.
43. ↑  La Montagne. . lamontagne.fr. 2017-09-13  [2024-04-09]. （原始内容存档于2024-04-09） （法语）.
44. ↑  La Montagne. . lamontagne.fr. 2022-12-20  [2024-04-09]. （原始内容存档于2024-04-09） （法语）.
45. ↑  La Montagne. . lamontagne.fr. 2018-03-19  [2024-04-09] （法语）.
46. ↑  La Montagne. . lamontagne.fr. 2018-11-21  [2024-04-09]. （原始内容存档于2024-04-09） （法语）.
47. ↑  Chérie FM. . cheriefm.fr.   [2024-04-09]. （原始内容存档于2024-07-25） （法语）.
48. ↑  La Montagne. . lamontagne.fr. 2022-05-08  [2024-04-09] （法语）.
49. ↑  ville de Montluçon. . montlucon.com.   [2024-04-09]. （原始内容存档于2024-06-13） （法语）.
50. ↑  La Montagne. . lamontagne.fr. 2016-02-15  [2024-04-09]. （原始内容存档于2021-07-07） （法语）.
51. ↑  ville de Montluçon. . montlucon.com.   [2024-04-09]. （原始内容存档于2024-11-13） （法语）.
52. ↑  ville de Montluçon. . montlucon.com.   [2024-04-09]. （原始内容存档于2024-04-21） （法语）.
53. ↑  . lamentable.fr.   [2024-04-09]. （原始内容存档于2021-06-17） （法语）.

综合类
1. 1 2 3 4  communes.com. . communes.com.   [2019-09-07]. （原始内容存档于2021-04-10） （法语）.
2. 1 2 3 4 5 6 7 8 9 10 11 12 13 14 15 16 17 18 19 20 21 22 23 24 25 26 27 28 29 30  Géoportail. . geoportail.fr.   [2024-04-06] （法语）.
3. 1 2  Marcel Moreau. .  (PDF). Montluçon: Imprimerie du centre. 1945  [2024-04-03]. （原始内容存档 (PDF)于2024-08-12） （法语）.
4. 1 2 3 4  . monbourbonnais.com. 2018-04-12  [2024-04-04]. （原始内容存档于2024-06-21） （法语）.
5. 1 2 3  . allier-auvergne-tourisme.com.   [2024-04-04]. （原始内容存档于2024-05-21） （法语）.
6. ↑  Pierre Pradel. . les Imprimeries réunies. 1926: 87 （法语）.
7. 1 2  Jean-Claude COMBEAU, Mémoire en Image - Montluçon, Jusqu'au milieu du XIXe siècle... commercialisé en Marche et en Combraille, p7 （法文）
8. 1 2  . amis-de-montlucon.com. 2021-11-19  [2024-04-06]. （原始内容存档于2024-07-19） （法语）.
9. 1 2  La Montagne. . lamontagne.fr. 2020-10-04  [2024-04-06]. （原始内容存档于2024-04-08） （法语）.
10. 1 2 3 4 5 6 7 8 9 10  . amis-de-montlucon.com. 2023-01-13  [2024-04-06]. （原始内容存档于2024-04-24） （法语）.
11. 1 2  . elysee.fr. 1984-07-06  [2024-04-06]. （原始内容存档于2024-04-06） （法语）.
12. 1 2  linternaute.com. . linternaute.com.   [2024-04-06]. （原始内容存档于2018-11-05） （法语）. Montluçon possède 6 sites pollués sur son territoire
13. 1 2  BRGM. . brgm.fr.   [2019-09-07]. （原始内容存档于2017-04-23） （法语）.
14. 1 2 3 4 5  BRGM.  (pdf). ficheinfoterre.brgm.fr.   [2024-04-06]. （原始内容存档 (PDF)于2023-07-02） （法语）.
15. 1 2 3  . linternaute.fr.   [2024-04-09]. （原始内容存档于2024-04-27） （法语）.
16. 1 2  climat-data.fr. . climat-data.fr.   [2019-09-07]. （原始内容存档于2019-04-03） （法语）.
17. 1 2  . infoclimat.fr.   [2024-04-07]. （原始内容存档于2024-04-07） （法语）.
18. 1 2  . infoclimat.fr.   [2024-04-07]. （原始内容存档于2024-04-07） （法语）.
19. 1 2  . infoclimat.fr.   [2020-11-03]. （原始内容存档于2021-03-07） （法语）.
20. 1 2 3 4 5  Le Monde. . lemonde.fr.   [2024-04-08]. （原始内容存档于2024-04-08） （法语）.
21. ↑  Cassini. . cassini.ehess.fr.   [2024-04-09]. （原始内容存档于2022-05-21） （法语）.
22. 1 2 3  INSEE, Dossier complet - Commune de Montluçon (03185), RES T1 - Établissements actifs employeurs par secteur d'activité agrégé et taille fin 2021 （法文）
23. 1 2  . linternaute.com.   [2024-04-07]. （原始内容存档于2022-03-21） （法语）.
24. 1 2 3  . linternaute.com.   [2024-04-07]. （原始内容存档于2022-03-21） （法语）.
25. ↑  France 3 Auvergne-Rhône-Alpes (编). . france3-regions.francetvinfo.fr.   [2024-04-09]. （原始内容存档于2023-04-11） （法语）.
26. 1 2 3  . linternaute.com.   [2024-04-07]. （原始内容存档于2014-05-08） （法语）.
27. 1 2  ville de Montluçon. . montlucon.com.   [2024-04-07]. （原始内容存档于2024-11-13） （法语）.
28. 1 2  . jours-de-marche.fr.   [2024-04-09]. （原始内容存档于2024-04-09） （法语）.